# Patagonie
Cet article possède un paronyme, voir Patagonia (entreprise).

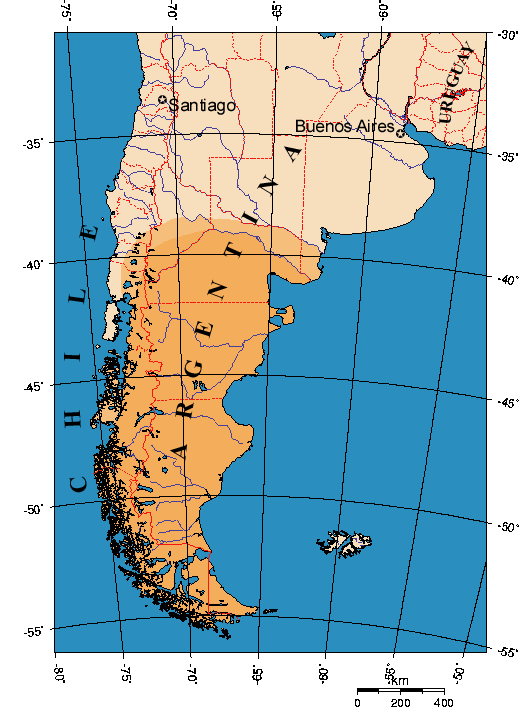
Cartographie de la Patagonie (en orange). Les délimitations géographiques sont au plus strict.

La Patagonie (en espagnol : Patagonia), également appelée « le Grand Sud », est une région géographique appartenant au cône Sud située dans la partie méridionale de l'Amérique du Sud et partagée entre une Patagonie chilienne à l'ouest et une Patagonie argentine à l'est. La Patagonie comprend donc principalement le sud de l’Argentine et le sud du Chili, pour une superficie d'environ 1 000 000 de kilomètres carrés. Ces deux régions, séparées par la cordillère des Andes, abritent des paysages contrastés de montagnes, de glaciers, de pampa, de forêts subpolaires, de littoraux, d'îles et d'archipels. Elles sont habitées depuis plus de dix mille ans par les Sud-Amérindiens, tels les Mapuches, et ont été décrites pour la première fois par l'Italien Antonio Pigafetta dans son récit, publié en 1525, de la première circumnavigation, une expédition entreprise par le navigateur portugais Fernand de Magellan et achevée, après la mort de celui-ci, par l'Espagnol Juan Sebastián Elcano. Après une colonisation lente et difficile, une partie de la population autochtone actuelle est métissée et on peut la qualifier de « sudaméricano-européenne ». Avec une densité de population de 3,8 habitants par kilomètre carré (3 habitants par kilomètre carré en Sibérie, 0,46 en Alaska), la Patagonie est une des régions les moins peuplées au monde. Ses terres sont exploitées pour l'élevage de bétail dans d'immenses fermes appelées estancias ou convoitées pour leurs ressources naturelles importantes. Elle représente des intérêts écologiques et géonomiques importants qui suscitent des convoitises.

## Étymologie
L'étymologie du mot « Patagonie » a fait l'objet de nombreuses recherches et controverses. Le seul témoignage provient d'Antonio Pigafetta, un des 18 survivants de l'expédition de Magellan autour du monde qui, de retour en Europe, a publié un récit du voyage en 1524. Au début de l'année 1520, il y décrit la rencontre avec un « géant » qui « était tant grand que le plus grand de nous ne lui venait qu'à la ceinture » et précise plus loin « le capitaine appela cette manière de gens Pataghoni ». Et comme il ne donne pas l'origine de ce mot, des interprétations se sont développées autour de l'idée de « grands pieds » d'où la « Terre des Grands Pieds » construite avec Pata (pied en espagnol), ou aussi dans des interprétations plus péjoratives, les amérindiens vus comme des incultes et des rustres, avec patán en espagnol, patão en portugais et « pataud » en français.
L'hypothèse aujourd'hui généralement retenue fait venir le mot « patagon » du personnage fantastique appelé « Patagón », une créature sauvage qu'affronte Primaleón en Grèce dans un roman de chevalerie publié en 1512 par Francisco Vázquez. Cette littérature très en vogue à l'époque était sans doute connue de Magellan et Pigafetta. Il est probable que Magellan ait associé les autochtones rencontrés, avec leurs peaux d'animaux en guise de vêtement et leur consommation de viande crue, à la créature décrite par Vázquez dans son roman,.
Les cartes marines du Nouveau Monde ajoutaient parfois la légende regio gigantum (« région des géants » en latin) pour la région de Patagonie. Entretenue entre autres par les dires de Francis Drake, la croyance générale en une terre peuplée de géants – jusqu'à 3 m de hauteur selon certains auteurs – a persisté pendant 250 ans et fut ravivée en 1767 par la publication d'un récit de voyage du commandant John Byron et son équipage, qui lors de sa circumnavigation avec le navire HMS Dolphin, passèrent un certain temps le long de la côte de la Patagonie. Cette publication, le Voyage autour du monde sur le bateau de Sa Majesté le Dauphin, (en anglais : Voyage Round the World in His Majesty's Ship the Dolphin) a semblé apporter la preuve de leur existence et ce récit, devenu un best-seller, a renforcé le mythe. En 1840, des illustrations caricaturales de Patagons près du détroit de Magellan, publiées dans le récit de voyage Voyage autour du monde : exécuté par ordre du Roi sur la corvette de Sa Majesté « la Coquille » par l'explorateur français Jules Dumont d'Urville confirmaient encore les observations initiales de Pigafetta.
Le mythe des Géants Patagons devait toutefois s'estomper à la fin du XVIIIe siècle. En 1773, John Hawkesworth publia pour le compte de l'amirauté un abrégé des descriptions de l'hémisphère sud dans les journaux de bord des explorateurs, y compris ceux de James Cook et de John Byron. Il estime que l'expédition de Byron avait rencontré des Amérindiens pas plus grands que 2 m, certes plus grands que la moyenne européenne de l'époque, mais en aucun cas des « géants ».

## Géographie

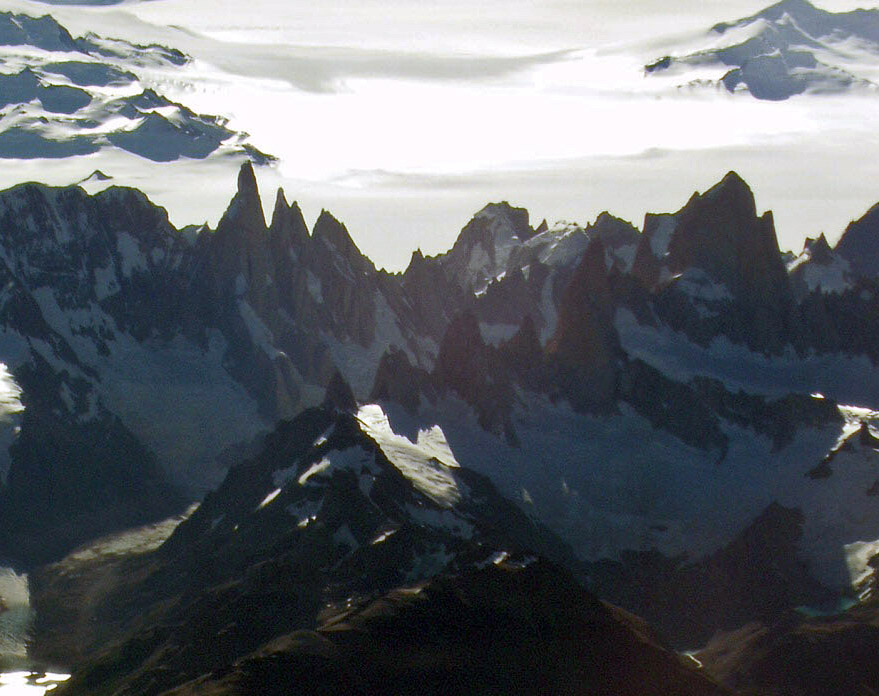
Les sommets du Cerro Torre et du Fitz Roy qui dominent le lac Viedma

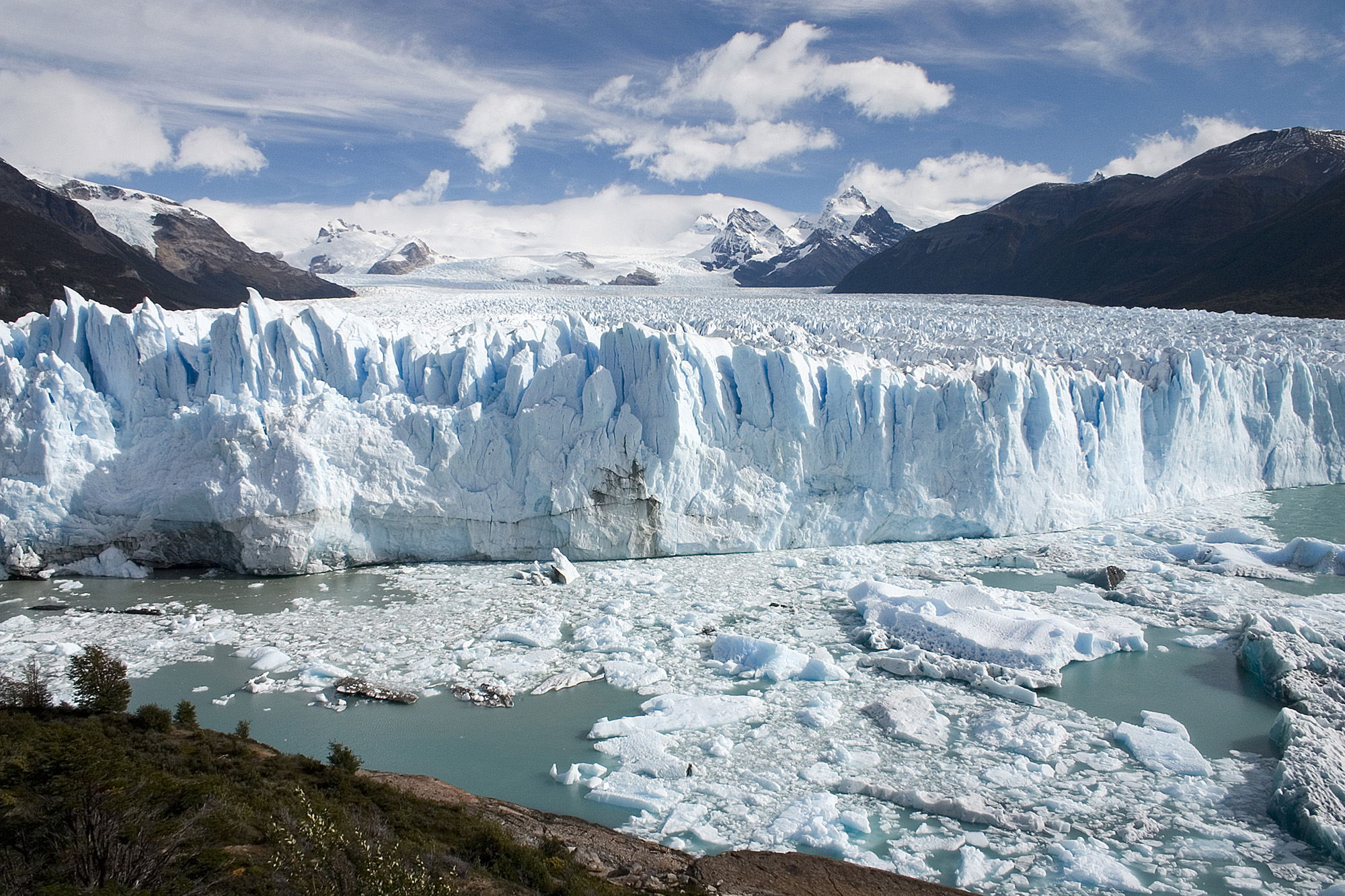
Glacier Perito Moreno, Patagonie, Argentine.

La Patagonie fait partie de la région biogéographique (écozone) néotropique. Par la présence de la cordillère des Andes, de l'influence de l'océan Pacifique et de l'océan Atlantique, la morphologie géographique (biome) de la Patagonie se présente fortement diverse et contrastée. Les paysages se composent de forêts tempérées d'arbres à feuilles caduques, de prairies, savanes et brousses tempérées, de prairies et broussailles de montagnes, de montagnes, d'étages alpins, d'étages subalpins, de glaciers côtiers et de vallées, de littoraux ou de physiologies maritimes telles des fjords, des îles, des bras de mer ou détroits.
Dans ce vaste contraste, il est possible de distinguer la Patagonie en différentes parties géographiques :

### La cordillère des Andes de Patagonie
La cordillère des Andes est la seconde chaîne de montagnes la plus haute du monde après l'Himalaya, avec une altitude moyenne de 4 000 m. Son point culminant est l'Aconcagua (6 962 m) mais il ne se trouve pas en Patagonie. Le volcan Domuyo culminant à 4 709 m, qui appartient à la province de Neuquén en Argentine, est le plus haut sommet de la Patagonie. Le Monte San Valentin au Chili avec ses 4 058 m, est, quant à lui, considéré comme le plus haut sommet de Patagonie au-delà des 40e Sud, soit de la cordillère de Patagonie. À la frontière entre le Chili et l'Argentine, se dressent le Fitz Roy (3 405 m) et le Cerro Torre (3 102 m) situés dans le parc national Los Glaciares. Malgré leur altitude moins élevée, l'ascension de ces sommets représente des difficultés techniques aussi importantes que celles rencontrées en Himalaya.

#### Géologie et biomes

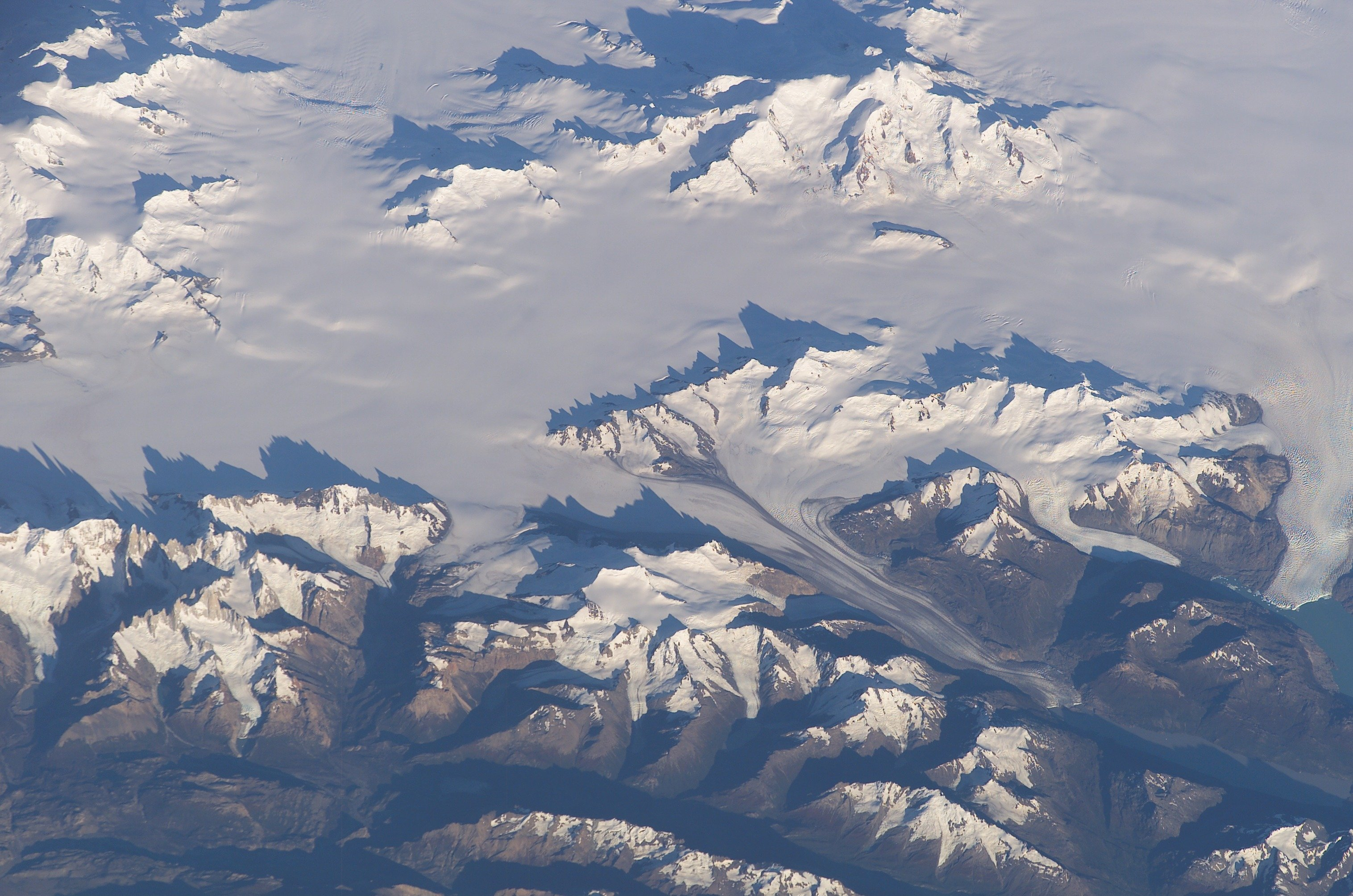
Vue aérienne du Campo de Hielo Sur

Au cours du Pléistocène le climat est caractérisé par des cycles de glaciation pendant lesquels des glaciers continentaux sont descendus jusqu'au 40e parallèle. Lors de l'extension maximale des glaces, 30 % de la surface de la Terre est couverte par les glaces. Le pergélisol s'étend de la limite des glaces à plusieurs centaines de km plus au sud. La température annuelle à la limite des glaces est de −6 °C et de 0 °C à la limite du pergélisol. Le sud de la Cordillère des Andes est couvert par le glacier de Patagonie. Quatre glaciations majeures ont été identifiées, séparées par des périodes interglaciaires. Ces changements majeurs (glaciation et rétraction) modifieront profondément la morphologie des paysages de la Patagonie actuelle. Ainsi se formèrent les vallées glaciaires, les vallées suspendues, en forme de « U » et des cirques glaciaires.
Il subsiste aujourd'hui une immense calotte glaciaire (ou champ de glace) appelée Campo de Hielo Sur. Située principalement en Patagonie du Chili, elle est la troisième calotte glaciaire au monde après l'Antarctique et le Groenland. Avec ses 16 800 km2 de glaces, le Campo de Hielo Sur constitue la réserve d'eau douce la plus importante d'Amérique du Sud. Mais, l'observation des photos satellites depuis 1990 montre que le glacier est en recul.
Les biomes d'étages alpins et d'étages subalpins des versants ouest (côté chilien) sont influencés par le Pacifique sud qui apporte de fortes pluviométries et se distinguent de ceux des versants est (côté argentin) plus secs.

#### Climat
Bien que l'altitude de la cordillère des Andes diminue nettement dans sa partie patagonne, le fait de se diriger vers les régions australes du globe et l'influence océanique du sud développent un climat de montagne tout aussi instable et exigeant que dans sa partie nord.

La cordillère des Andes détermine deux types de climat de part et d'autre de la chaîne : humide et frais sur l'étroit versant pacifique (côté chilien), sec et venteux sur le versant atlantique (côté argentin).

#### Hydrographie

##### Les principaux lacs

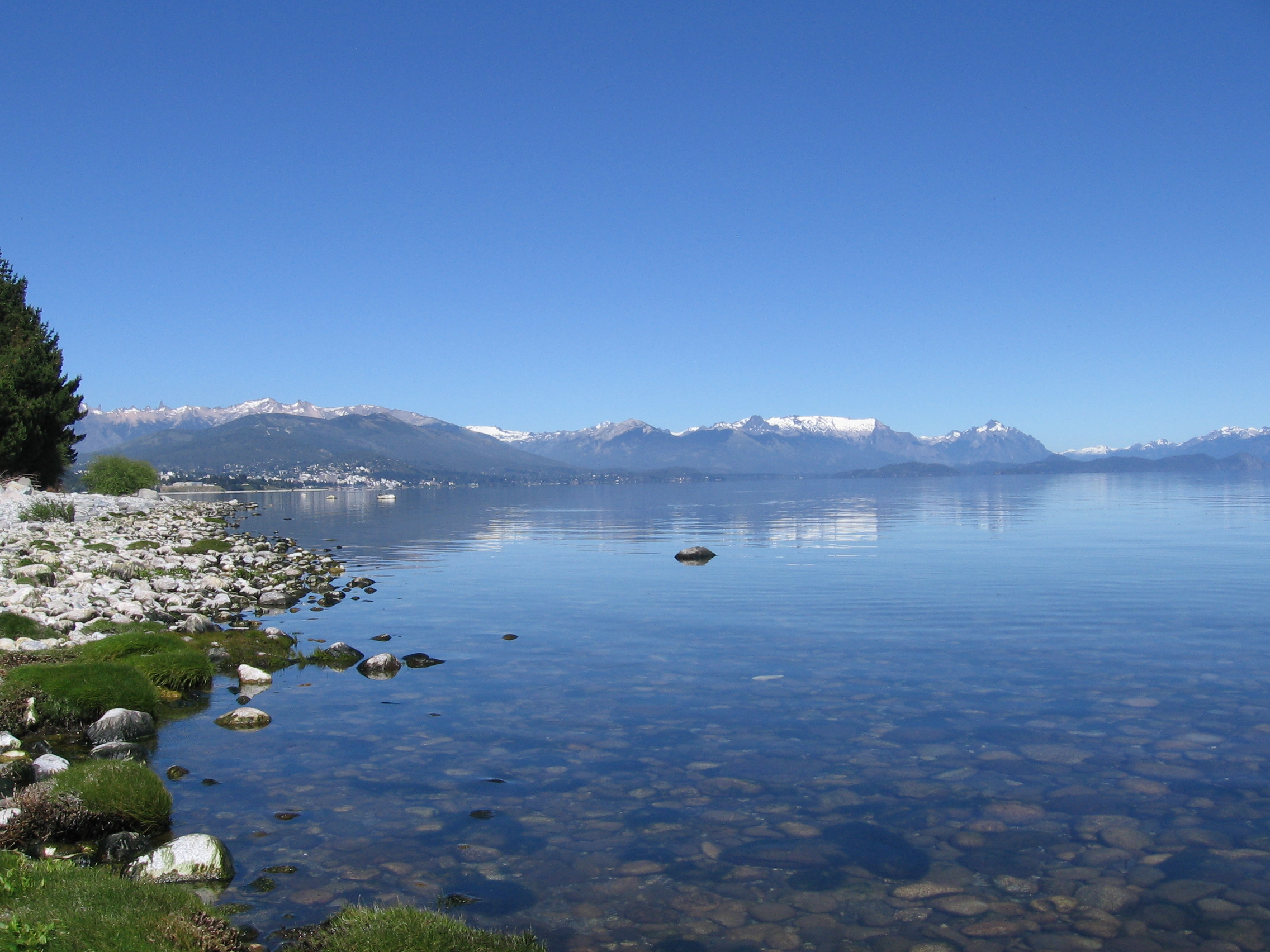
Le lac Nahuel Huapi en Patagonie argentine

- le lac Ranco est le quatrième plus grand lac du Chili (XIVe Région),
- le lac Buenos Aires et Général Carrera est le deuxième lac d'Amérique du Sud après le lac Titicaca,
- le lac Viedma est alimenté par le glacier Viedma,
- le lac Argentino est le plus austral des Grands Lacs de Patagonie d'Argentine,
- le lac Nahuel Huapi est renommé pour sa profondeur qui atteint 480 mètres,
- le lac Ezequiel Ramos Mexía est un lac artificiel de 816 000 000 m2 à la suite de la création du barrage de retenue d'El Chocón
- le lac O'Higgins/San Martín situé au Chili et en Argentine, sa surface fait 1 058 km2.
- le lac Agrio situé sur le site volcanique de la Caldeira de l'Agrio

##### Les principaux fleuves et rivières

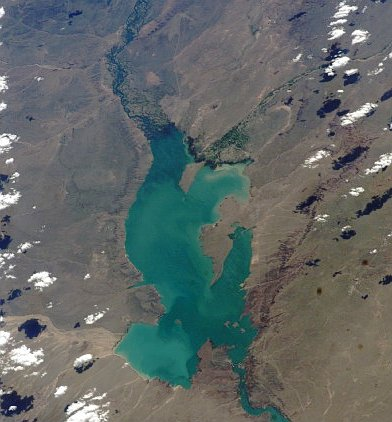
Le Río Limay vu par satellite au niveau de la grande retenue d'El Chocón et du lac Ezequiel Ramos Mexía

- le Río Colorado constitue la frontière « naturelle » nord de la Patagonie argentine. C'est un important fleuve de 1 114 km avec un débit moyen de 148 m3/s. Il prend sa source au pied du volcan Domuyo à quelque 3 000 m d'altitude,
- le Río Limay nait à une altitude de 764 mètres, à l'extrémité orientale du lac Nahuel Huapi dont il est l'émissaire, puis coule en serpentant sur quelque 500 kilomètres en servant de frontière entre les provinces de Neuquén et de Río Negro sur presque tout son parcours,
- le Río Aluminé, dans son cours supérieur, présente des forts courants (rapides) favorables à la navigation en « eaux vives » comme le canoë-kayak,
- la légendaire route nationale 40 longe la rive gauche de le Río Collón Curá sur tout son parcours,
- le Rio Negro est le troisième fleuve argentin par son débit après le Paraná et l'Uruguay. Son débit moyen a été estimé à 1 014 m3/s, ce qui est supérieur au débit de la Loire à son embouchure, ou encore, supérieur à plus de trois fois le débit de la Seine à Paris,
- le Río Chimehuin est une rivière d'Argentine importante par son débit (117,2 m3/s en une moyenne annuelle),
- le Río Neuquén possède une valeur économique importante. Grâce à ses eaux destinées à l'irrigation, la vallée inférieure s'est muée en centre de fruiticulture intensive. On y a planté récemment des vignes, en particulier autour de la localité de San Patricio del Chañar,
- les eaux du Río Agrio issues du lac de cratère du volcan Copahue fort actif, sont au départ largement saturées en substances minérales dont certaines sont très toxiques. Outre de l'acide chlorhydrique et de l'acide sulfurique (vitriol), on y trouve de l'arsenic, du chrome, du plomb et du zinc, mais aussi de l'ammoniac, du magnésium, du soufre, du calcium et bien d'autres substances.

### La région centrale

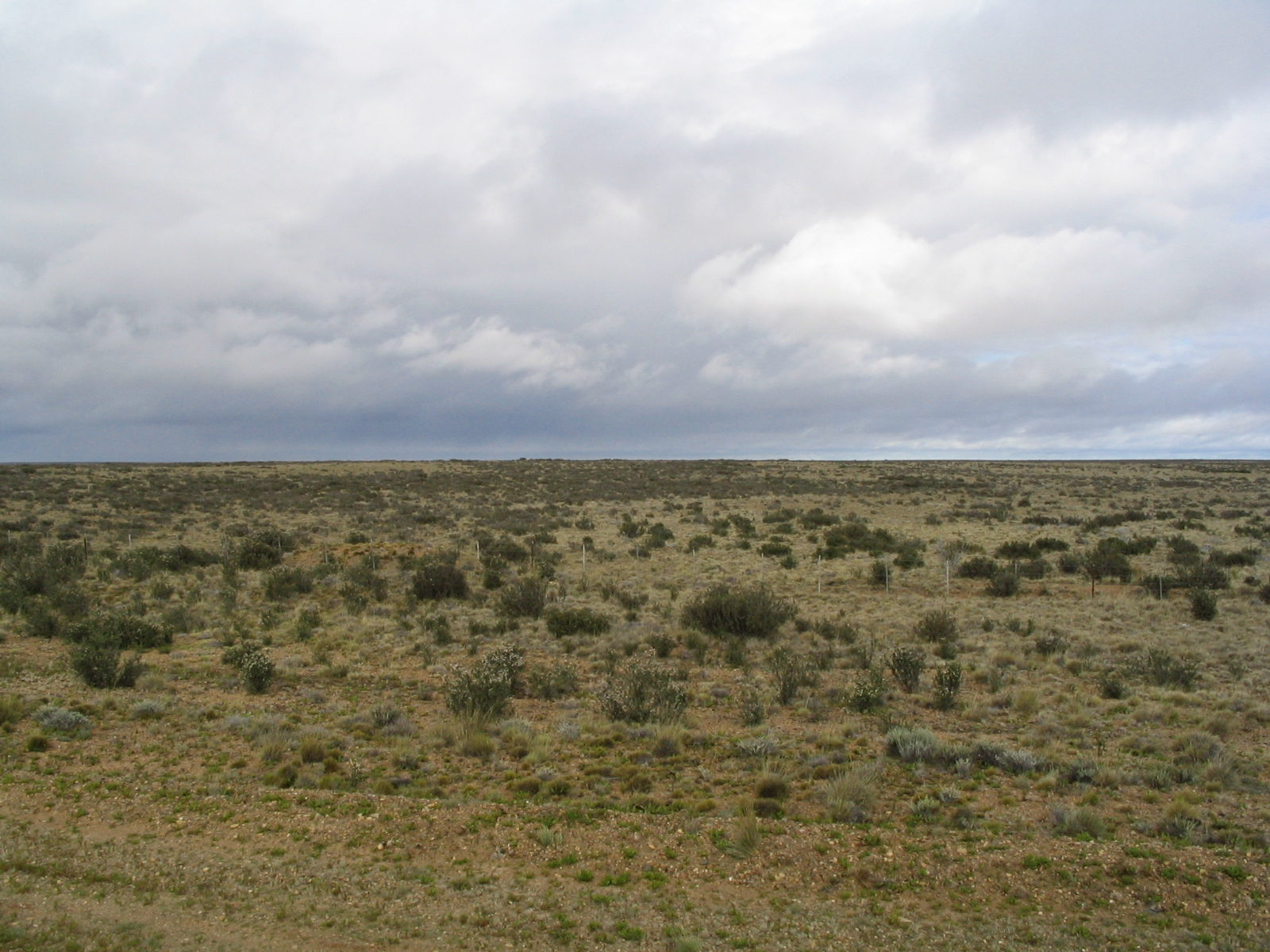
Pampa dans la province de Santa Cruz en Argentine

À l'est de la cordillère des Andes, cette région ne concerne que la Patagonie de l'Argentine. Elle est souvent confondue avec la province de La Pampa qui elle ne se trouve pas en Patagonie mais au nord du Río Colorado là où effectivement se trouvent les plus grandes étendues de plaines pampéennes.

#### Biomes
Plusieurs biomes sont observés. La pampa au Nord (la zone de Rio Negro), les prairies, savanes et brousses tempérées, au Centre et au Sud et les prairies et broussailles de montagnes à l'Est. L'altitude y est peu élevée. La présence de forêts est rare. Ces régions sont propices à l'élevage où se concentrent les 13 millions de bêtes de la Patagonie de l'Argentine. Ce qui accélère le processus d'érosion et de l'appauvrissement des sols déjà affectés par le climat de plus en plus aride. La région la plus touchée est la province de Santa Cruz où il est question d'une désertification future.

#### Climat
Ces biomes sont caractérisés par un climat tempéré à pluviométrie faible en plaine à modérée en zones de relief. La prairie est établie dans les régions de climat continental caractérisé par un hiver froid - quatre mois inférieurs à 0 °C.

#### Hydrographie
- Lac Colhue Huapi d'une superficie de 810 km2 est un lac situé au sud de la province de Chubut. En raison de sa faible profondeur (< 5 m), les changements du volume entrainent de grands changements de superficie, qui est donc très variable.
- Lac Musters est un lac d'origine tectonique, d'une profondeur moyenne de 20 m, ce qui donne une coloration bleue intense à ses eaux ;
- Lac Florentino Ameghino ;
- Lac Cardiel ;
- Le Santa Cruz ;
- Le Río Coig ;
- Le Río Gallegos.

### La côte Atlantique Sud

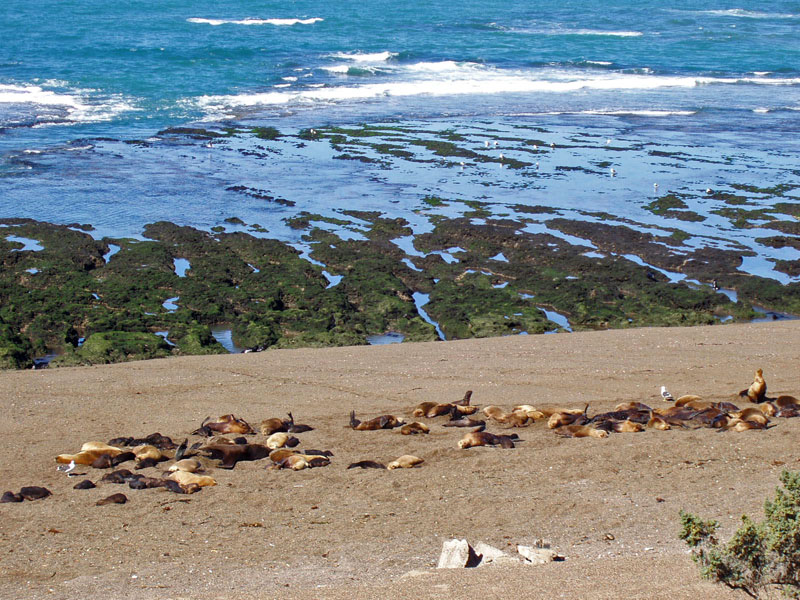
Faune en la péninsule Valdés

La côte Atlantique Sud de la Patagonie est composée de quelques zones urbaines comme Puerto Madryn, Rawson, Comodoro Rivadavia, Rio Gallegos ou Rio Grande. Ce sont principalement des ports de pêche ou de commerce et il y existe peu de villes balnéaires, Mar del Plata étant la dernière grande ville balnéaire mais en dehors de la Patagonie. Rada Tilly, Puerto Madryn font exception. Les côtes présentent alors des paysages originels, variés et remarquables comme la péninsule Valdés inscrite par l'UNESCO comme Patrimoine Naturel de l'Humanité. Balayées par les vents violents dominants d'ouest, les côtes et l'Atlantique Sud à la hauteur de la Patagonie ont été surnommées les quarantièmes rugissants et les cinquantièmes hurlants  par les marins et les navigateurs. La mer y est souvent très formée et les vents sont violents et soudains. C'est pourquoi il n'y a pas d'activités de plaisance. Celles-ci sont cantonnées dans tout le Rio de la Plata. La région de Comodoro Rivadavia possède la plus grande réserve de pétrole de la Patagonie. Au sud de cette ville à l'embouchure orientale du détroit de Magellan du côté argentin et également chilien s'y sont développées des plates-formes pétrolières et des infrastructures d'extraction et de stockage de gaz naturel.. Après Rio Grande en Terre de Feu, la côte rejoint la península Mitre, la pointe de l'extrême ouest de la Terre de Feu. Au large de celle-ci, située dans la mer de Scotia, se trouve l'île des États, inscrite comme réserve naturelle depuis 1991. C'est entre cette péninsule et cette île que se situe le fameux détroit Le Maire.

### La côte Pacifique Sud

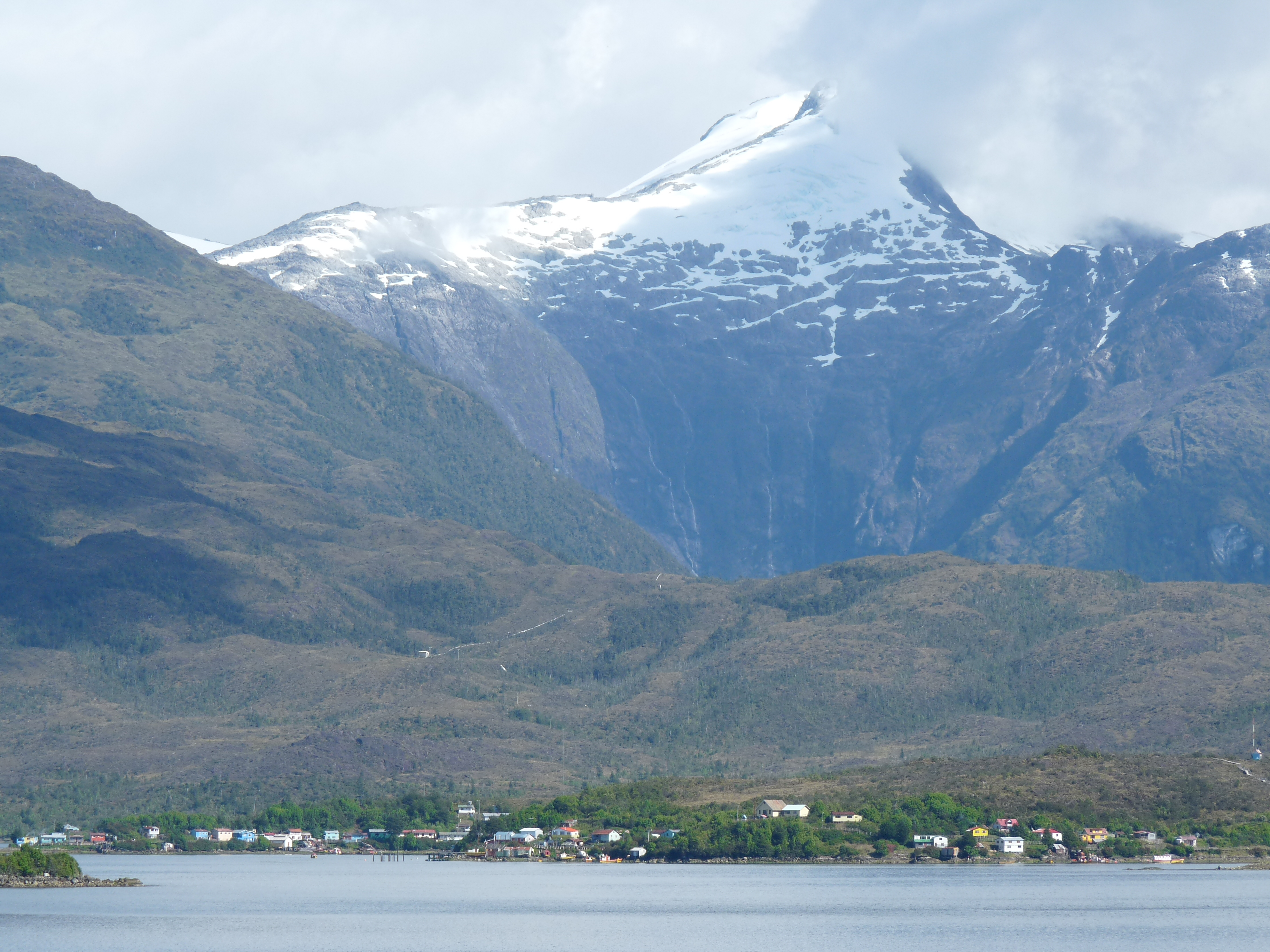
Puerto Edén sur la côte Pacifique Sud de Patagonie (Chili)

La côte Pacifique Sud de la Patagonie s’étend de la latitude 41° S jusqu’à l’extrémité Sud du Chili. Durant la dernière glaciation, ce lieu était couvert par les glaciers qui ont fortement érodé les reliefs. La dépression intermédiaire disparaît sous la mer et la cordillère de la Côte donne naissance à une série d’archipels comme Chiloé et les Chonos puis disparaît au niveau de la péninsule de Taitao, vers le 47e parallèle. Ensuite apparaît une multitude d’îles dans la courbure occidentale de la cordillère Darwin sans aucune présence humaine. La partie entre Puerto Montt et Puerto Natales est très à l'étroit entre l'océan Pacifique et la cordillère des Andes. La pluviométrie y est très forte et il fait beaucoup plus froid que dans le Nord. Durant la dictature Pinochet, le pouvoir a fait des tentatives de peuplement, qui furent des échecs. Seul le village de pêcheurs de Puerto Edén subsiste, aidé par le gouvernement actuel.
Les régions au nord de la Patagonie (Valdivia ou Puerto Montt) connaissent un climat de type maritime, puis les régions plus au sud ont un climat de type subpolaire océanique, froid et humide sans être polaire.
La côte se termine au cap Froward situé au Chili, sur la péninsule de Brunswick. Ce cap se présente comme le point le plus au sud du continent américain.

### La Terre de Feu

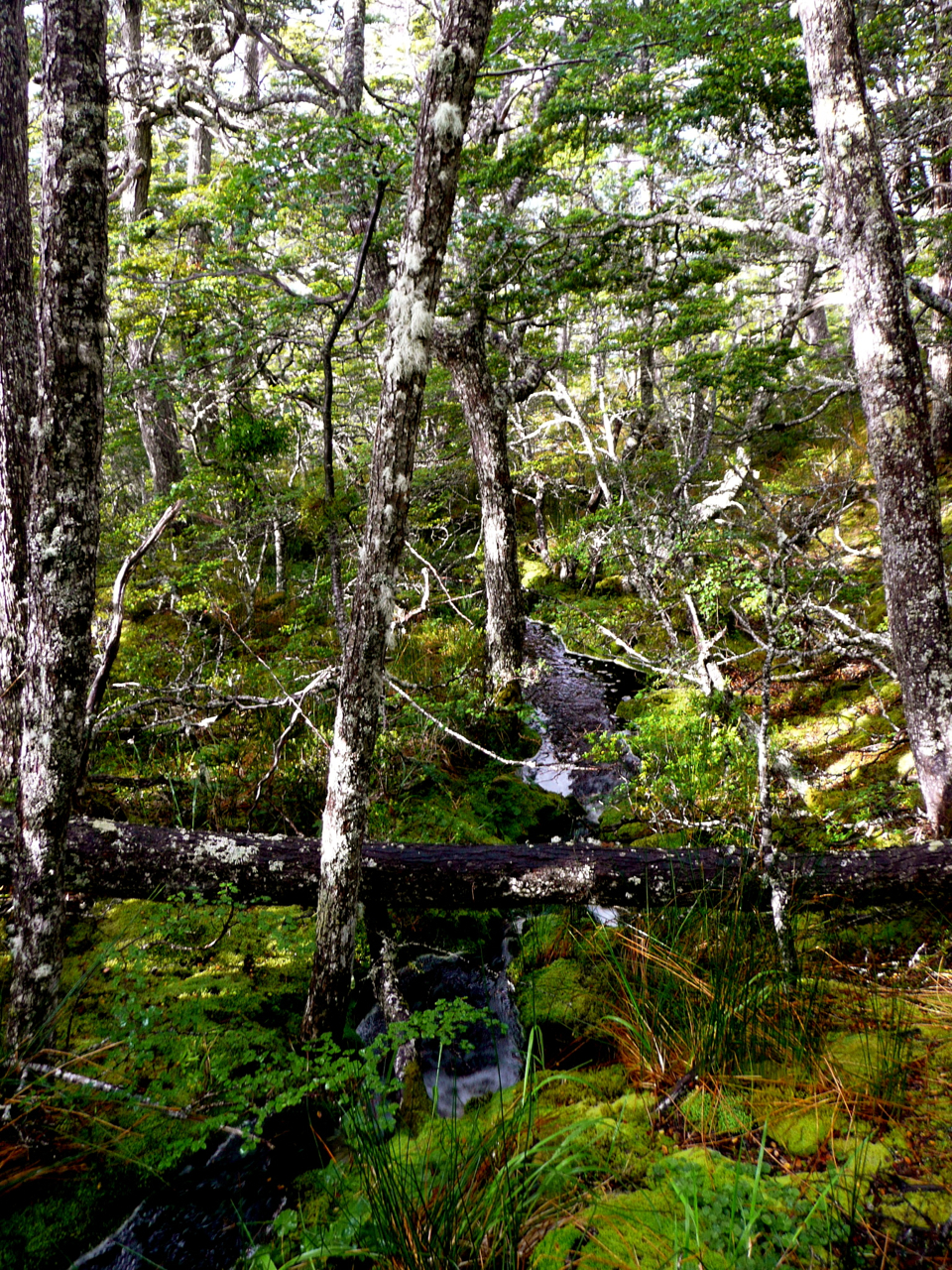
Forêt fuegienne à Caleta Beaulien, en Terre de Feu du Chili

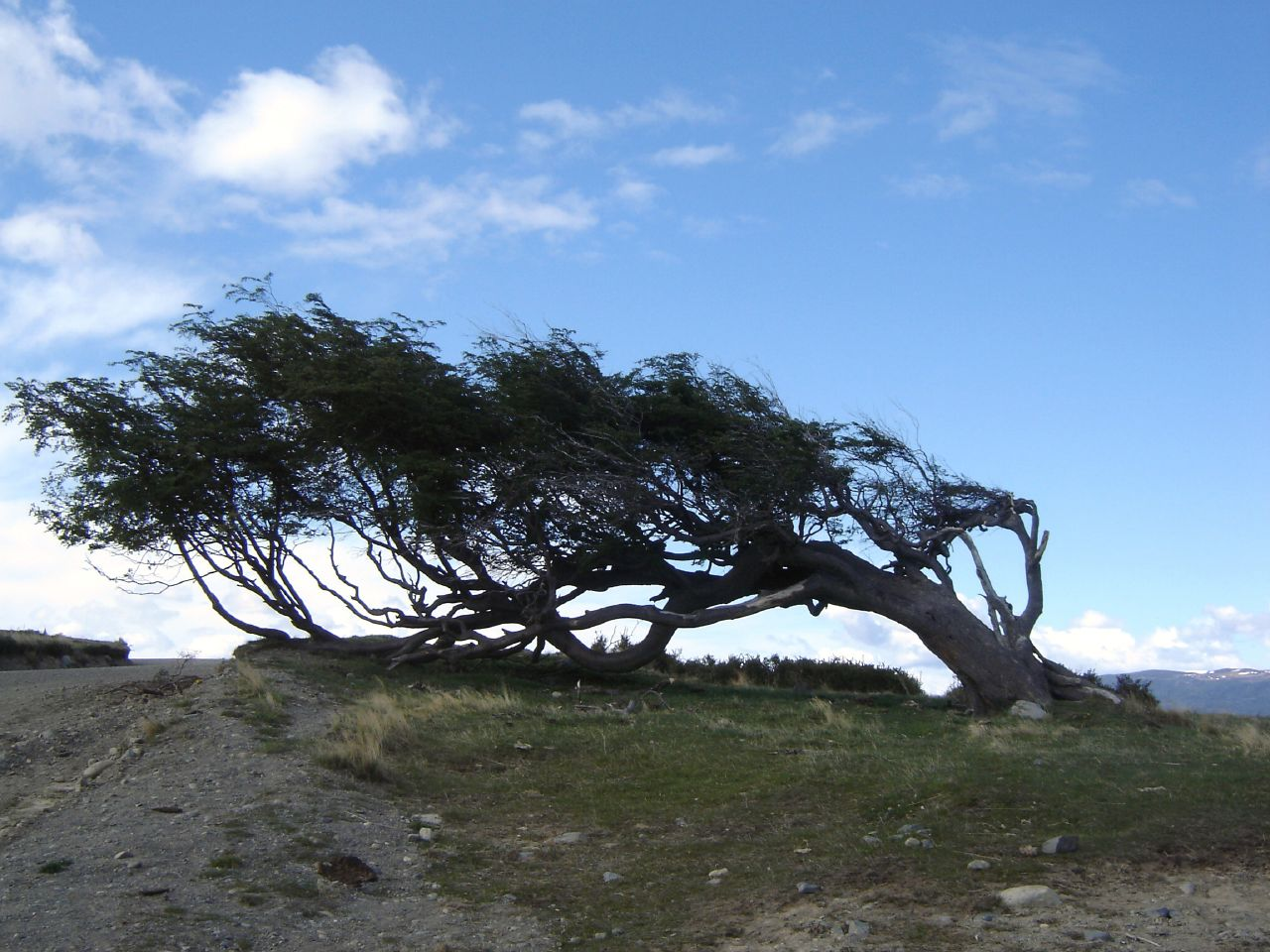
L'action du vent sur la nature à Ushuaïa

Séparée par le fameux détroit de Magellan, la Terre de Feu principalement composée de la grande île de la Terre de Feu (en espagnol : Isla Grande de Tierra del Fuego) est le dernier territoire habité avant l'Antarctique.

#### Biomes
Outre sa plus grande île, la Terre de Feu comprend des milliers d'îles, surtout sur sa côte ouest (Pacifique) depuis Puerto Montt et ceci jusqu'à l'archipel L'Hermite qui abrite le non moins célèbre cap Horn. La Terre de Feu est parcourue par la cordillère Darwin. Celle-ci qui abrite le point le plus élevé, le mont Shipton à (2 469 m) forme une courbure, formée par la plaque Scotia, orientée ouest-est, ce qui la distingue de la cordillère des Andes, orientée nord-sud. En fait elles ont la même origine. Ce relief montagneux se termine à l'île des États à l'extrémité Est de la Terre de Feu. Cette région se distingue par son relief montagneux et boisé surtout sur sa partie sud et son littoral. Ces forêts constituées principalement d'arbres de la famille des Nothofagus sont appelées forêts fuegiennes. Il y existe de nombreuses tourbières au sud de l'île ainsi que de nombreux lacs non répertoriés tandis que la pampa avec un léger relief se trouve au nord de Rio Grande. Il s'agit d'une des régions au monde les moins bien cartographiées et notamment dans sa partie orientale dans les nombreux dédales des canaux chiliens.

#### Climat
La Terre de Feu présente un climat subpolaire océanique. C'est un climat froid sans atteindre le niveau polaire, adouci par les influences océaniques notamment celles du Pacifique Sud avec des vents dominants orientés ouest et sud-ouest. Les amplitudes à l'année sont les plus faibles de la Patagonie (moins de 8,5 °C d'amplitude moyenne). La pluviométrie est la plus forte à la fin de l'automne (mai, juin) et au début du printemps (novembre, décembre). Les chutes de neige sont fréquentes tout au long de l'année mais l'accumulation y est faible même en hiver dans les plaines mais beaucoup plus en montagne. Les vents qui soufflent entre 20 et 30 km/h en moyenne à l'année, peuvent atteindre quelquefois, et ceci quelle que soit l'époque de l'année, plus de 100 km/h, comme avec ces vents si particuliers de la Patagonie, les williwaws. Il a été enregistré des vents à 160 km/h à Ushuaïa et à 200 km/h à Rio Grande.

#### Hydrographie
- Le lac Fagnano
- Le lac Roca et sa baie Lapataia
- Le canal de Beagle

### Les autres îles et archipels

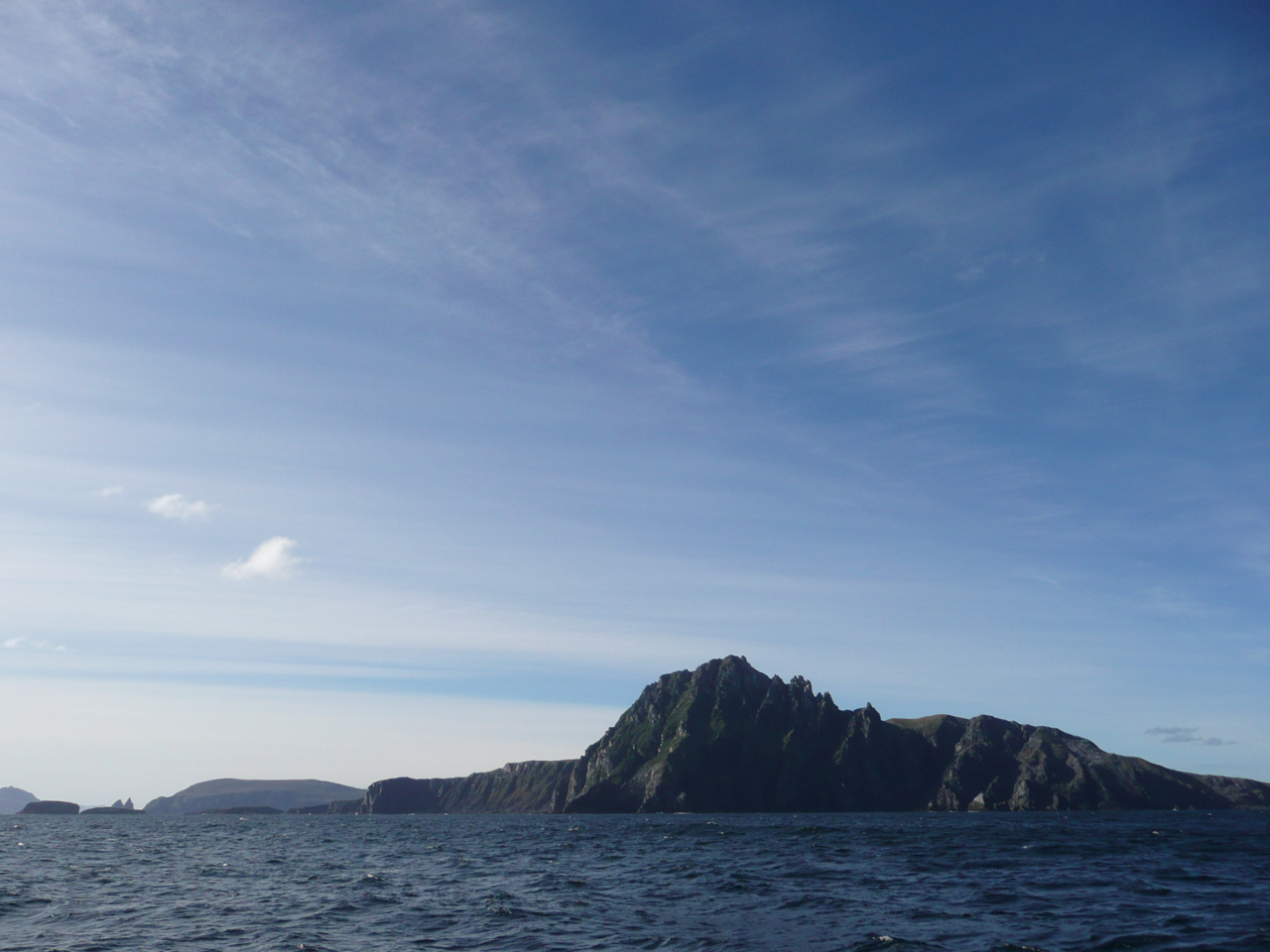
Le cap Horn

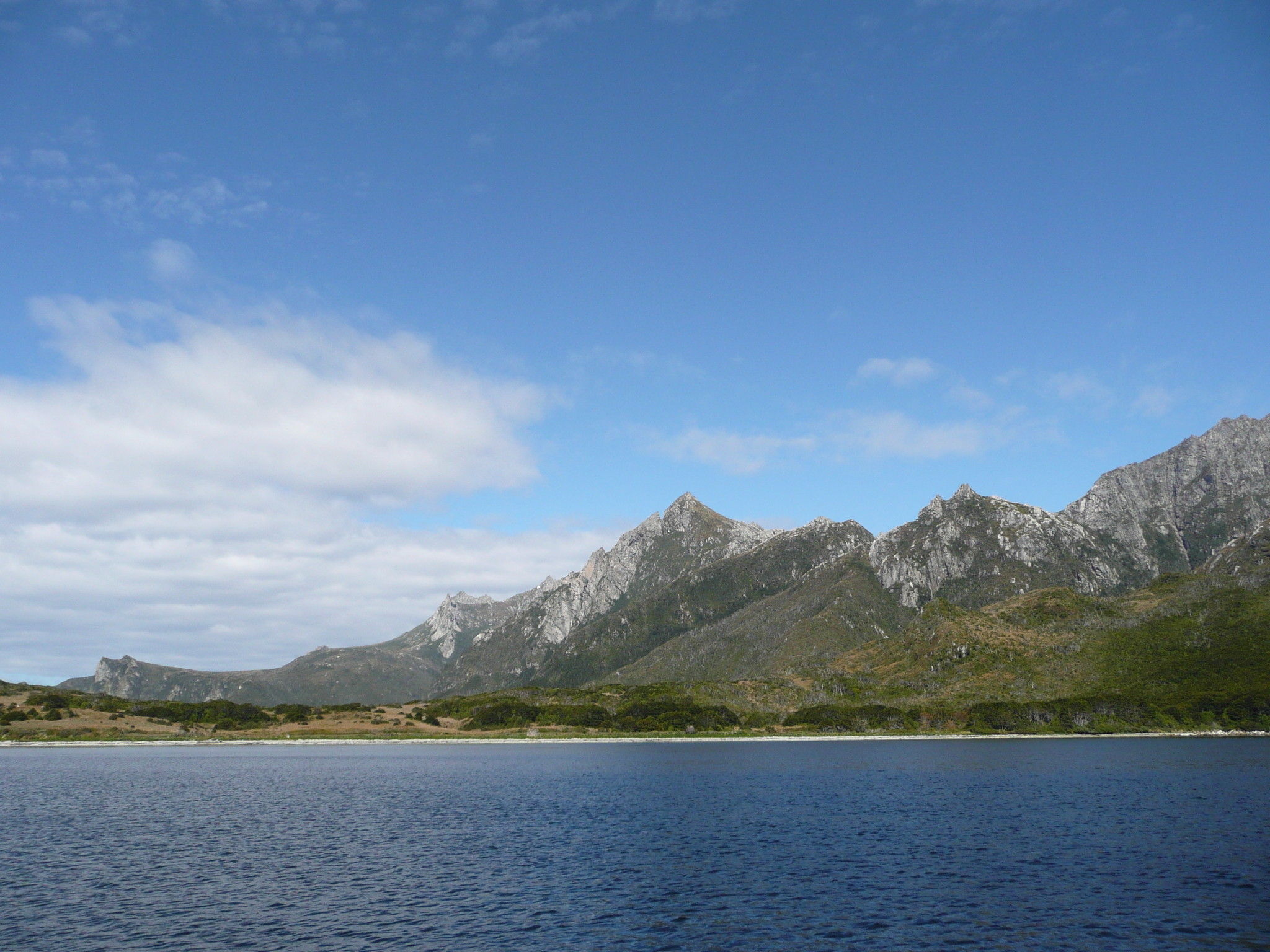
La baie Cook sur l'île des États

- À plus de 480 km des côtes de la Patagonie de l'Argentine, l'archipel des Malouines (en anglais : Falkland Islands, en espagnol : Islas Malvinas), sur une superficie de 12 173 km2, est célèbre du fait du conflit dont il a été l'objet entre l'Argentine et le Royaume-Uni en 1982. Politiquement, cet archipel n'est pas considéré comme partie intégrante de la Patagonie. Mais par sa situation géographique, en termes de plateau continental comme par ses biomes, les îles Malouines peuvent y être rattachées. En 2009, le gouvernement argentin a remis la délimitation de sa plate forme continentale à l'organisation des Nations unies (ONU). Ce projet inclut les îles des Malouines, appartenant aux Britanniques depuis 1833. Les Malouines possèdent un grand cheptel qui atteignait 600 000 têtes à la fin du XIXe siècle, et de grandes colonies de faune marine (manchots) et d'oiseaux marins (albatros)[3].
- L'île de Chiloé dont la capitale est Castro est célèbre entre autres pour ses églises en bois colorées classées au patrimoine de l'UNESCO. Son accès se fait par ferry entre Chacao et Ainco, située sur le continent. Le parc national de Chiloé se trouve sur la côte occidentale de l'île. L'autre ville principale est Ancud. Sa partie australe est très peu peuplée. Au sud des îles de Chiloé, le climat des îles est subpolaire océanique.
- L'Île Dawson au sud de Punta Arenas, sur le détroit de Magellan a été un camp de concentration de Amérindiens Selknams, un lieu de missions salésiennes et un camp de travaux forcés pour des prisonniers politiques après le coup d'État militaire de 1973. Il a été fermé en 1975.
- L'île des États, réserve naturelle interdite au public, abrite le célèbre phare du bout du monde qui inspira Jules Verne pour l'écriture du roman du même nom ; il existe un petit poste de quatre militaires qui surveillent la zone.
- L'île Navarino abrite les deux établissements humains permanents les plus méridionaux au monde le village de pêcheurs de Puerto Toro et la ville de Puerto Williams. Seule sa partie nord, la côte des rivages du canal de Beagle est habitée. Le Sud de l'île est très sauvage.
- L'île Hoste en face du parc national Tierra del Fuego, ne possède aucun village,
- L'archipel L'Hermite, dont l'île Horn abrite le cap Horn, mondialement célèbre, fait partie du parc national Cabo de Hornos, riche en oiseaux marins. La forêt y est très dense, touffue, voire impénétrable dans ses zones protégées mais inexistante dans les zones exposées aux vents forts tout au long de l'année.
- Les îles Lennox, Nueva et Picton, une source de conflit entre le Chili et l'Argentine, attirèrent les chercheurs d'or à la fin du XIXe siècle. Elles sont très isolées : seul un sémaphore se trouve sur l'île Picton.
- Les Îles Diego Ramirez, situées dans le passage de Drake, à environ 100 kilomètres au sud-ouest du cap Horn, par 56°30' de latitude sud et 68°43' de longitude ouest, abritent un sémaphore et sont les dernières terres de Patagonie les plus australes avant l'Antarctique.

### Comparatif des diagrammes ombrothermiques

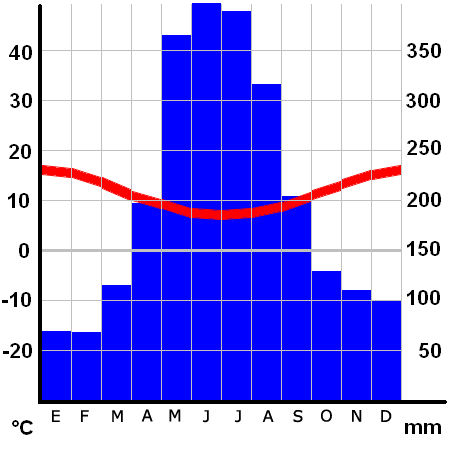
Valdivia
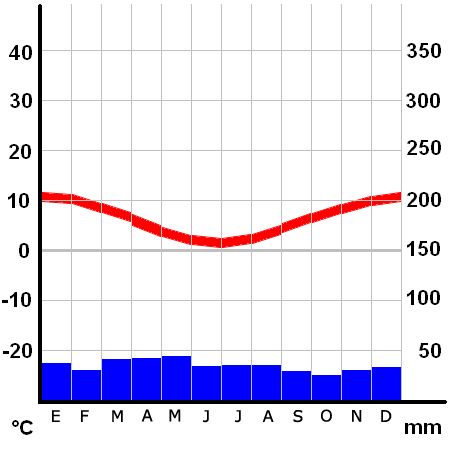
Punta Arenas

Argentine

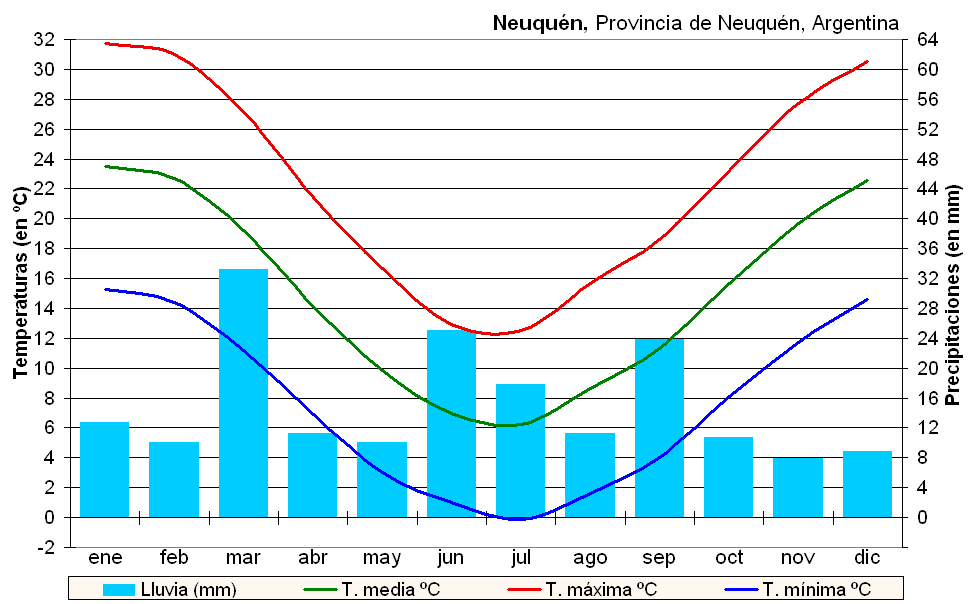
Neuquén
38° 58′ S, 68° 04′ O
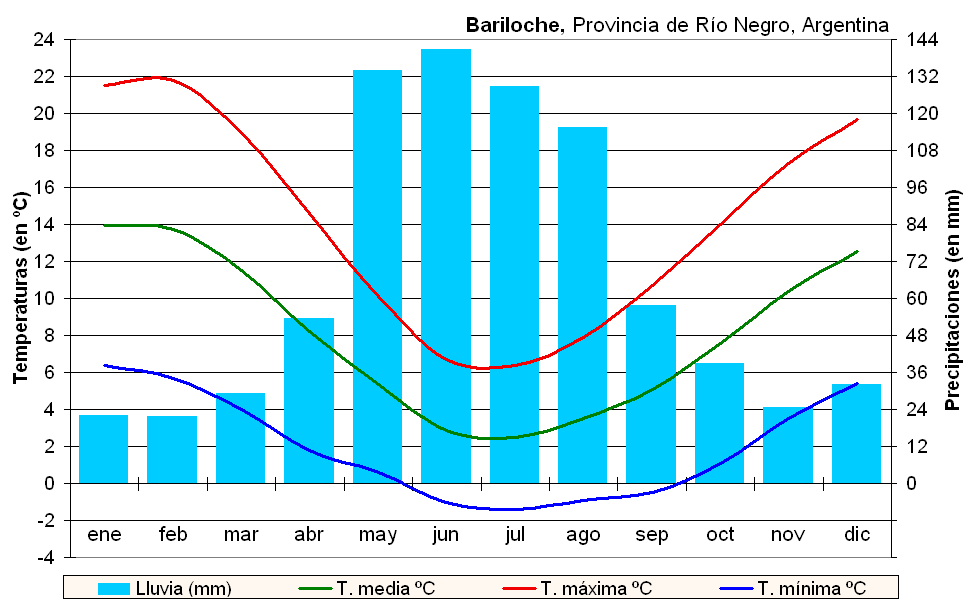
San Carlos de Bariloche
 41° 08′ S, 71° 17′ O
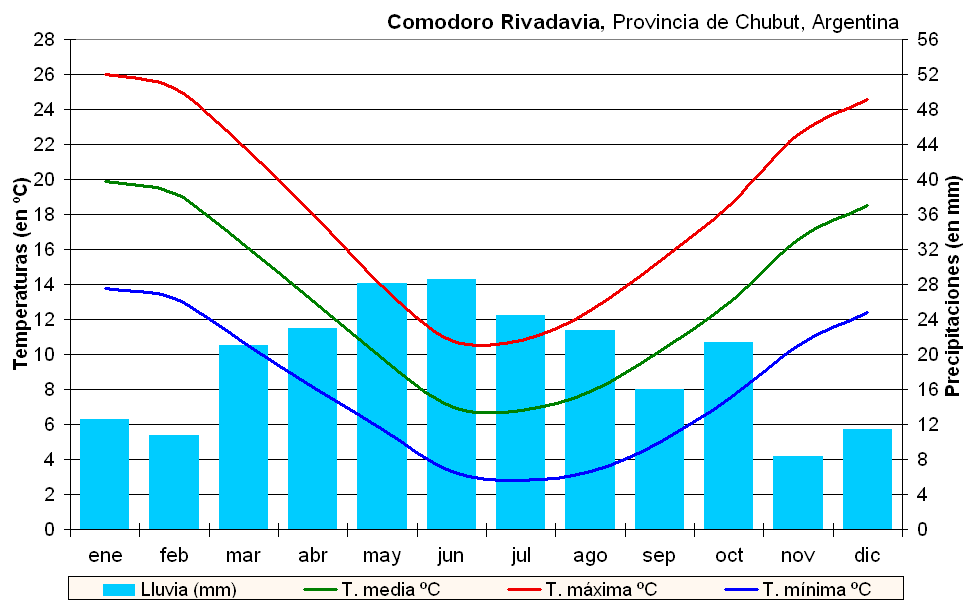
Comodoro Rivadavia
 42° 45′ S, 65° 01′ O
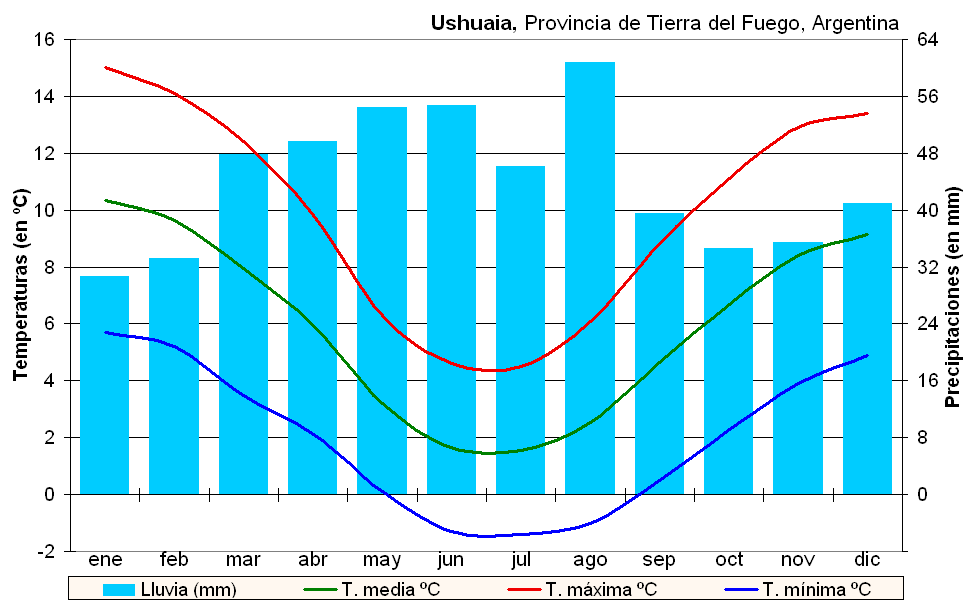
Ushuaïa
54° 48′ S, 68° 18′ O

Chili
- Valdivia
39° 48′ S, 73° 14′ O
- Punta Arenas
53° 05′ S, 70° 32′ O

### Activités sismiques et volcans

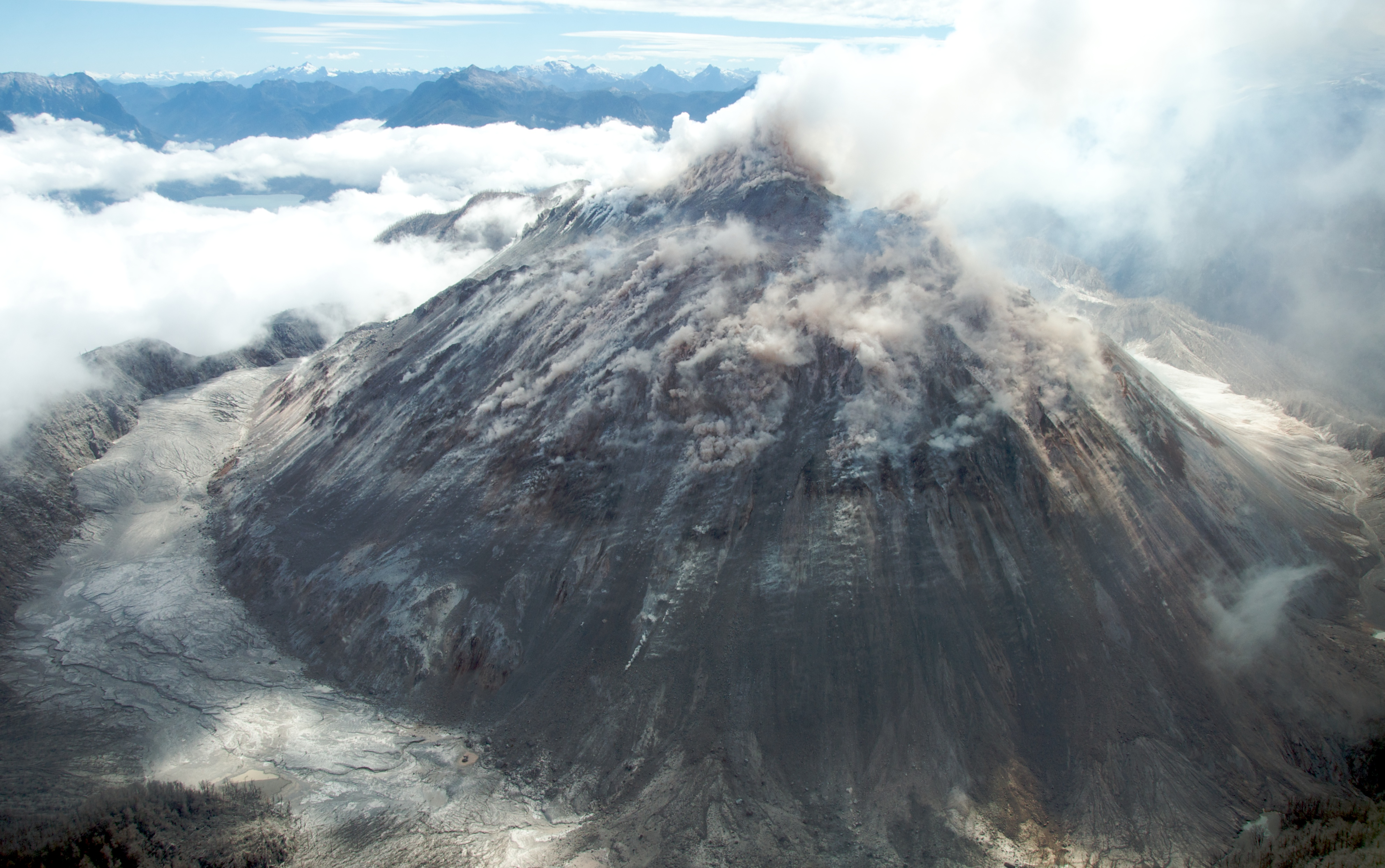
Le volcan Chaitén au Chili en 2009

La cordillère des Andes fait partie de la ceinture de feu du Pacifique caractérisée par de fréquents séismes et des volcans actifs. Cette zone est la deuxième la plus sismique au monde.
Les volcans de la cordillère des Andes se concentrent principalement au Nord, cependant il en existe, éteints et actifs, en Patagonie :
- le volcan Domuyo est un volcan gris. Il s'élève à 4 709 m et en fait le point culminant de la Patagonie.
- le Chaitén, est un volcan actif. Le 2 mai 2008, à la suite d'une série de séismes, est entré en éruption, projetant une importante colonne de cendre et conduisant à l'évacuation progressive des habitants vivant au voisinage du volcan. Il était endormi depuis plus de 9 000 ans ;
- le Michinmahuida dont Charles Darwin observa une éruption en 1834 ;
- le Corcovado où Darwin aurait observé un surcroît d'activité en 1834 ;
- le Tronador est un volcan éteint, qui culmine à 3 491 m ;
- le Viedma est un volcan sous-glaciaire dont la dernière éruption date de 1988
- le Morada del Diablo, dans le parc national Pali Aike est un cratère d'un volcan très ancien. Dans les années 1930, Junius Bouton Bird trouve des projectiles (bombe volcanique) vieux de plus de 8 000 ans ;
- le Cordón Caulle et Puyehue (volcan) sont deux volcans actifs. Leurs dernières éruptions simultanées ont eu lieu en 1960 pendant deux mois et le 4 juin 2011.

Citons également le Copahue, le Lanín, le Melimoyu, l'Osorno.

## Milieu naturel

### Faune

#### Oiseaux

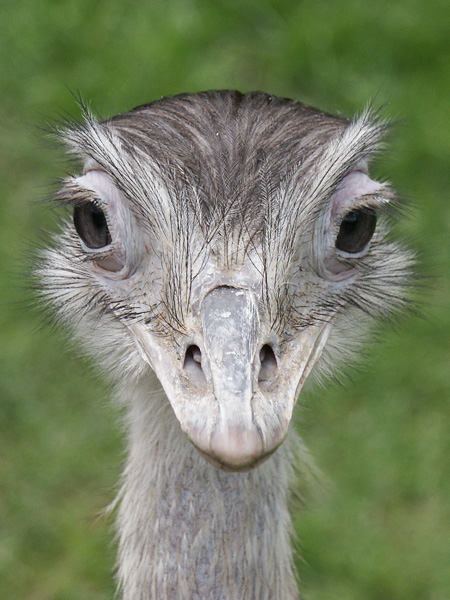
Nandou d'Amérique (Rhea americana)
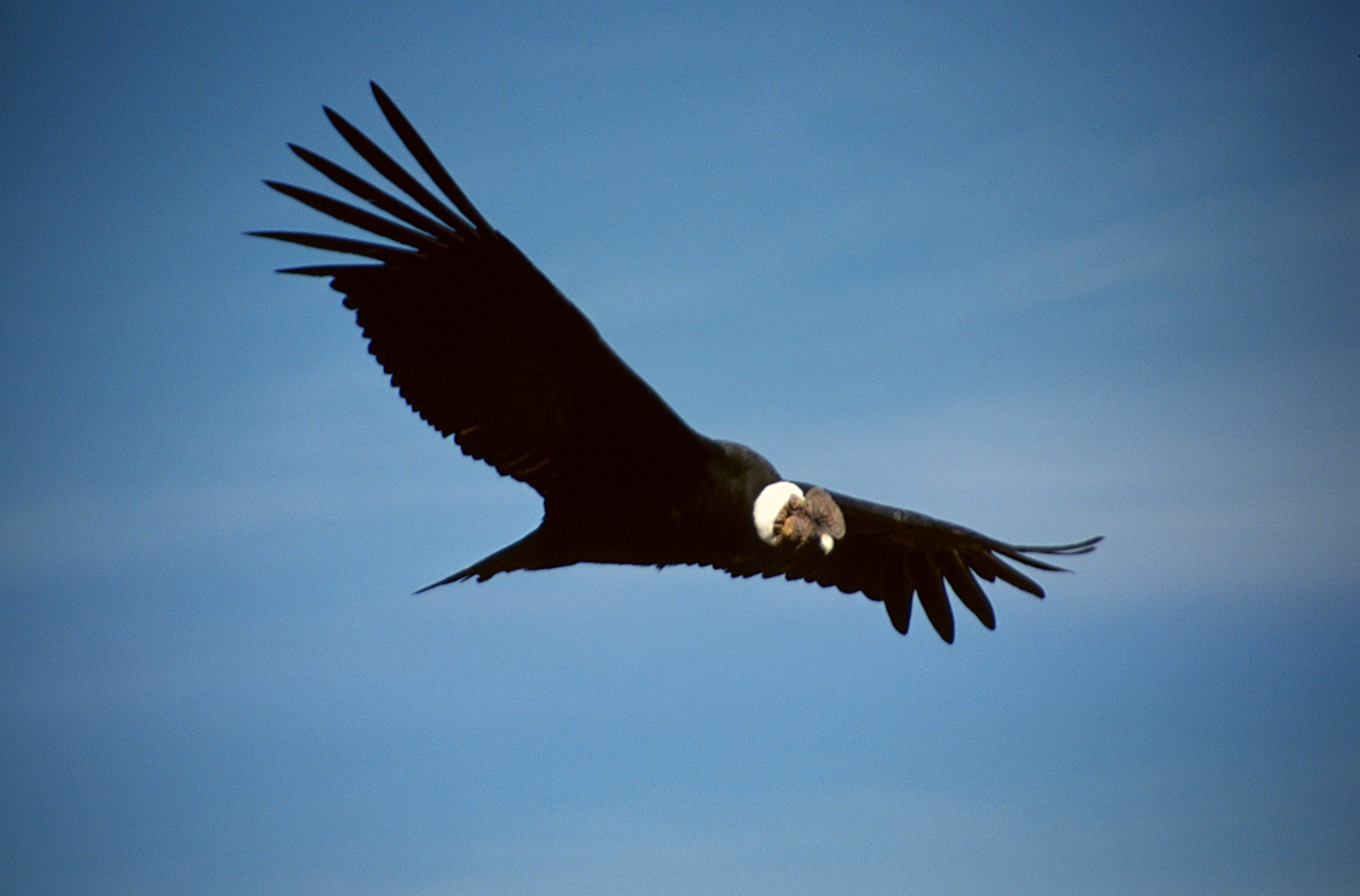
Condor des Andes (Vultur gryphus)
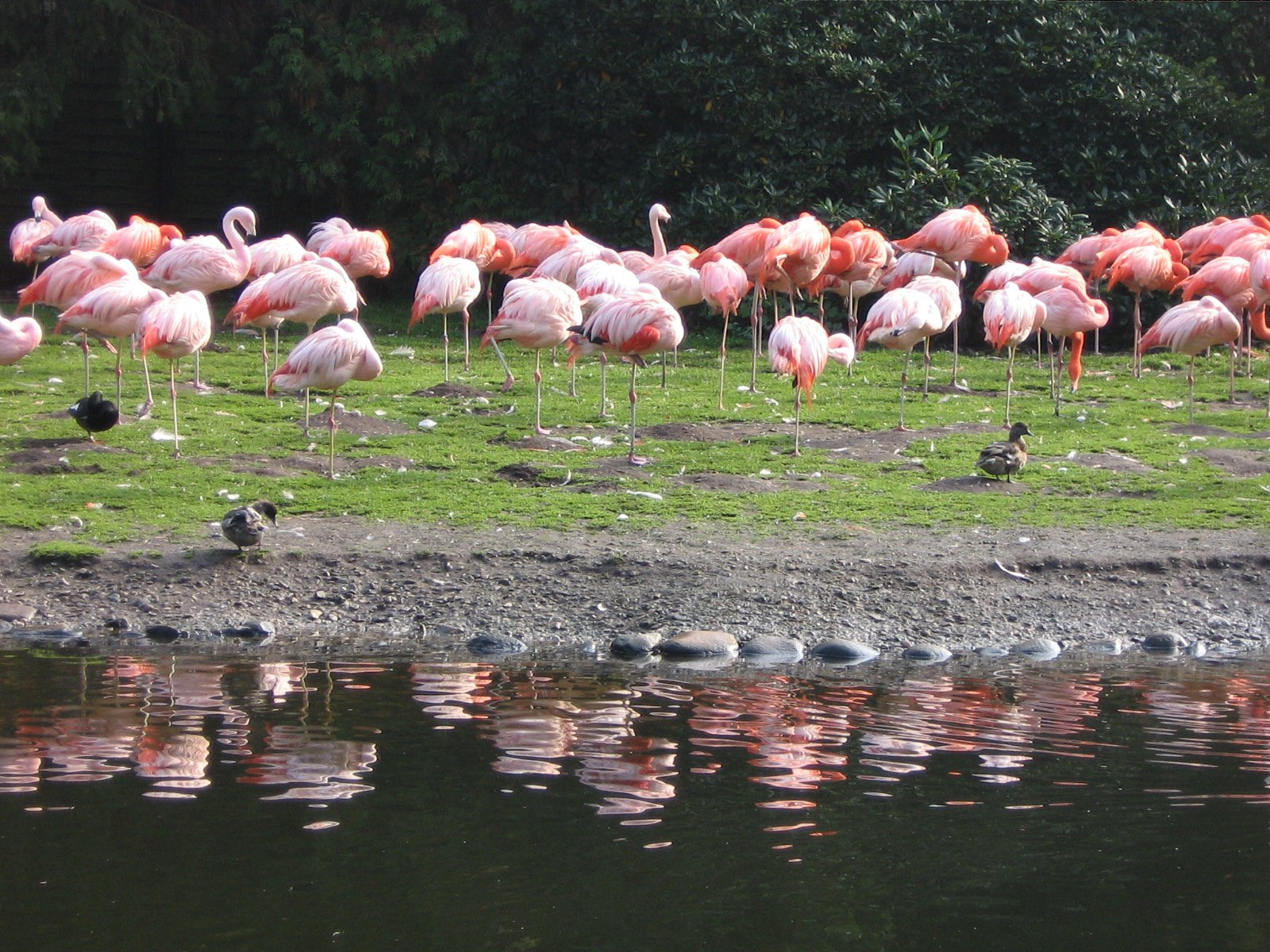
Flamant du Chili (Phoenicopterus chilensis)
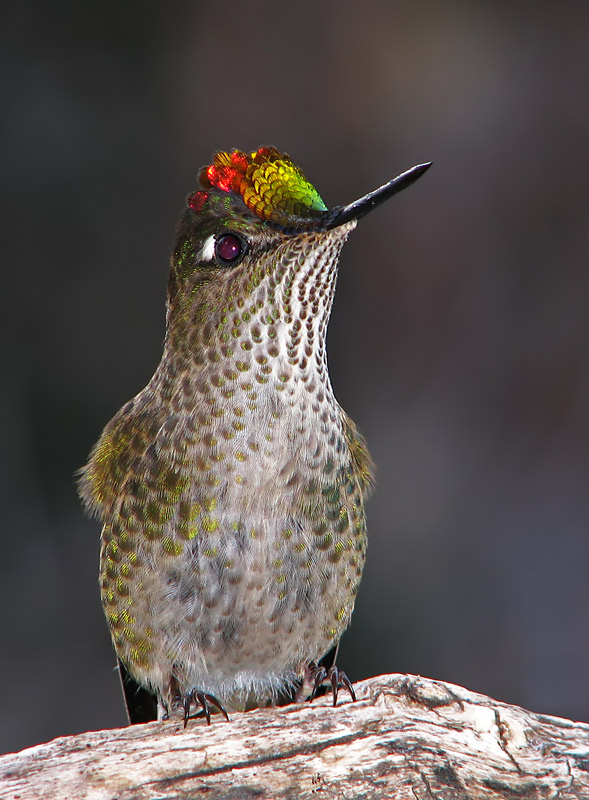
Colibri du Chili (Sephanoides sephanoides)

#### Mammifères

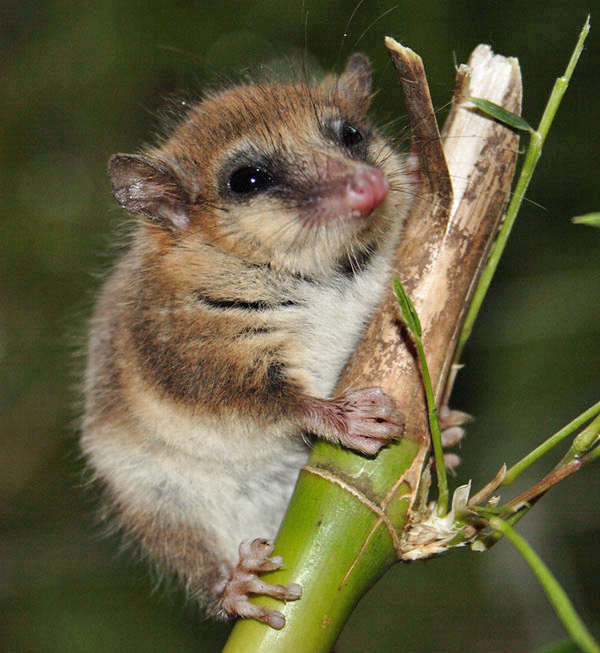
Colocolo ou perrito de virtud (Dromiciops gliroides)
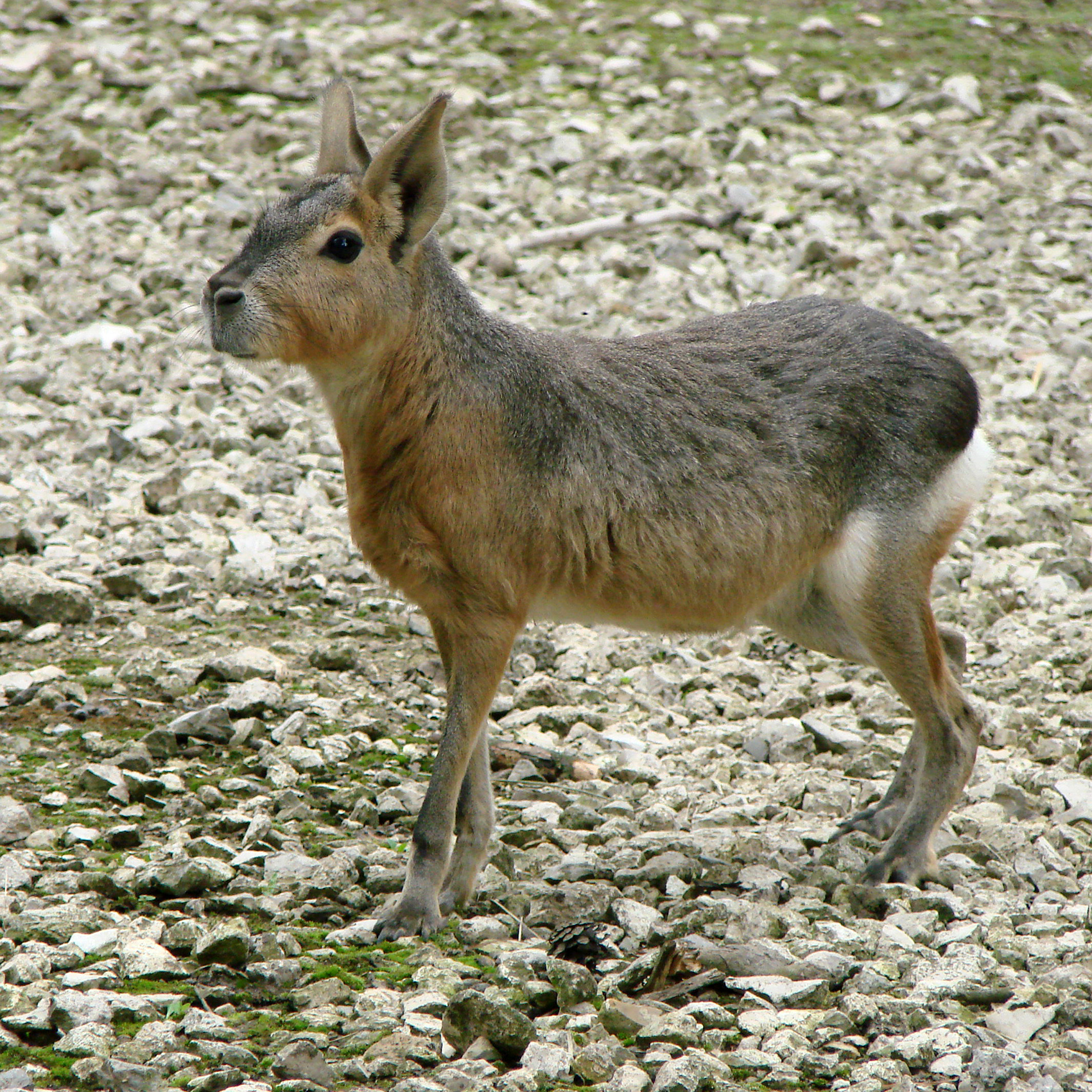
Mara ou lièvre de Patagonie (Dolichotis patagonum)
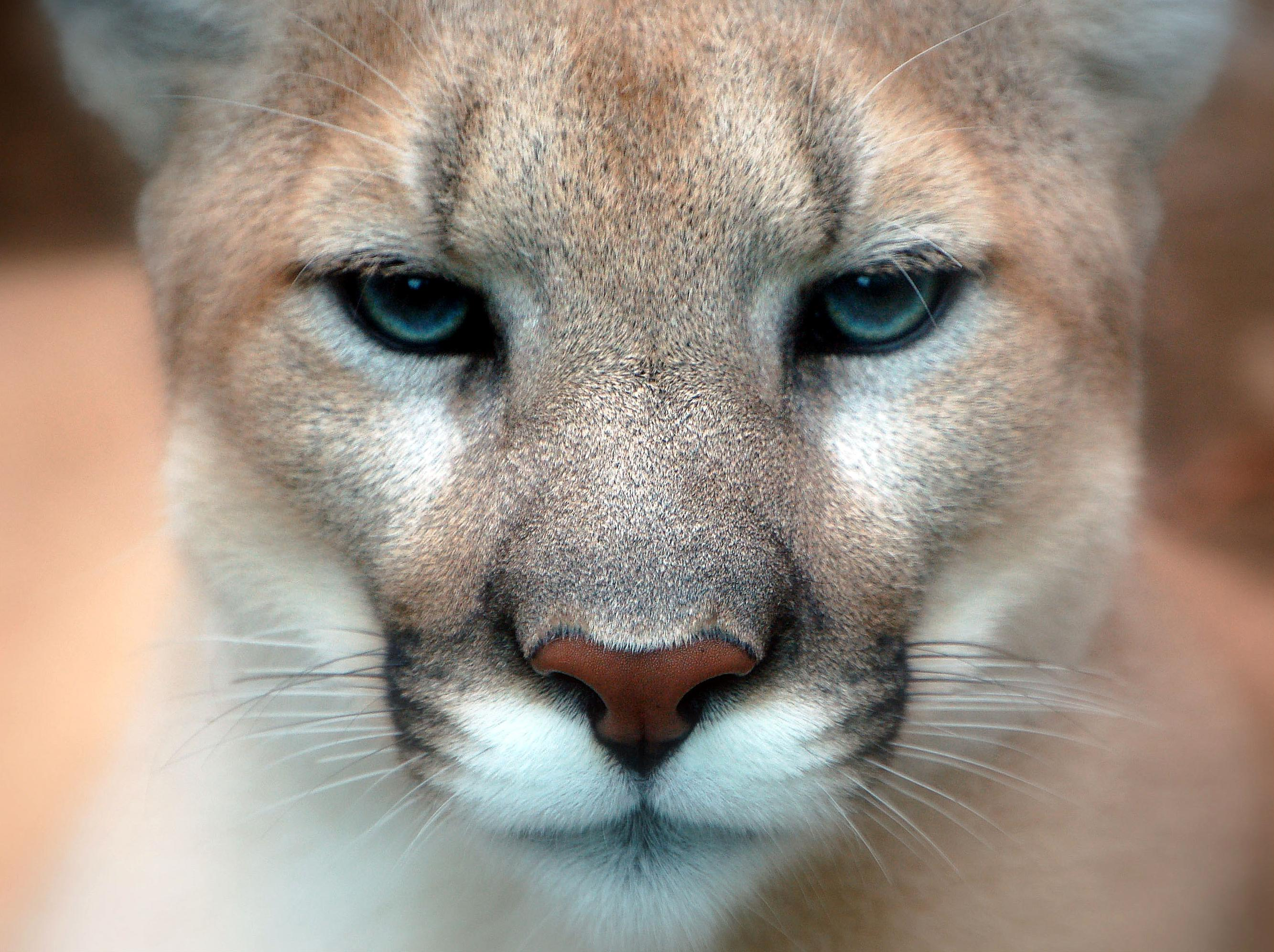
Puma (Puma concolor puma)
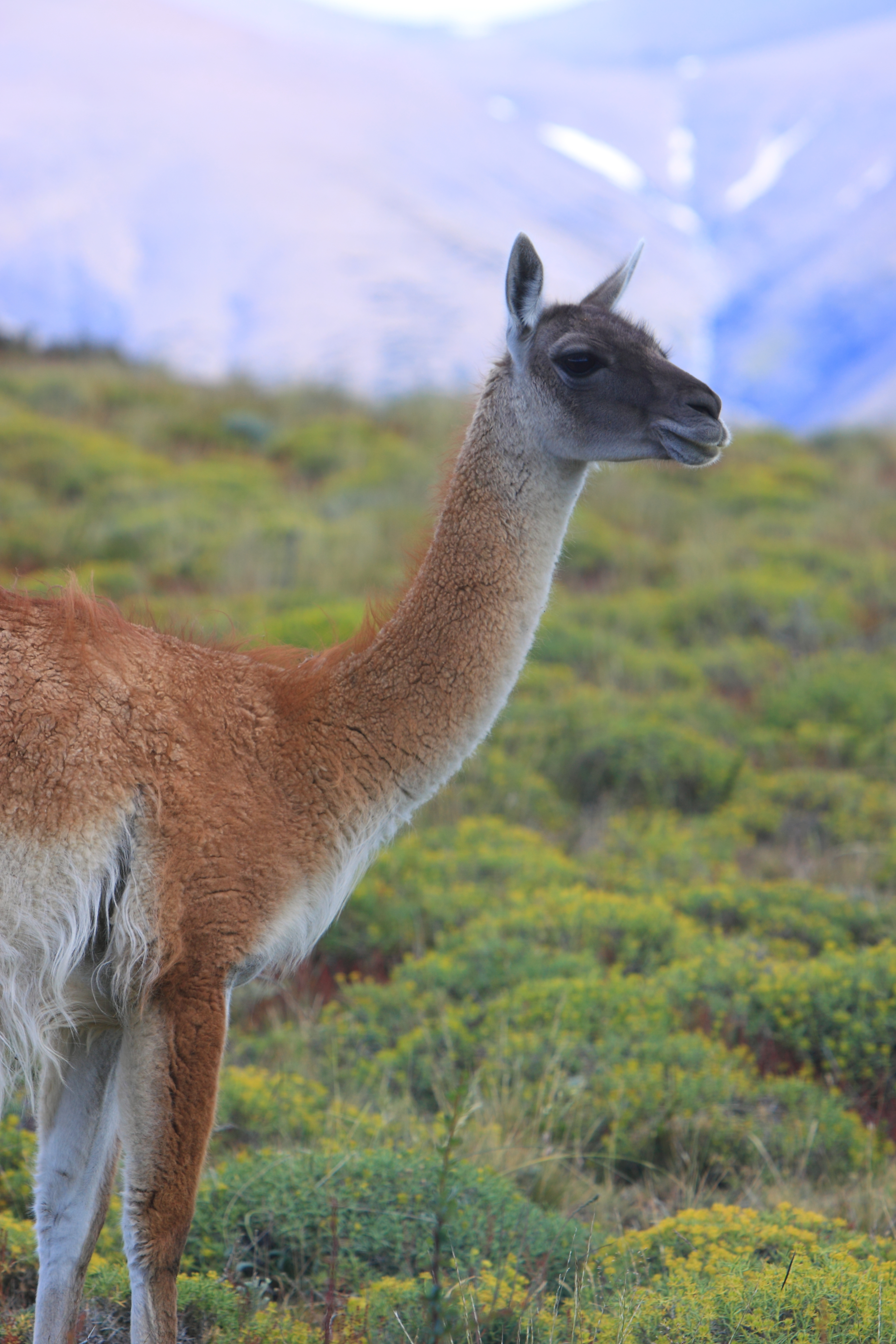
Guanaco (Lama guanicoe ou Lama glama guanicoe)
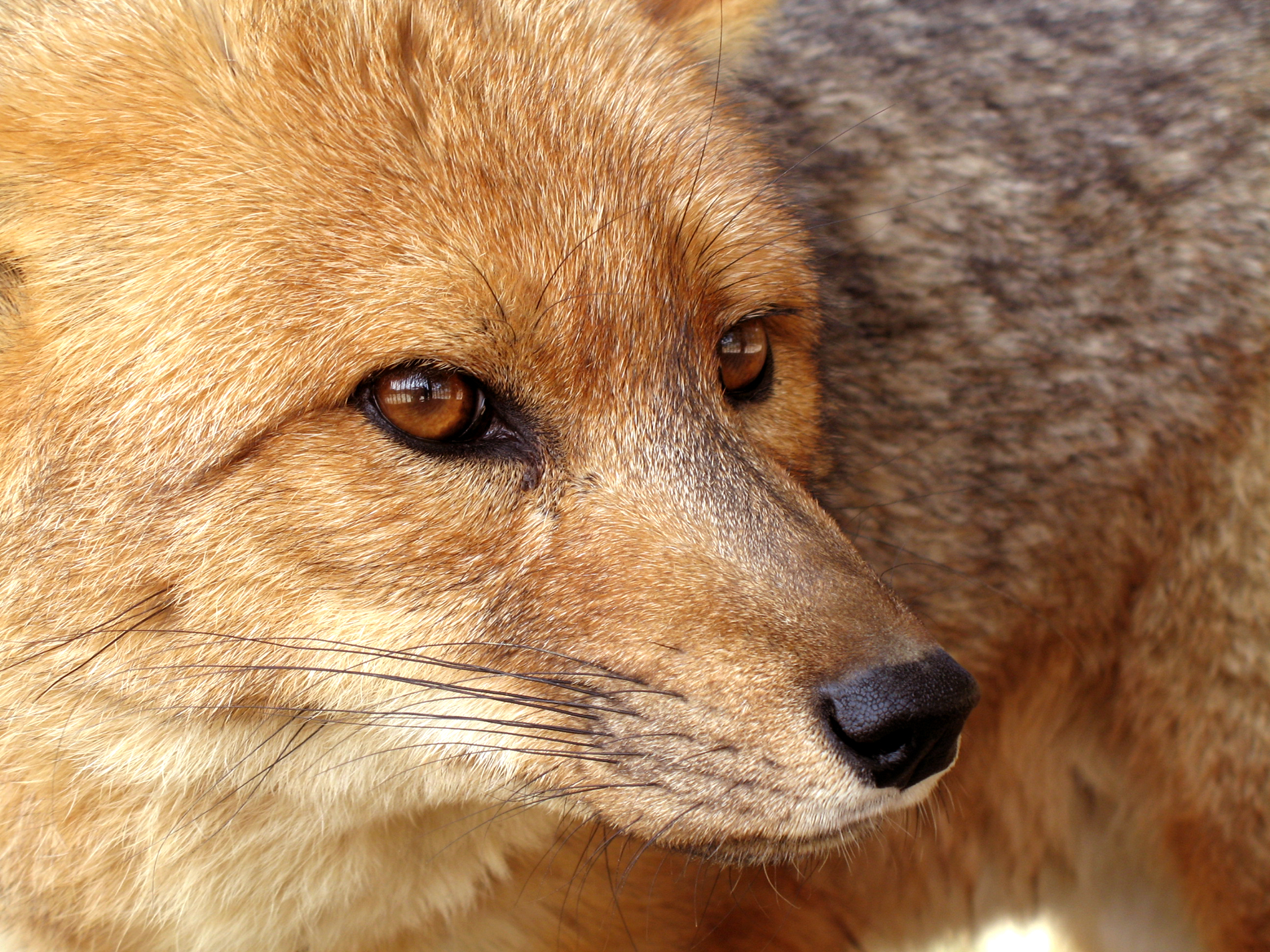
Renard de Magellan (Pseudalopex culpaeus)
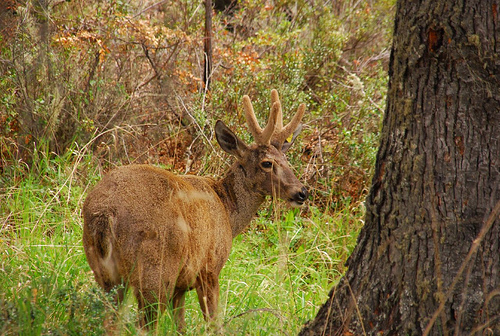
Huemul ou cerf du sud andin, (Hippocamelus bisulcus)
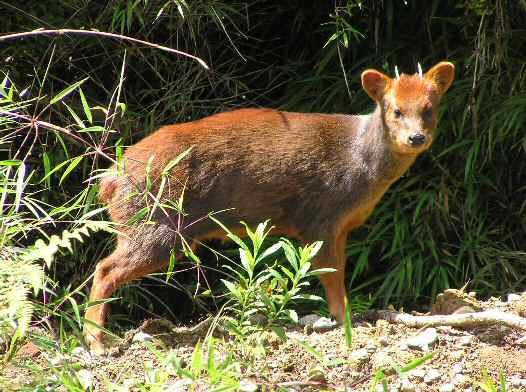
Pudu du Sud (Pudu puda)

#### Faune marine

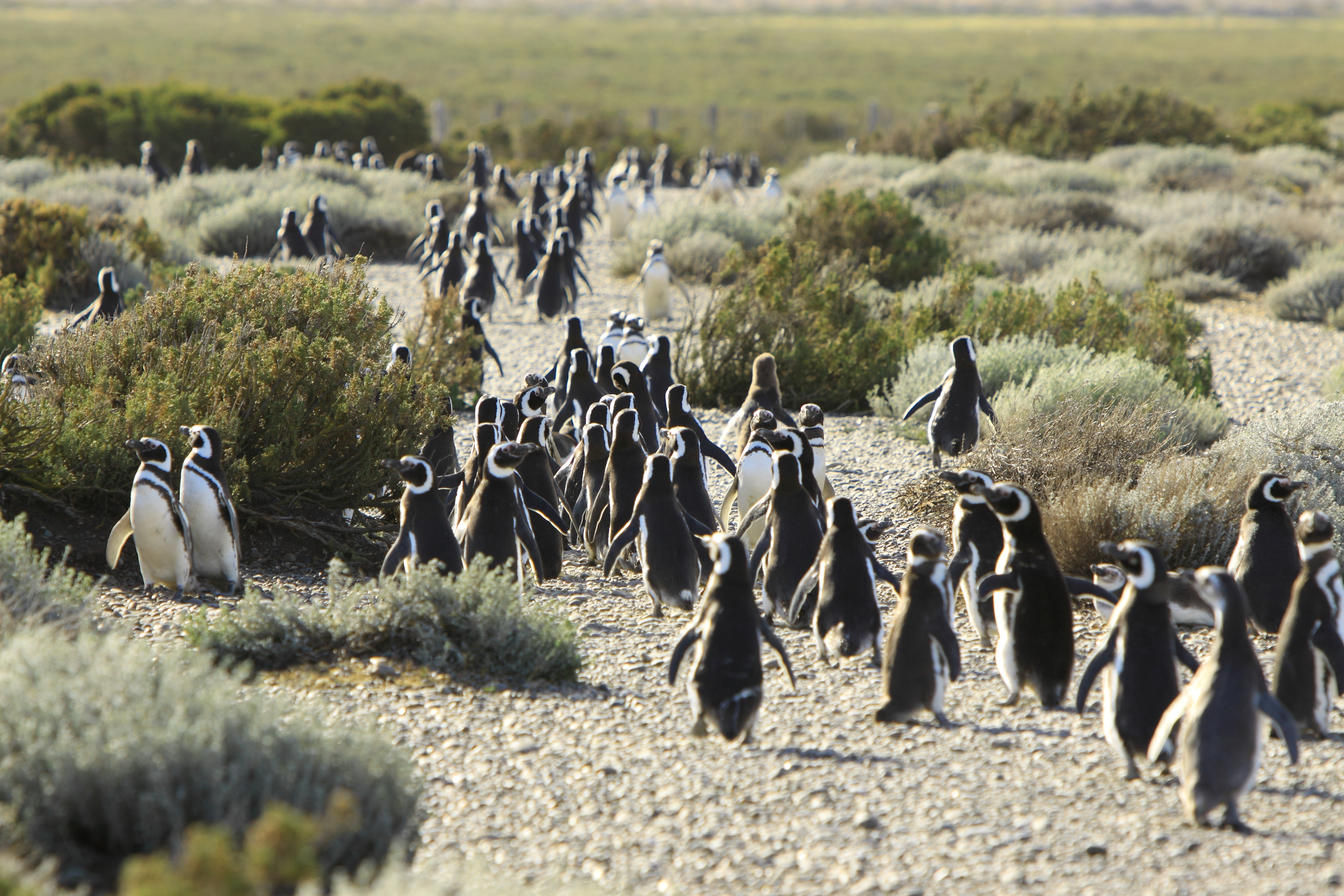
Manchots de Magellan (Spheniscus magellanicus)
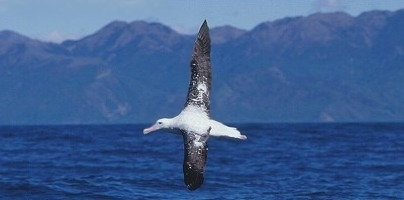
Albatros hurleur (Diomedea exulans)
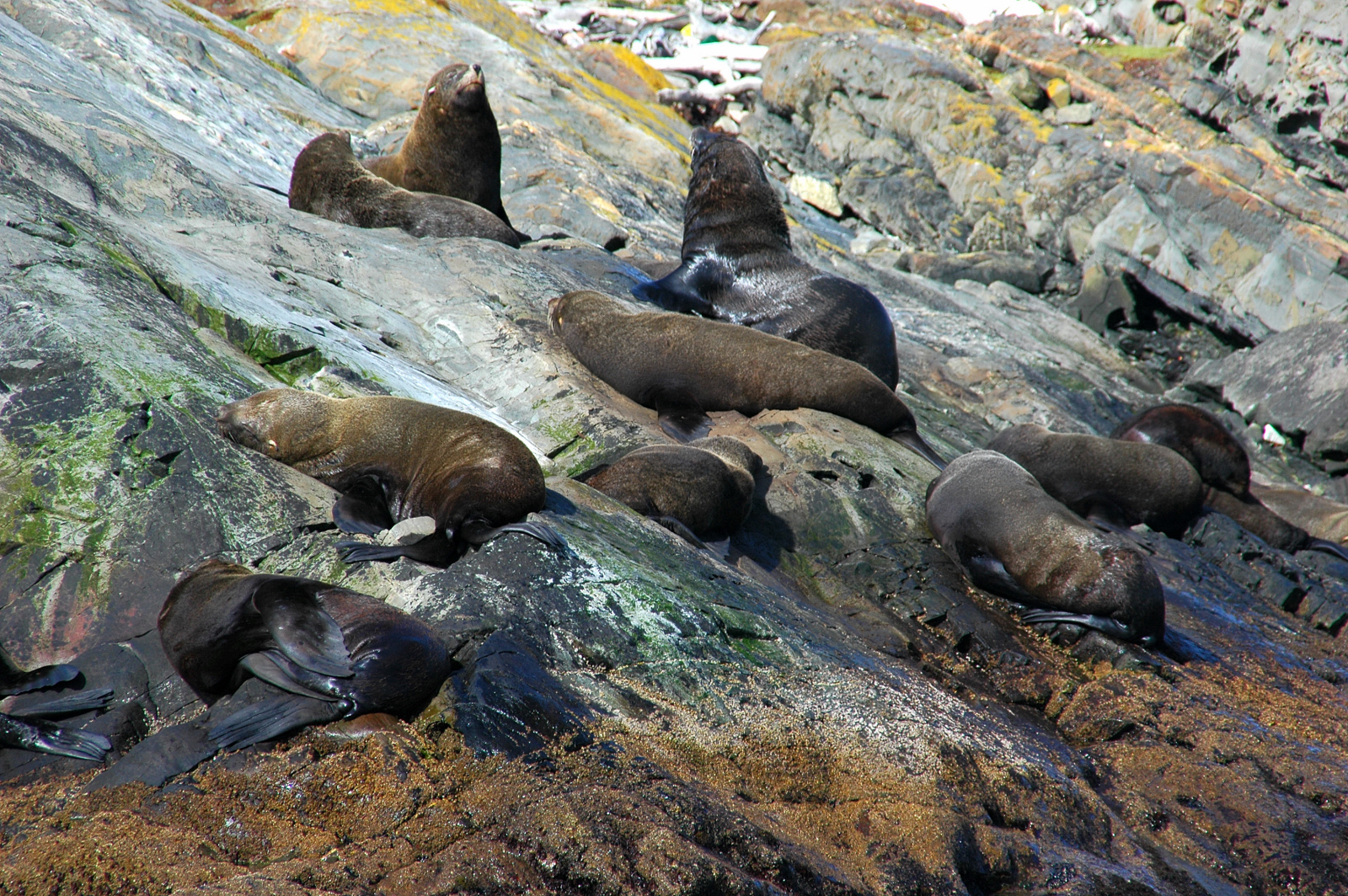
Otarie à fourrure australe (Arctocephalus australis)
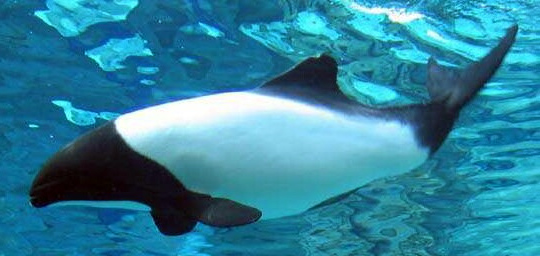
Dauphin de Commerson (Cephalorhynchus commersonii)

### Flore

#### Plantes ligneuses et plantes herbacées

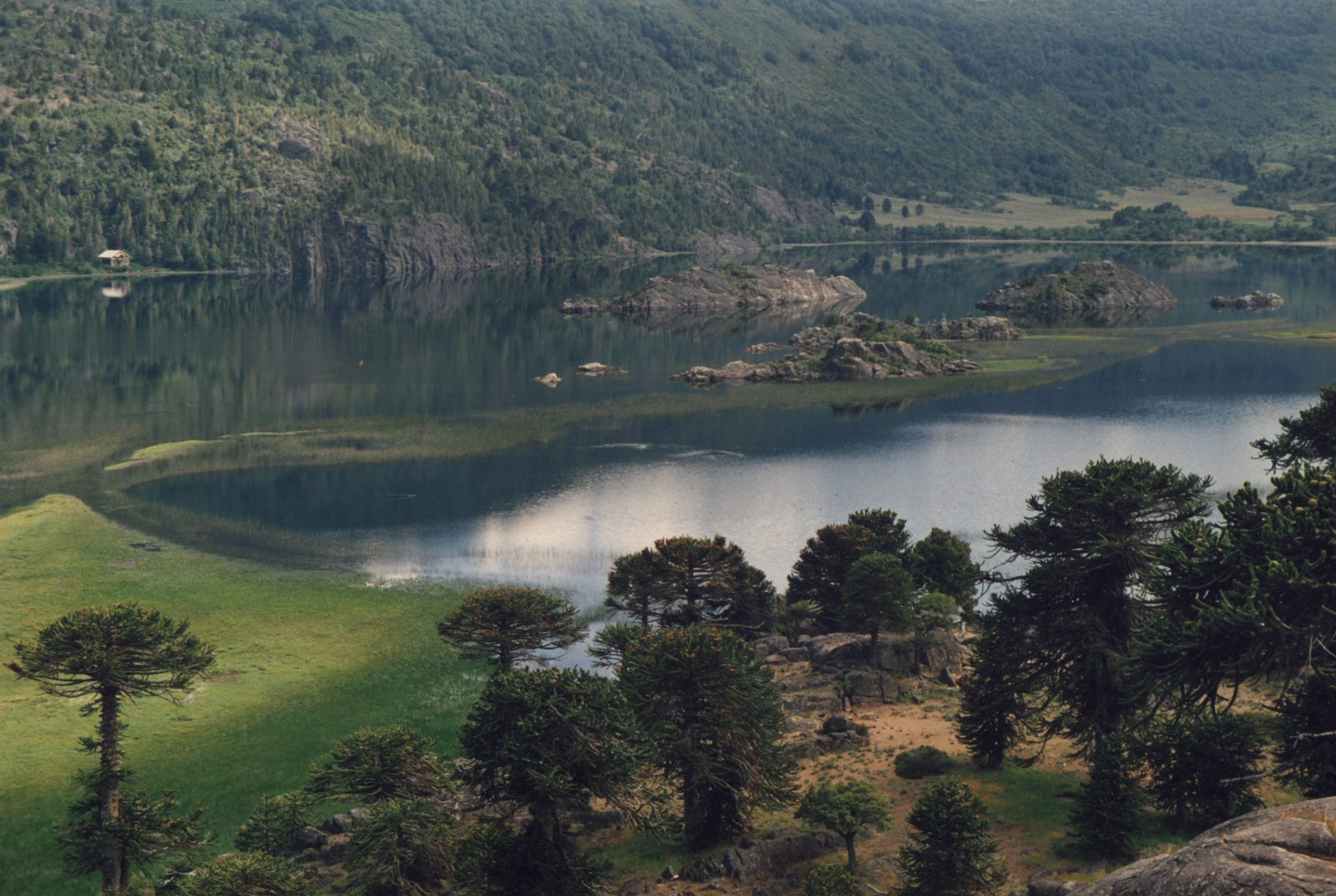
Araucaria du Chili (Araucaria araucana) dans la province de Neuquén
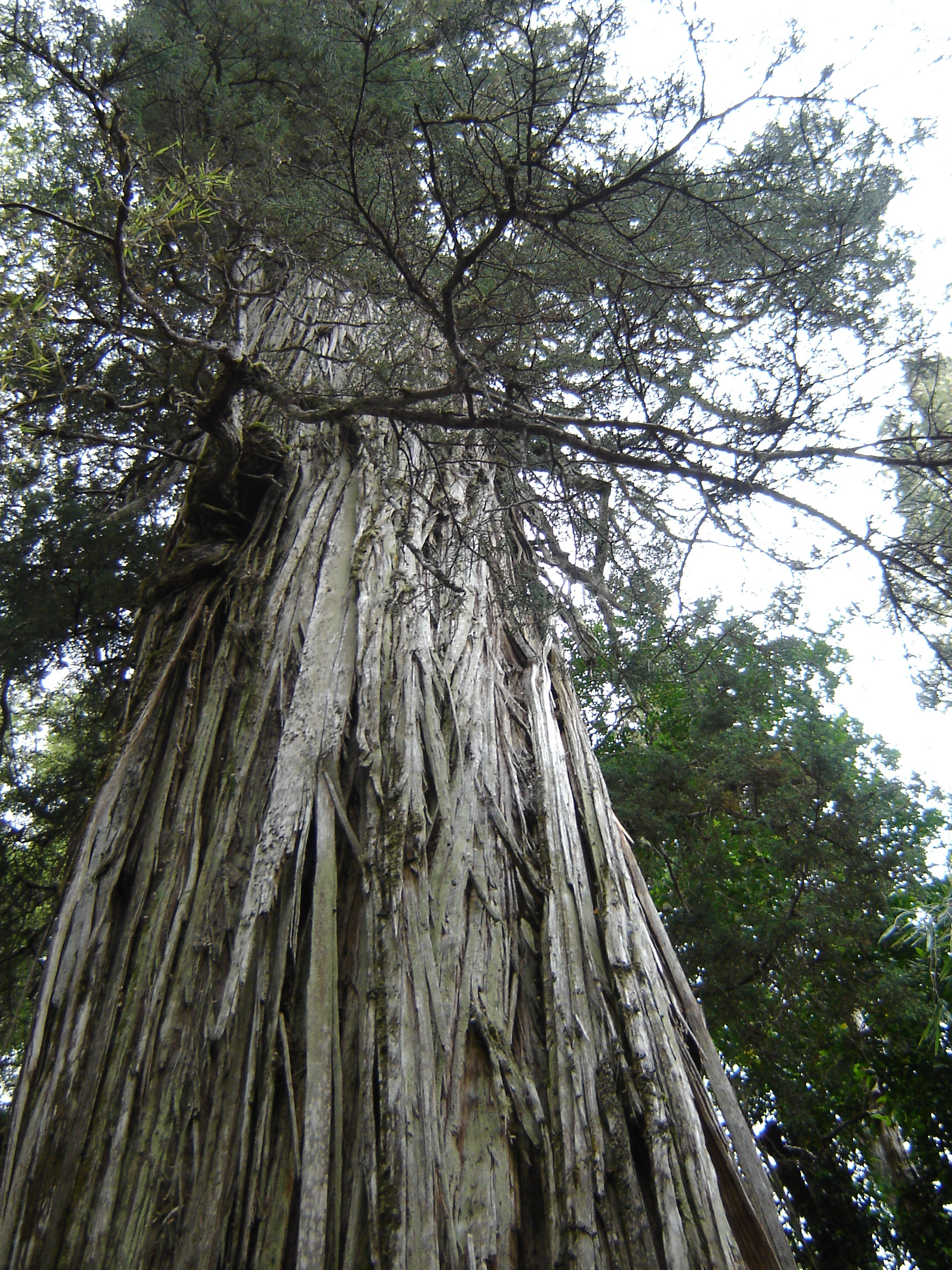
Fitzroya (Fitzroya cupressoides)
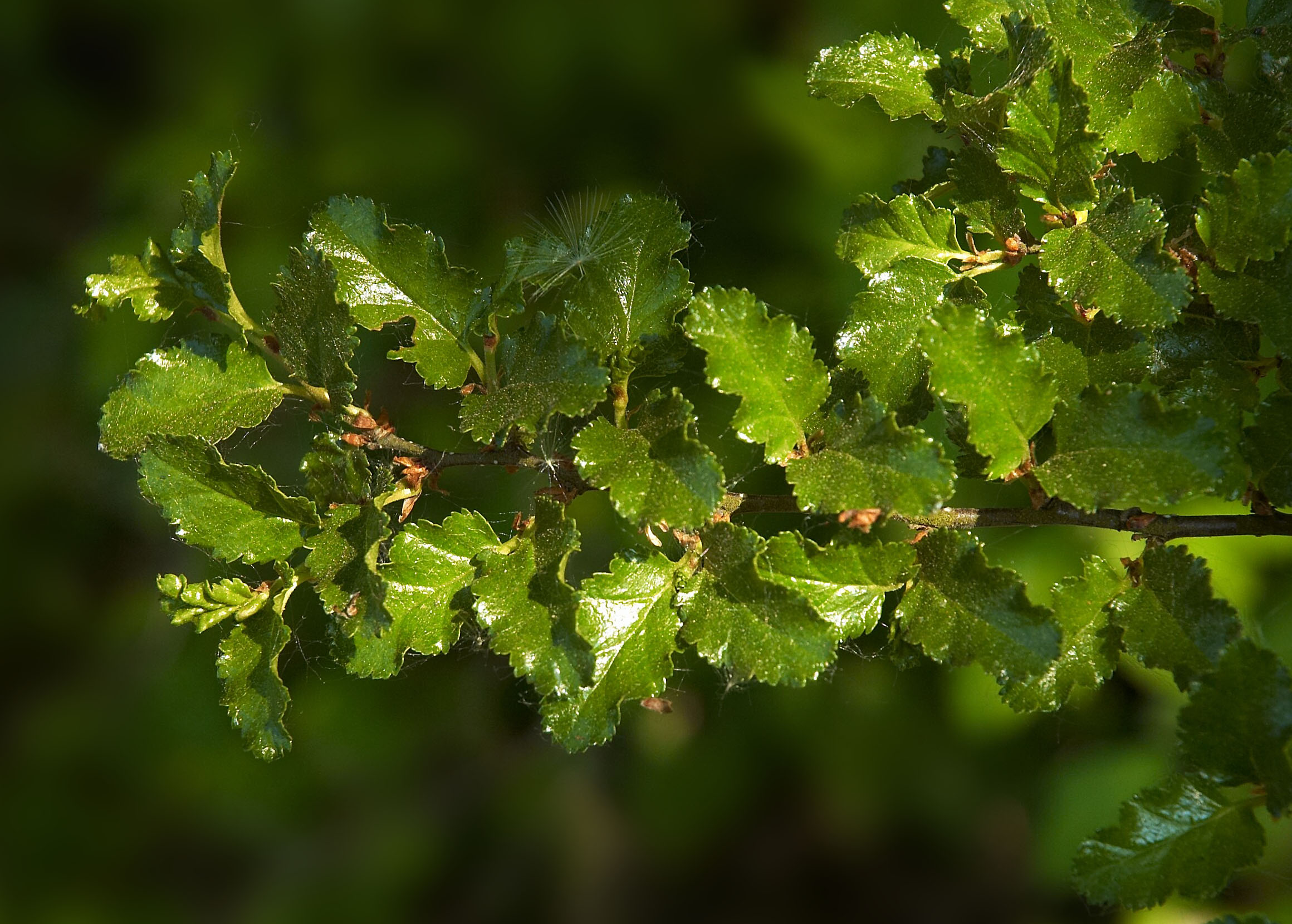
Ñire (Nothofagus antarctica)
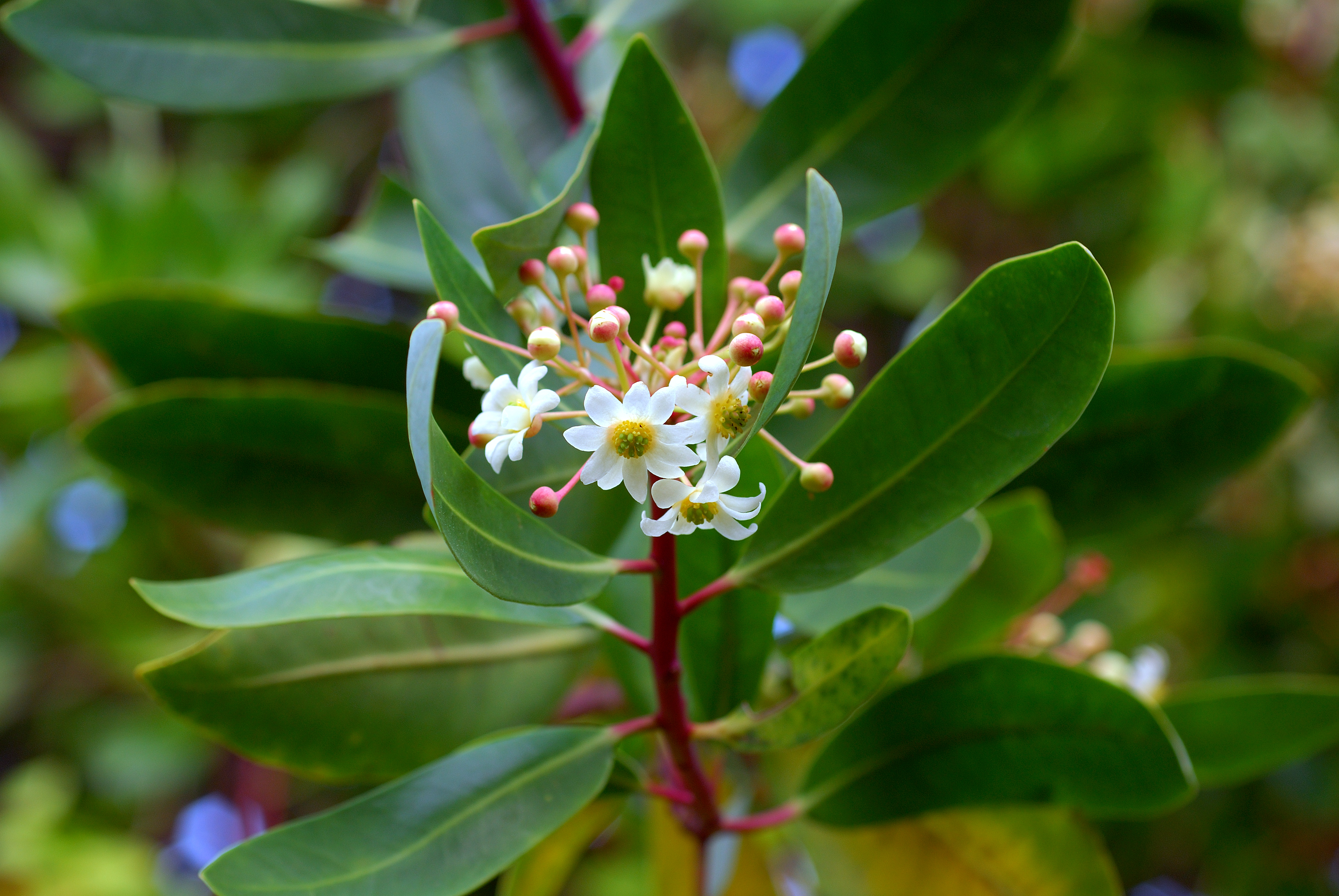
Canelo (Drimys winteri)
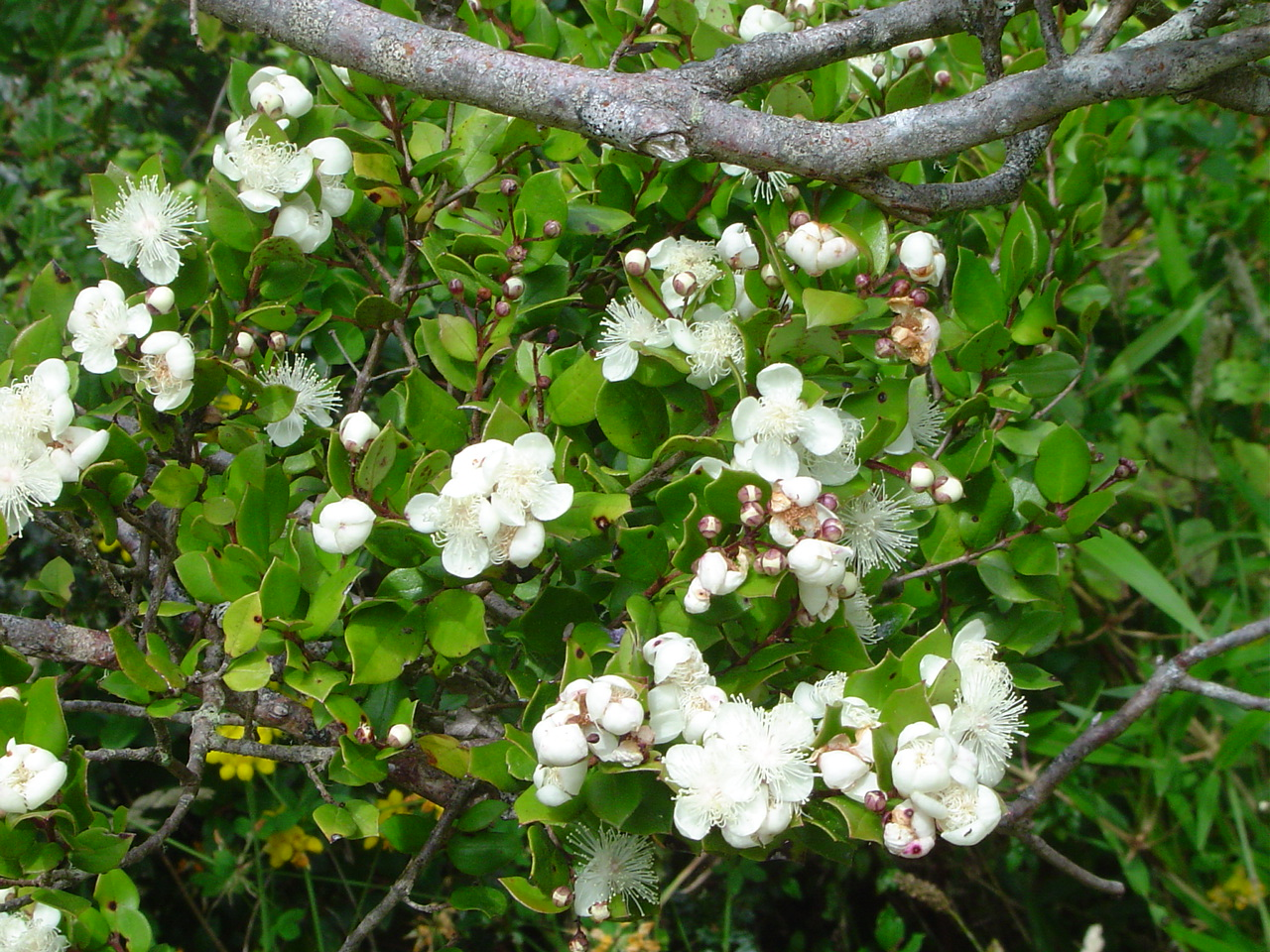
Fleurs de l'Arrayán (Luma apiculata)
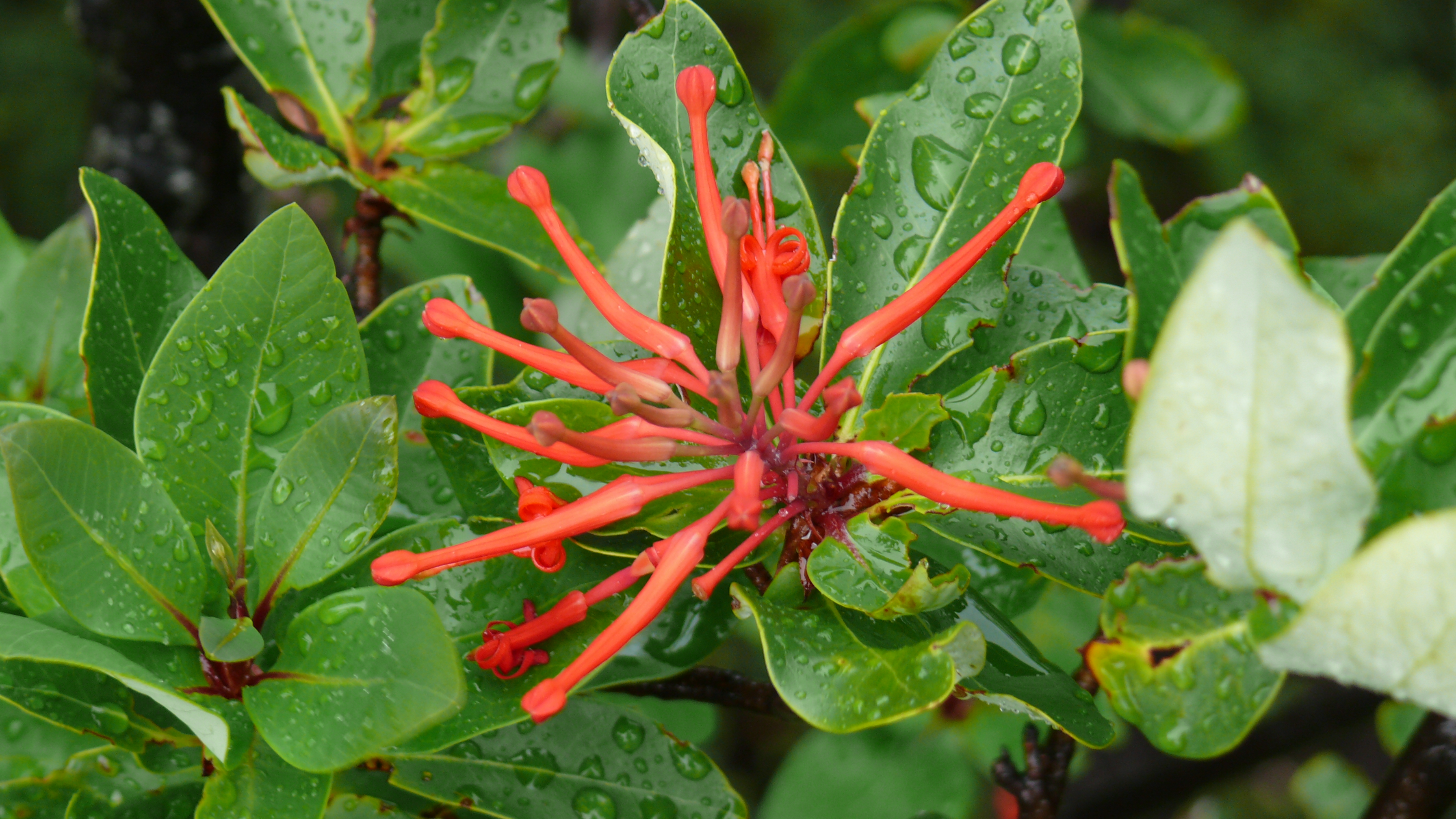
Notro (Embothrium coccineum)
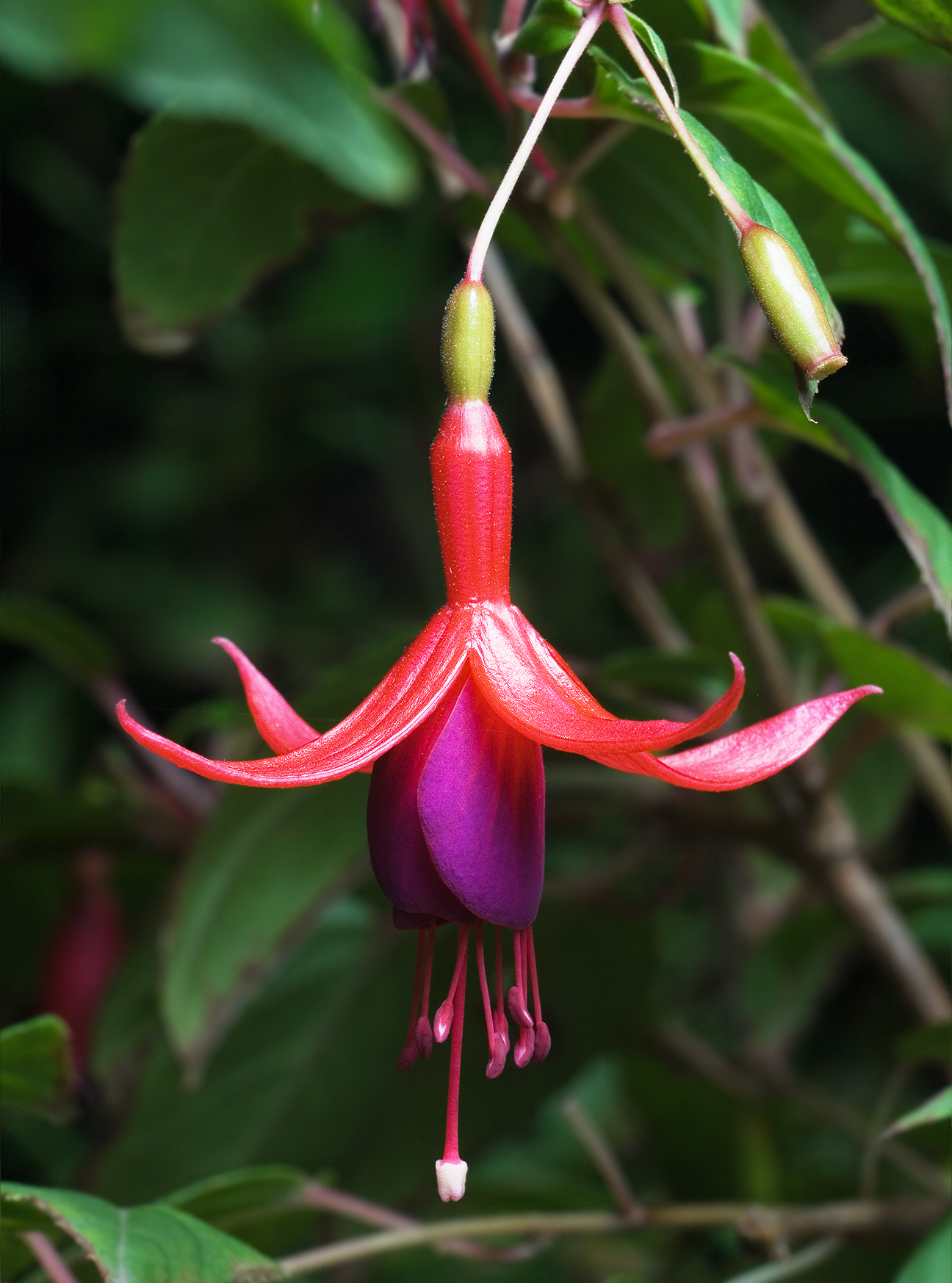
Fuchsia de Magellan (Fuchsia magellanica)
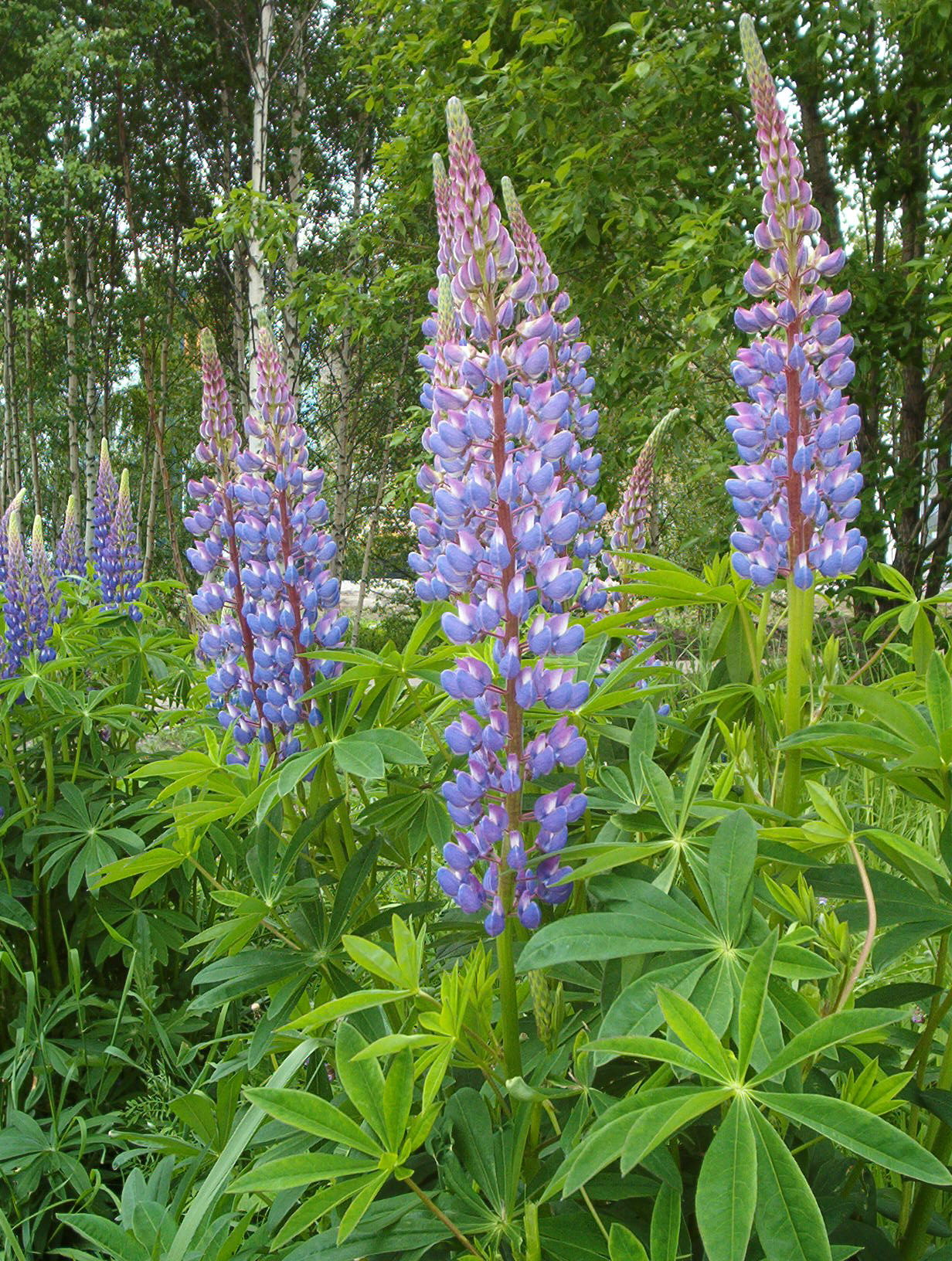
Lupin (Lupinus polyphyllus)
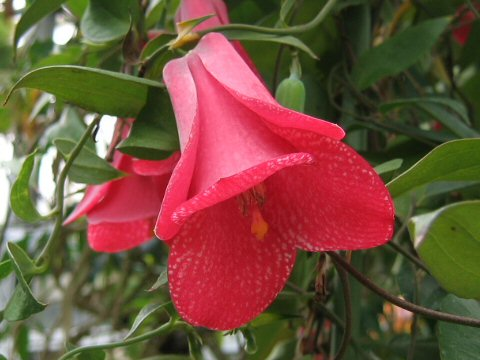
Copihue (Lapageria rosea)

#### Algues, mousses, lichens, hépatiques...

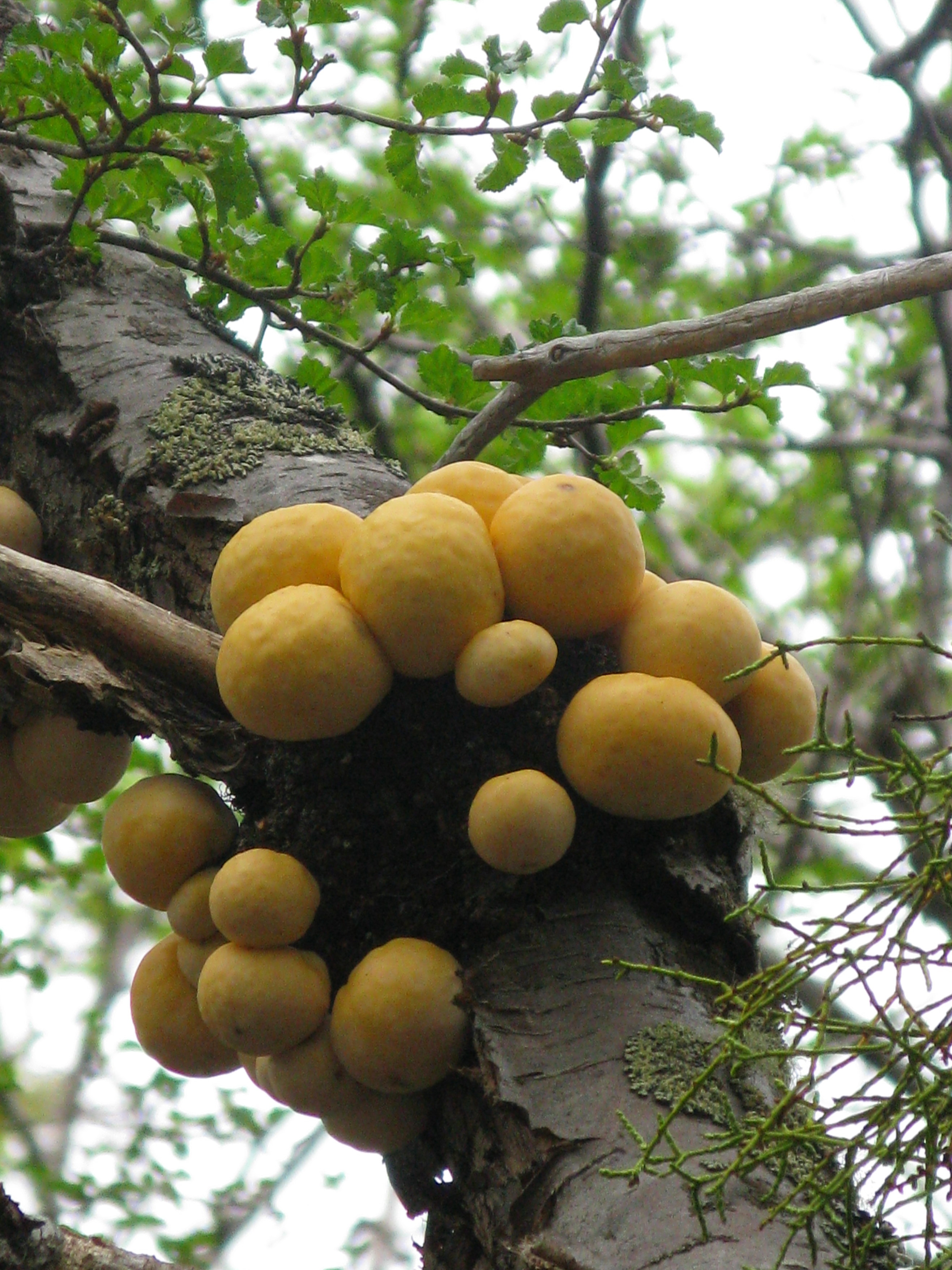
« Pan de Indio » (Cyttaria hariotii)
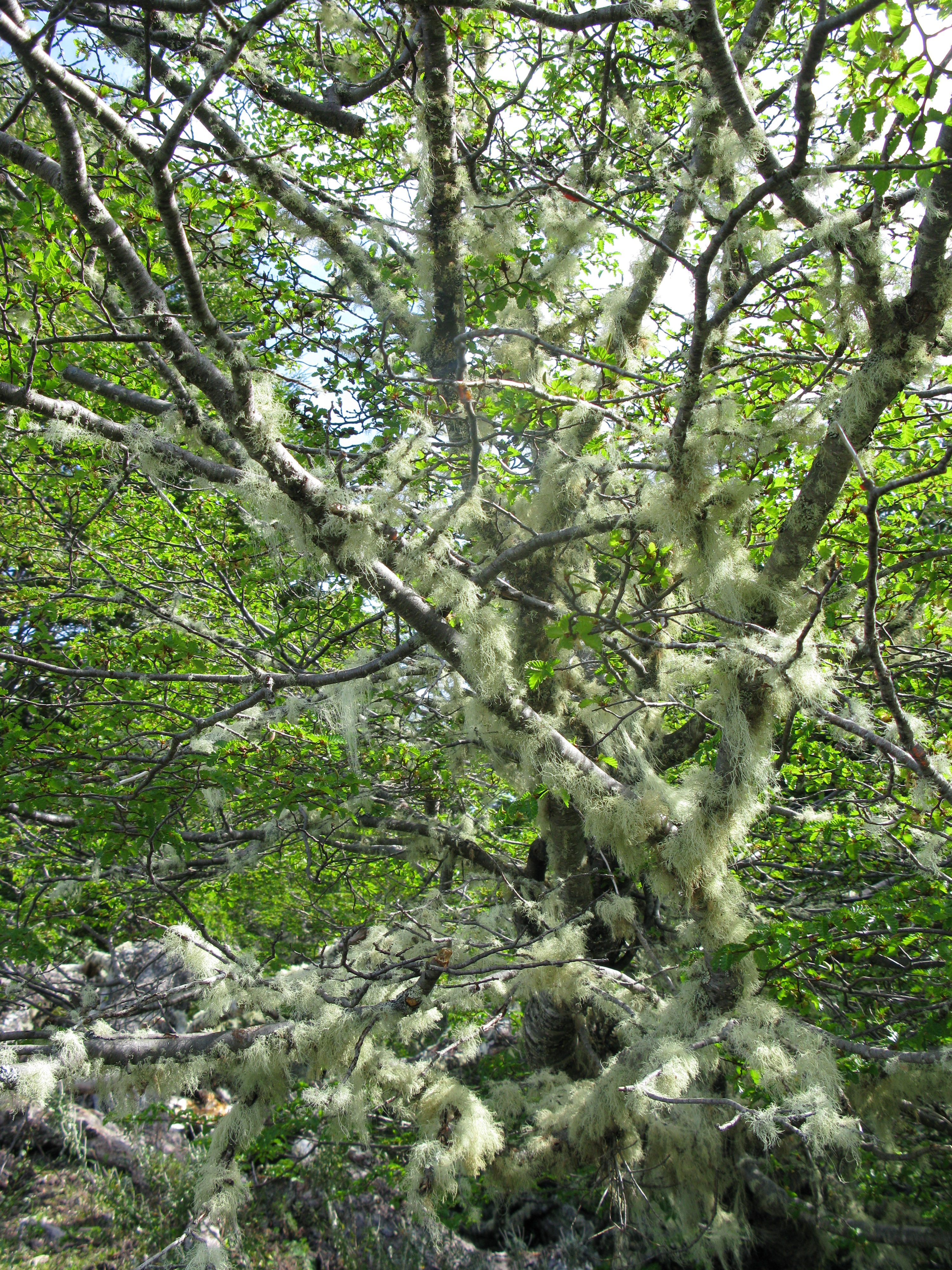
Usnea barbata (L.) Weber ex F.H.Wigg.
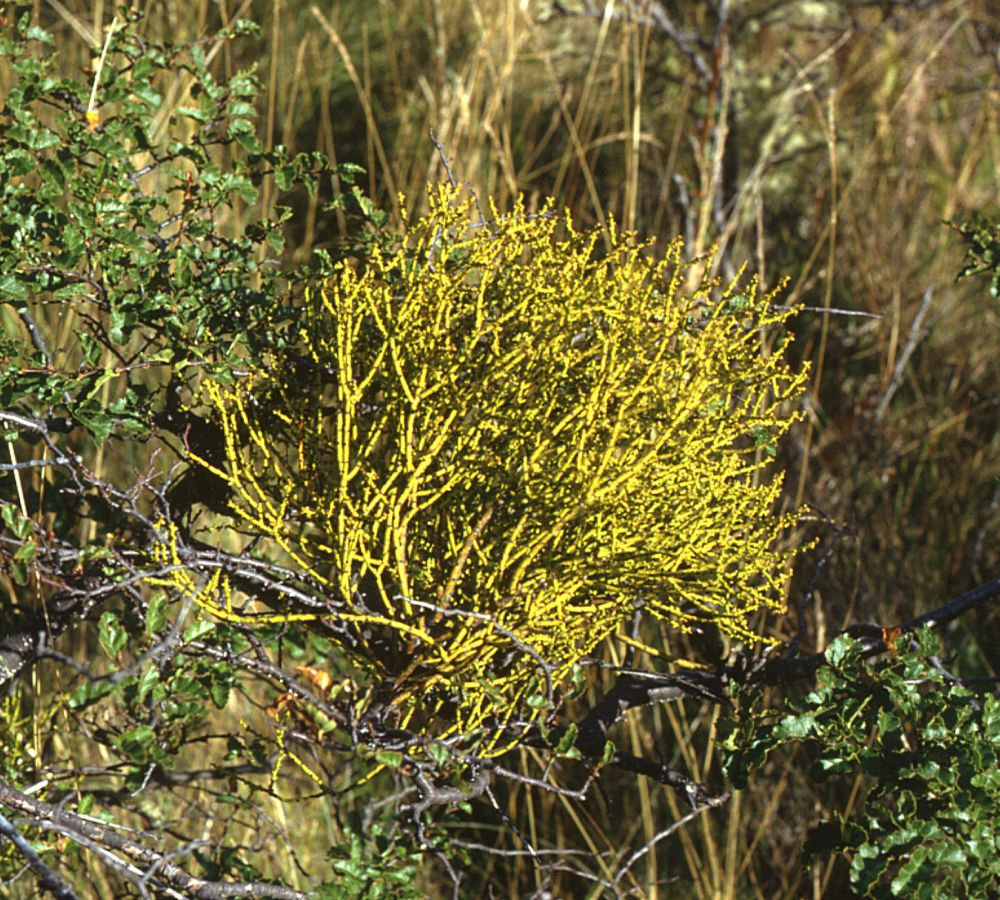
« Chinese Lantern » Misodendrum punctulatum
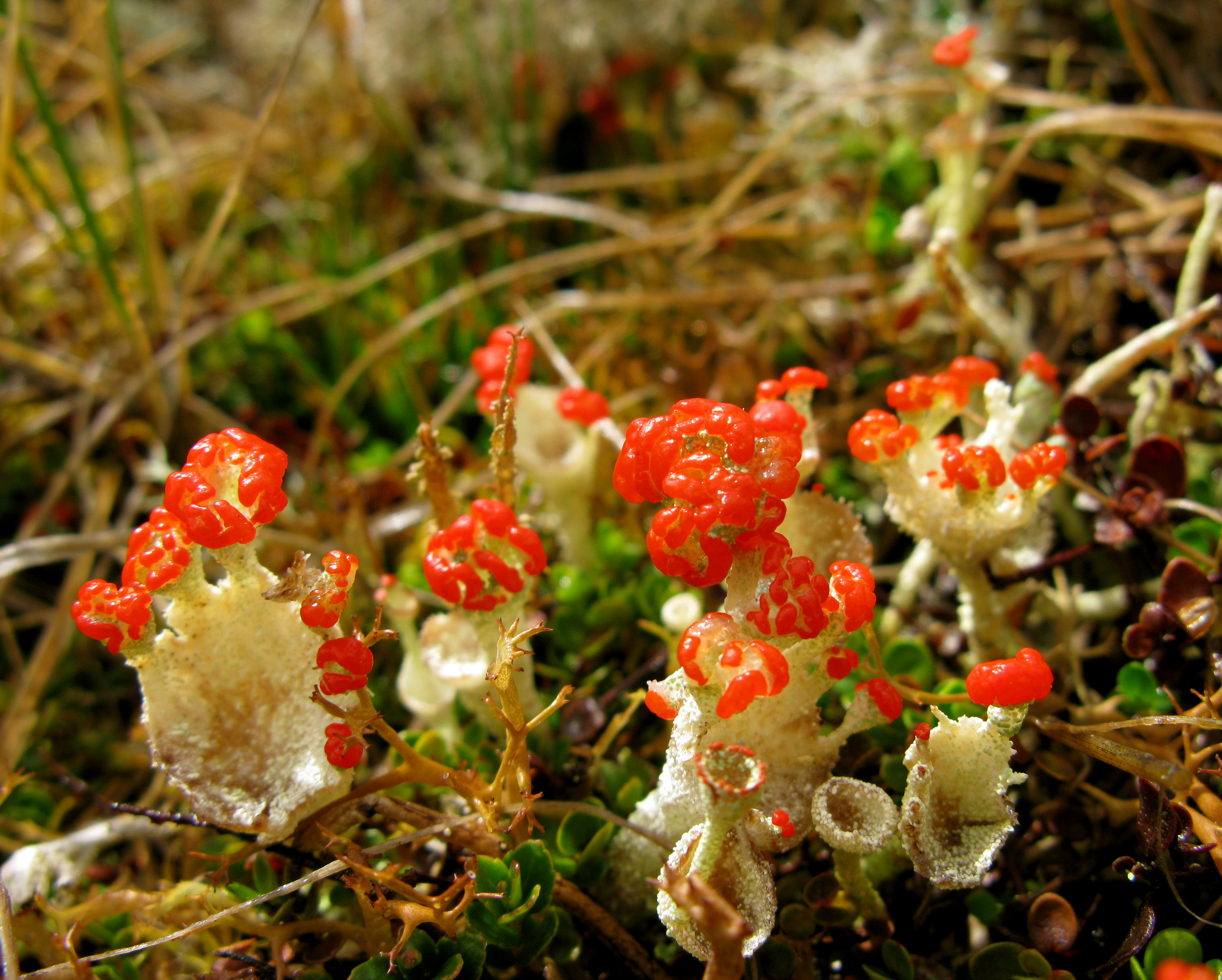
Cladonia

### Conservation de la Nature

#### Parcs nationaux et réserves naturelles de la Patagonie d'Argentine
- Parc national Laguna Blanca
- Parc national Los Alerces
- Parc national Los Arrayanes

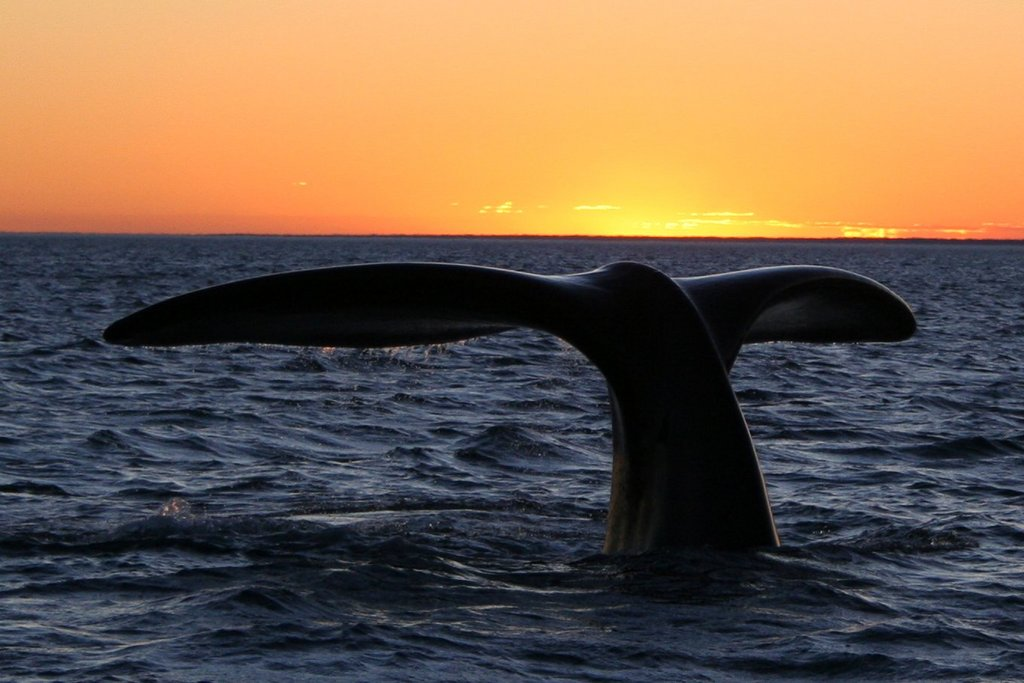
Baleine franche australe (Eubalaena australis) en la péninsule Valdés

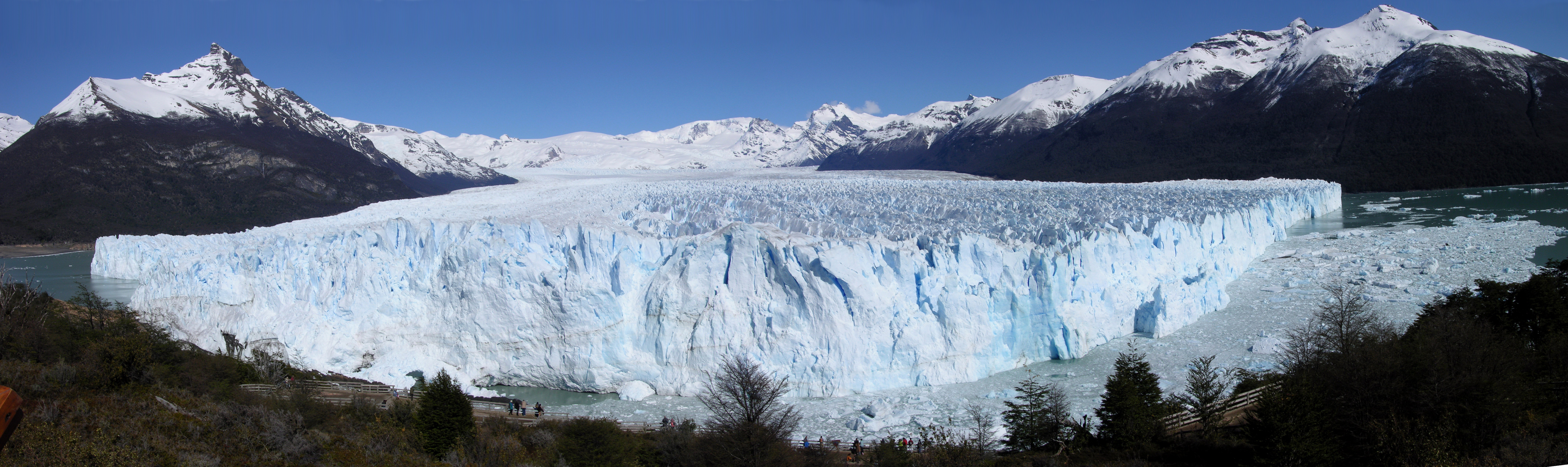
Le Glacier Perito Moreno

- Parc national Lanín, déclaré Patrimoine mondial naturel par l'UNESCO en 1981.
- Parc national Nahuel Huapi, déclarée Patrimoine mondial naturel par l'UNESCO en 1981.
- Parc national Monte León
- Parc national Patagonia, le plus récent, créé en 2015.
- Parc national Francisco P. Moreno
- Parc national Los Glaciares, déclaré Patrimoine mondial naturel par l'UNESCO en 1981.
- Parc national Tierra del Fuego
- Punta Tombo, est une réserve de faune sur la côte atlantique de la province de Chubut. On a comptabilisé à Punta Tombo la présence de plus d'1 000 000 manchots de Magellan, ce qui fait de la réserve la plus grande colonie (en espagnol : pingüinera) continentale de cette espèce.
- Parc national du lac Puelo
- Parc provincial Copahue

#### Parcs nationaux et réserves naturelles de la Patagonie du Chili

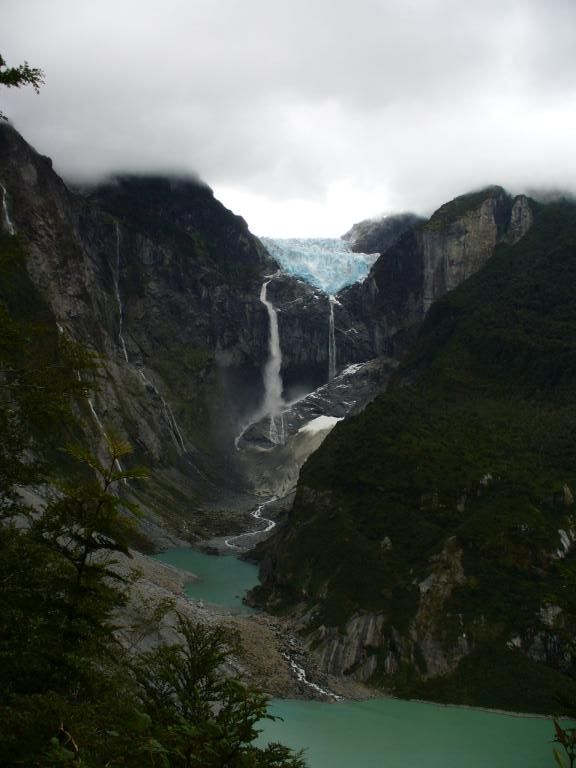
Ventisquero colgante, dans le parc national Queulat.

- Parc national Corcovado (Chili) créé en 2005 sur 2 096 km2 dans la région X
- Parc national Conguillío
- Parc national Alerce Andino
- Parc national Chiloé
- Parc national Isla Magdalena
- Parc national Laguna San Rafael
- Parc national Queulat
- Parc national Puyehue
- Parc national Torres del Paine
- Parc national Pali Aike
- Parc national Cabo de Hornos
- Parc ethnobotanique Omora sur l'île Navarino
- Parc national Bernardo O'Higgins. Un parc de 35 259 km2 dans les régions XI et XII.
- Parc national Alberto de Agostini sur 14 600 km2 dans la région XII.

Et aussi parc national Isla Guamblin ; parc national Hornopirén ; parc national Huerquehue ; parc national Tolhuaca ; parc national Vicente Pérez Rosales ; parc national Villarrica

## Paléontologie

### Provinces de Neuquén et du Rio Negro

#### Contexte stratigraphique
Dans la province de Neuquén et celle de Rio Negro, de nombreuses découvertes ont été réalisées dans des sites paélontologiques, comme celui dans le département d'Añelo mais aussi dans l'aire naturelle de la vallée du Crétacé à l'ouest de Neuquén sur les rives du río Limay. La formation géologique Anacleto fait partie du sous-groupe de Río Colorado du groupe de formations géologiques de Neuquén. Cette formation est typiquement connue pour préserver les sédiments du début du Campanien, il y a de cela 83 à 80 millions d'années.

#### Fossiles découverts

##### Dinosaures herbivores
Des ossements d'un Aeolosaurus (Aeolosaurus rionegrinus, Powell, 1987) ont été découverts en 2003. Ce dinosaure sauropode vivait à la fin du Crétacé en Argentine. Il ressemblait au titanosaure et était herbivore.
On note également la présence de Zapalasaurus (Zapalasaurus bonapartei), d'un herbivore bipède, Anabisetia; de Amargasaurus, genre de dinosaure sauropode atteignant 10 mètres de long; de Andesaurus, 20 tonnes et 6 mètres de haut; de Amazonsaurus, un dinosaure sauropode quadrupède et herbivore apparenté au Diplodocus, ou encore Futalognkosaurus, Agustinia et Argentinosaurus (l'un des plus grands dinosaures jamais découvert).

##### Dinosaures théropodes
Ont été découverts: Abelisaurus (« lézard d'Abel »), dinosaure théropode de la famille des abélisauridés ; Mapusaurus, un genre de carnosaure de la famille des Carcharodontosauridés, son nom signifie « reptile/lézard de la terre », en l’honneur du peuple Mapuche ; Megaraptor qui signifie « voleur géant », contemporain du Giganotosaurus ; Giganotosaurus l'un des plus longs carnivores terrestres connus, plus long que le Tyrannosaurus, mais plus petit que le Spinosaurus.

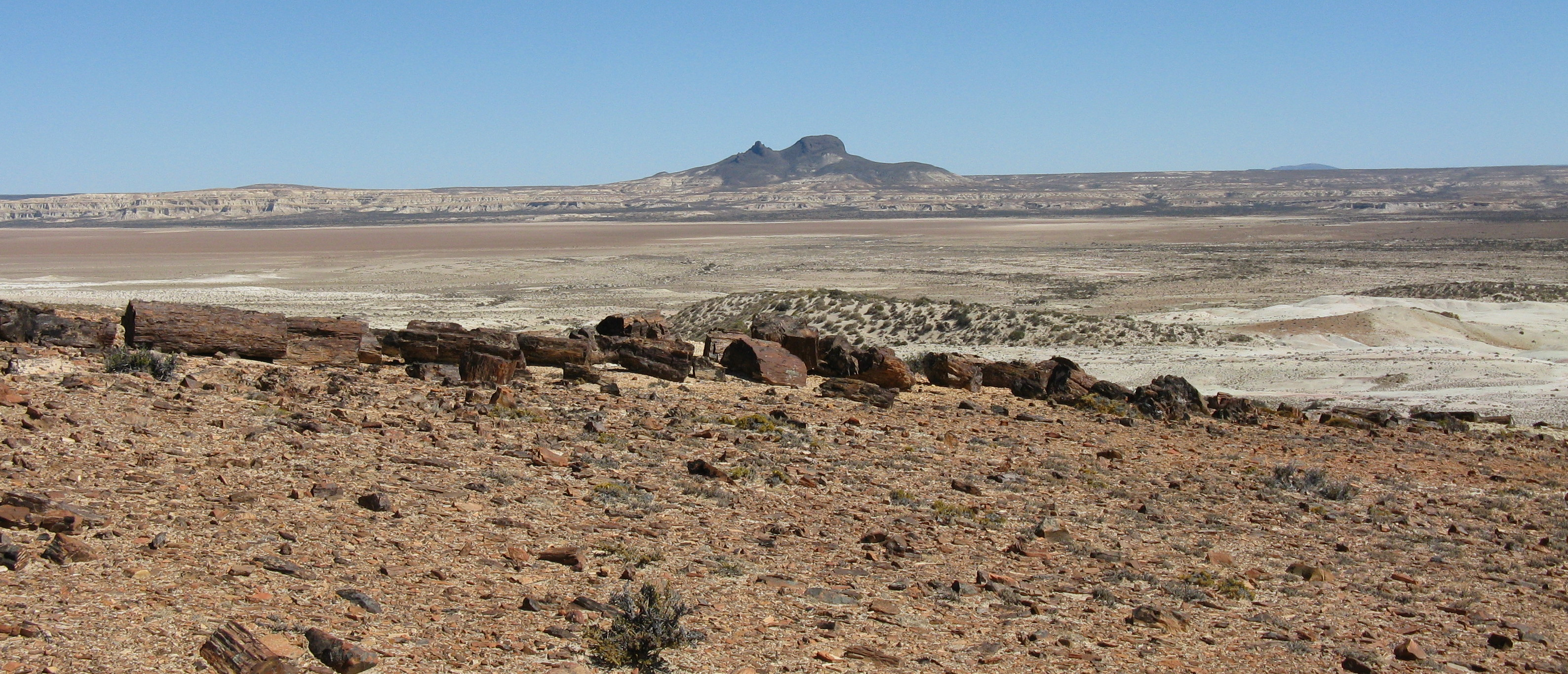
Tronc pétrifié dans la province de Santa Cruz

### Province de Santa Cruz
Dans la province de Santa Cruz, le site paléobotanique monument national des Bois Pétrifiés présente de nombreux troncs d'arbres en bois pétrifié de 3 mètres de diamètre et de 30 mètres de haut en moyenne.
Les paléontologues ont également trouvé des indices de la présence d'Hippidion, de Glossotherium, de Mylodon et de Toxodon.

## Histoire
L'histoire de la Patagonie est intimement liée à l'histoire générale de l'Argentine et à celle du Chili. Il s'agit, ici, de retenir les grandes phases historiques qui ont marqué la Patagonie actuelle.

### La Patagonie de la Préhistoire auXVIesiècle

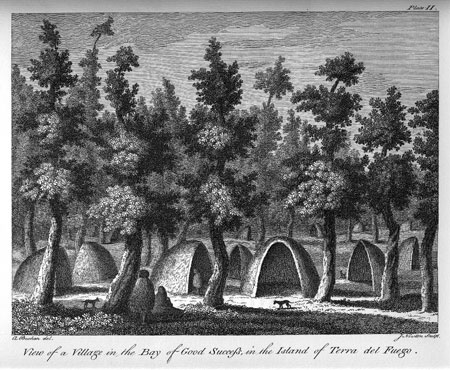
« Vue d'un village en la baie de Good Success, sur l'île de Terra del Fuego » par Sydney Parkinson

Les premières traces d'une population ayant habité la Patagonie remontent à une période comprise entre 15 000 et 12 500 ans AP comme le démontrent les fouilles archéologiques, des sites « Monte Verde I » et « Monte Verde II » situés en Patagonie, proches de Puerto Montt dans la région des Lacs (Xe région). Des fouilles dans la grotte de Pali Aike, située sur dans le parc national Pali Aike ont mis en évidence la présence d'une population humaine comprise entre 12 000 et 8 000 av. J.-C. environ. Ce sont les sites les plus anciens de la Patagonie australe. D'autres établissements furent relevés à Los Toldos, en province de Santa Cruz avec des vestiges datant du Xe millénaire av. J.-C..
Les préhistoriens observent un premier changement concernant la technologie maritime situé vers -6700 AP, consistant dans l'adoption de canoës et de harpons, ce qui a rendu possible la chasse aux lions de mer et autres pinnipèdes même pendant les saisons où ils n'étaient pas disponibles sur le rivage, permettant l'installation de populations de chasseurs-cueilleurs nomades dans les archipels.
Le Chili préhispanique était peuplé par divers peuples amérindiens qui s’étaient installés à la fois dans la Cordillère des Andes et sur la côte :
Les Picunches, Mapuches qui ont formé la communauté la plus nombreuse, les Huilliches, les Chonos vivaient dans la région centrale et le sud ; et les Onas, les Yagans et les Alacalufes dans la Patagonie australe dont la Terre de Feu où les Mánekenks vivaient en ces lieux depuis près de 10 000 ans.
Ces premiers habitants chassaient les mylodons (animaux semblables à de grands ours, mais avec une tête ressemblant à celle d'un camélidé, aujourd'hui disparus) et les hippidions (chevaux sud-américains disparus eux aussi, il y a 10 000 ans), en plus des guanacos, lamas et nandous. Pour les populations vivant au bord des Océans, ils pêchaient, des poissons, des mollusques grâce à des canoës en écorce de lenga, ils cueillaient aussi des champignons nommés pan de indios ou « Llao-Llao », un genre de (Cyttaria) qui parasite les arbres du genre Nothofagus.
Près de la province de Santa Cruz, il est possible de voir les peintures de mains et de guanacos dessinés vers 13 000 ans (« stylistique A », le niveau culturel le plus ancien), puis vers 7 300 av. J.-C. sur les parois de la Cueva de las Manos (Río Pinturas (« stylistique B », second niveau culturel). Les deux sites sont déclarés patrimoine culturel de l'Humanité par l'UNESCO.

### La Patagonie duXVIeauXIXesiècle

#### Fernand de Magellan

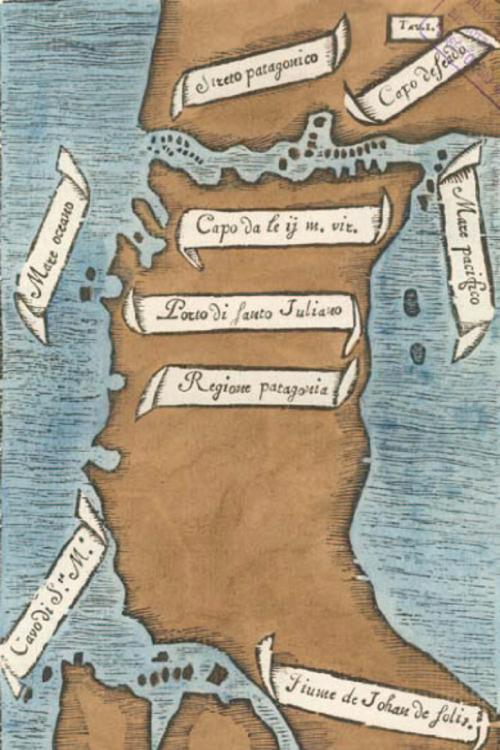
La carte du détroit de Magellan par Antonio Pigafetta en 1520

Lors du voyage autour du monde initié par le navigateur portugais Fernand de Magellan, celui-ci décide de trouver un lieu d'hivernage le long de la côte de l'Amérique du Sud. Le 31 mars 1520, la flotte trouve refuge dans un estuaire abrité qu'ils nomment Port de San Julian. C'est le 21 octobre 1520 que Fernand de Magellan 'découvrit' le passage, le détroit de Magellan, qui relie les océans Atlantique et Pacifique. Il ouvre ainsi la « route des épices » par l'ouest et la voie à la circumnavigation.
Gavin Menzies, officier de marine britannique, avance la thèse que Magellan aurait été en possession d'une carte dressée par l'amiral ottoman Piri Reis en 1513, d'après une carte portugaise de 1428, et décrivant avec beaucoup de détails exacts les contours de la Patagonie, de la Terre de feu et du 'détroit de Magellan' . Les données figurant sur ces cartes proviendraient des livres de bord, détruits depuis, de l'expédition de l'amiral chinois Zhou Man, envoyé par l'empereur Zhu Di. Cette thèse est néanmoins remise en cause par de nombreux historiens car les cartes sur lesquelles Gavin Menzies s'appuie, pourtant toutes provenant de bibliothèques publiques ou d'universités anglo-saxonnes, ne sont pas authentiques, quelques-unes étant même des faux grossiers.

#### Galerie comparative de cartographies
La carte de 1628 et celle de 1635, désignent les « Géants » de la Patagonie. Elles sont beaucoup plus symboliques que la carte de 1744 davantage précise et topographique. La carte de 1544 montre les imprécisions, les inconnues, les méconnaissances étaient grandes au XVIe siècle au point de favoriser la création de mythes.

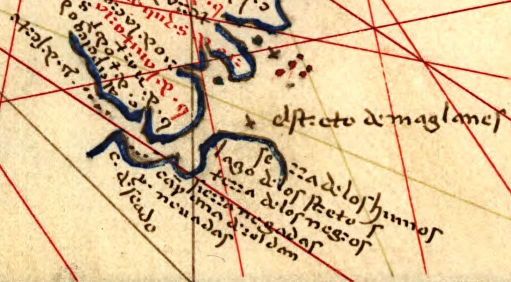
Détail d'une carte du monde de Battista Agnese en 1544
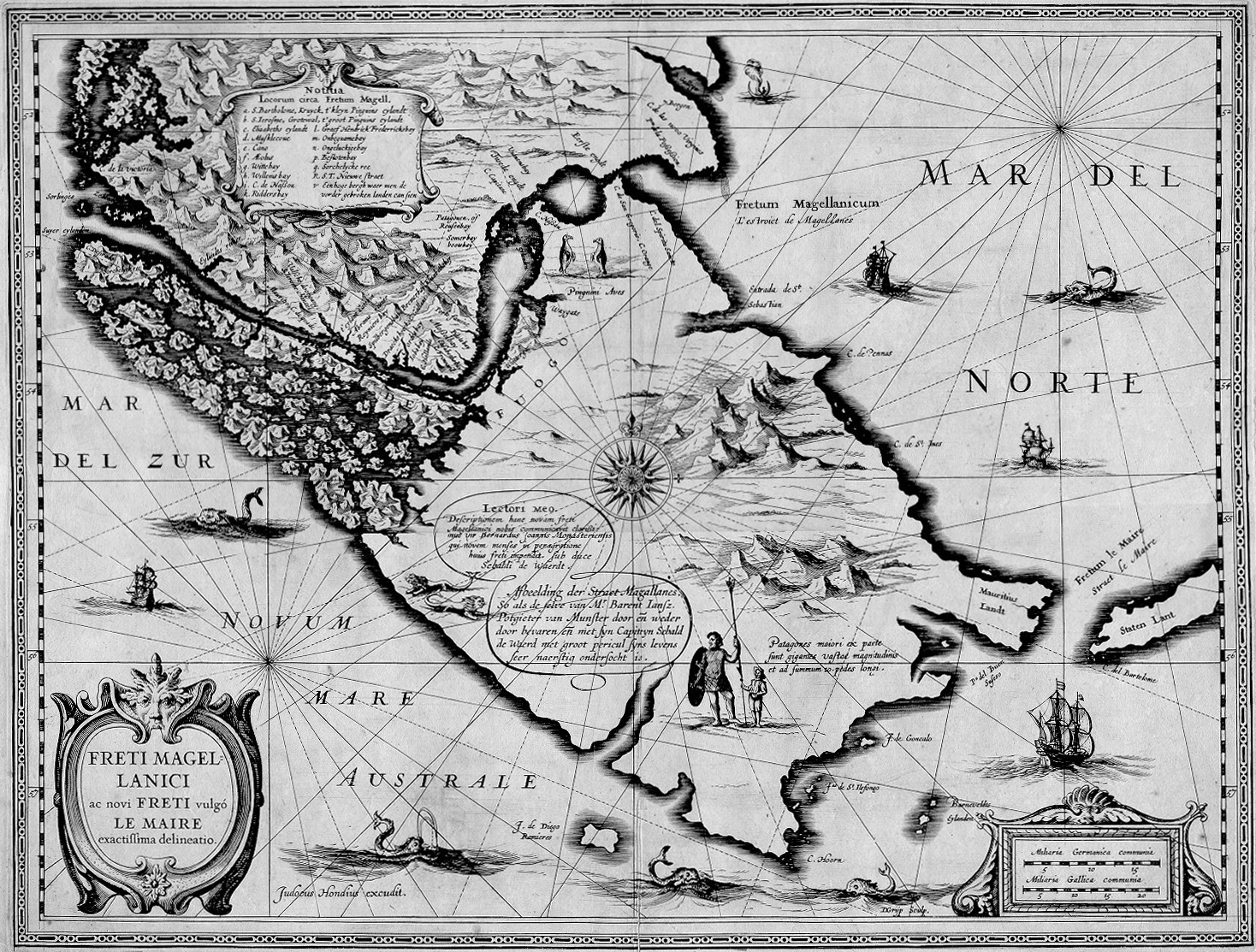
Cartographie de Jodocus Hondius en 1628
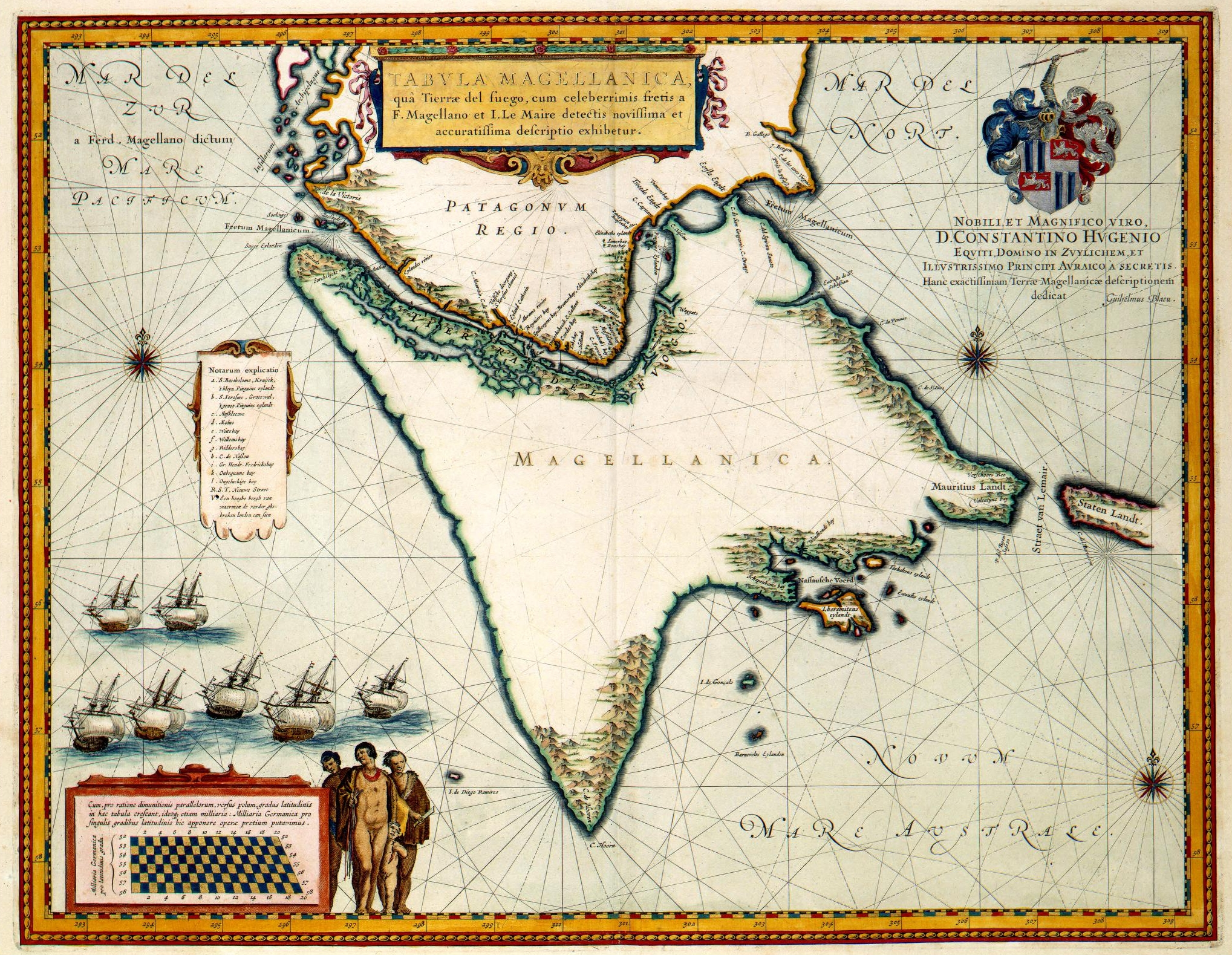
Cartographie de Willem Blaeu en 1635
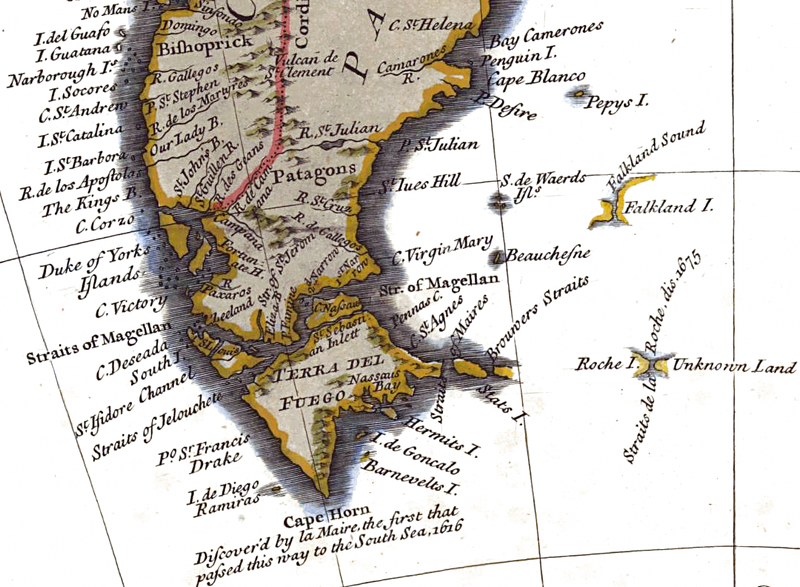
Cartographie de la Patagonie et de la Terre de Feu par Richard William Seale en 1744
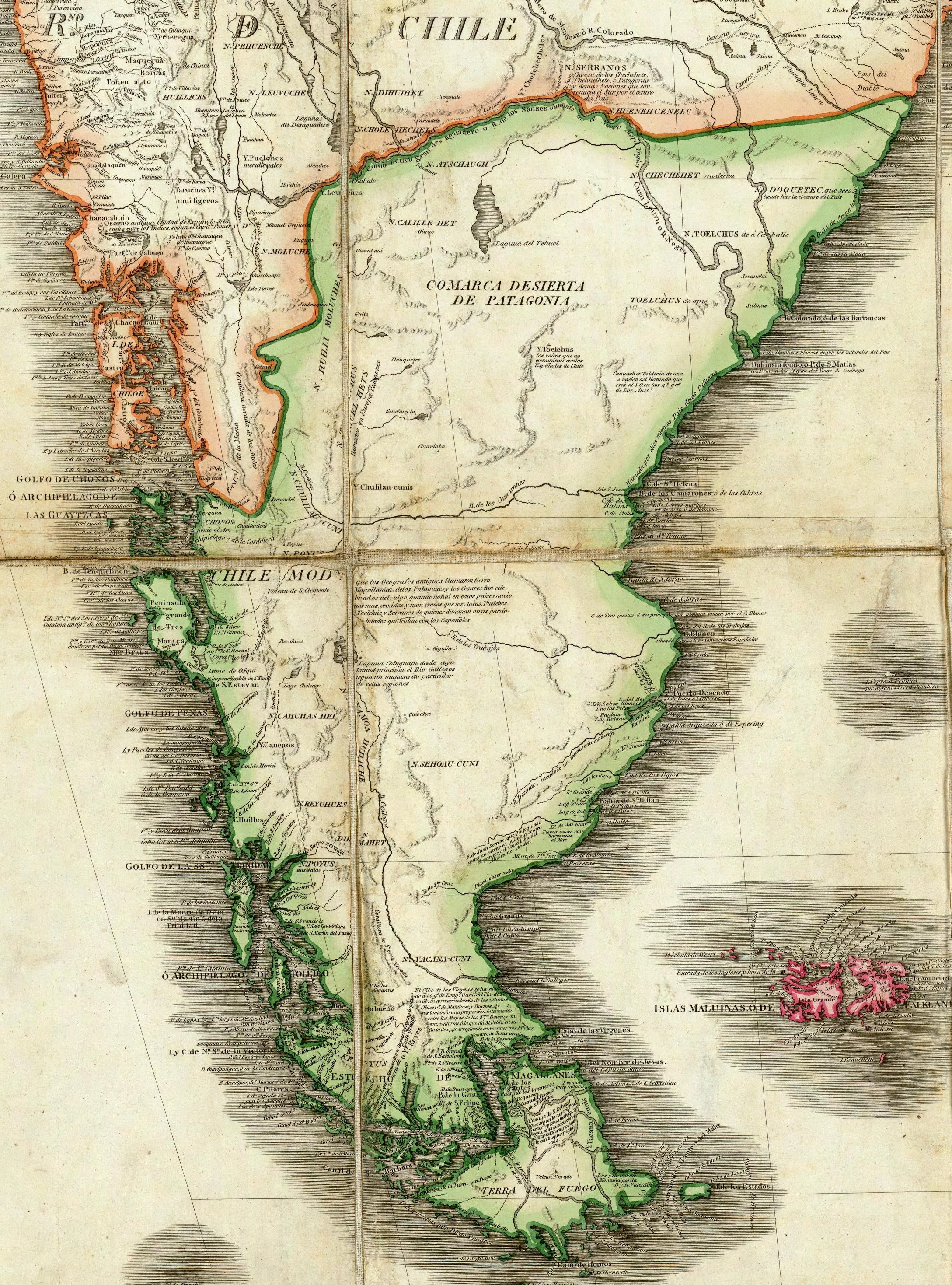
Cartographie de Juan de la Cruz Cano y Olmedilla  en 1755

#### Début de la colonisation et de l'évangélisation

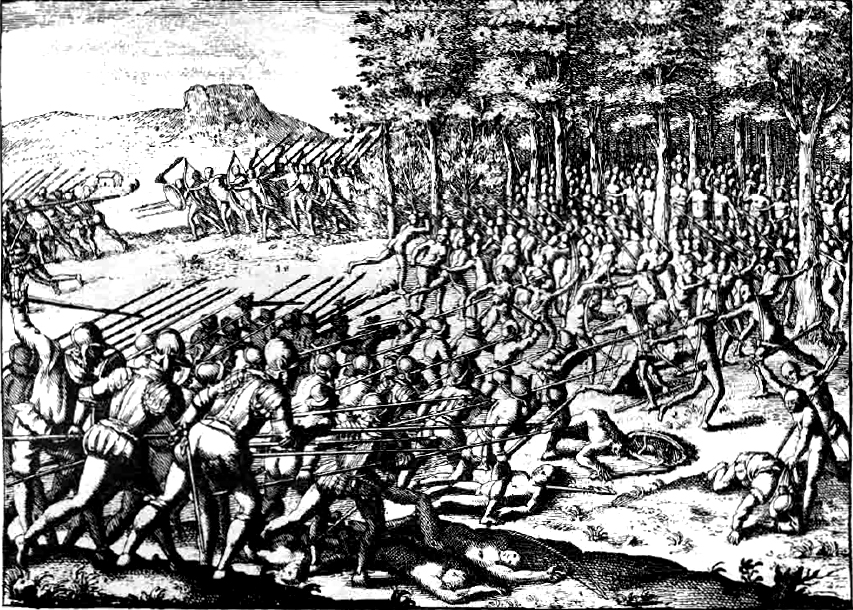
La guerre d’Arauco

En 1535, les conquistadores espagnols tentent de conquérir le territoire de la vallée de Chili en combattant les Incas. Pedro de Valdivia en 1536 fonde une série de villages comme « Santiago del Nuevo Extremo », le 12 février 1541 qui est l'actuelle capitale du Chili ou bien « Santa María la Blanca de Valdivia » le 9 février 1552 qui est l'actuelle Valdivia.
Pedro de Valdivia poursuit sa campagne militaire contre les amérindiens Mapuches. Ainsi commence un long conflit qui se nomme la guerre d’Arauco que Alonso de Ercilla relate dans son œuvre La Araucana en 1576. Pedro de Valdivia meurt en 1553 à la suite d’une insurrection des Mapuches. Le 23 février 1554, les troupes du célèbre chef Mapuches Lautaro affrontent l'armée espagnole lors de la bataille de Marihueñu. Les Espagnols sont battus, et les Mapuches poussent leur avantage en détruisant Concepcion, et la plupart des positions espagnoles d'Araucanie. Les principales invasions des Amérindiens du sud du Chili interviennent de 1598 à 1655 et les affrontements vont durer jusqu'au XIXe siècle.
Dans la seconde moitié du XVIIe siècle, le père Diego Rosales parcourut les rives du lac Nahuel Huapi et arriva jusqu'au volcan Lanín.
En 1670, le padre Nicolás Mascardi établit une mission dans l'actuelle province de Río Negro et fonda la Réduction de Nuestra Señora de Nahuel Huapi, mission catholique en particulier des membres de la Compagnie de Jésus.

#### Explorations et expéditions scientifiques
- Juan Ladrillero parti le 17 novembre 1557 de Valdivia, atteint l'île de la Désolation (entrée occidentale du détroit de Magellan) et explore durant 5 mois le détroit puis revient le 15 janvier 1559 à Valdivia avec de nombreux détails et informations géographiques et cartographiques mais sans la preuve de richesses escomptées. Au contraire ses informations concluront que ces Terres sont inhospitalières et inhabitables. Il est considéré comme le second navigateur après Fernand de Magellan à traverser le détroit, et le premier de l'ouest vers l'est et en aller-retour.
- Pedro Sarmiento de Gamboa parti du Pérou le 11 octobre 1579, a pour objectif de se rendre à Séville par le détroit de Magellan. Il sera le premier à le parcourir d'ouest en est. Puis sur les ordres de Philippe II d'Espagne, P. S. de Gamboa repart de Cadix avec 15 navires et 3 000 militaires et civils vers le détroit afin de le fortifier et d'y installer une colonie. À la suite de nombreux déboires (naufrages, mutinerie, pertes humaines...) il arrive avec seulement huit navires le 2 février 1584. Il installe un campement au cap Virgenes, à la pointe nord de l'entrée orientale du détroit, avec 183 soldats, 68 hommes, 13 femmes et 11 enfants appelé la Colonia del nombre de Jesús. Mais l'endroit est estimé peu sûr et P. S. de Gamboa décide d'un nouveau camp fortifié, nommé Ciudad del Rey Don Felipe, plus à l'ouest dans le détroit. Mais quelque temps plus tard cette colonie ne put survivre à la rigueur du climat et à la malnutrition. En 1586, le navigateur anglais Thomas Cavendish découvrit trois survivants dans les ruines du fort qu'il renomma Puerto del Hambre (en français : port de la Faim)[3].
- Jacob Le Maire et Willem Schouten découvrent le détroit de Le Maire (en espagnol : estrecho de Le Maire), le 24-25 janvier 1616 et le 29 janvier le cap Horn
- L'expédition Garcia de Nodal explore les confins austraux de la Patagonie. Les accomplissements de cette exploration en ces lieux inconnus sont remarquables et de toute importance.

#### Circumnavigation et navigateurs célèbres

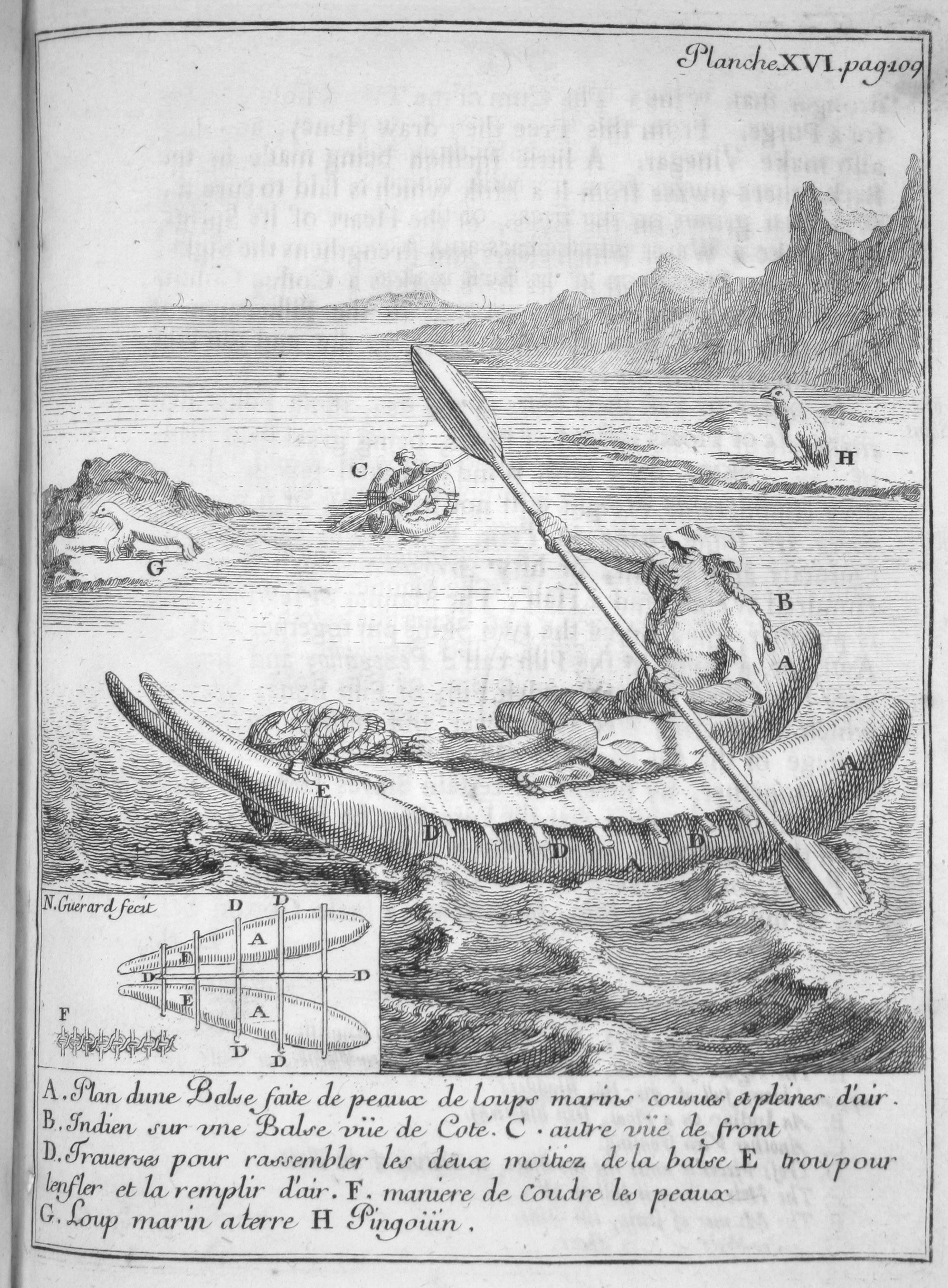
Croquis de Amédée François Frézier lors de son voyage le long des côtes de l'Amérique du Sud

La Patagonie vit passer des navigateurs et explorateurs célèbres :

En 1526 Francisco de Hoces a pu dépasser les 55° S à la suite d'une tempête qui poussa les sept navires de la flotte qu'il commandait au Sud de la Terre de Feu. Ce qui le ferait premier Européen en cette zone australe juste après Fernand de Magellan. Mais cela n'a jamais pu être confirmé.
- Francis Drake en 1578 et John Hawkins
- Thomas Cavendish surnommé le « Navigateur » ; tour du monde (1586-1588)
- John Davis navigateur anglais, découvre les Malouines en 1592
- Jacques L'Hermite en 1624
- Jacques Gouin de Beauchêne en 1701 et qui fut le premier Français à franchir le cap Horn d'ouest en est
- Amédée François Frézier en 1713 (?)
- George Anson lors de son tour du monde en 1740
- Georges Claraz en 1865 et qui fut le premier homme blanc à parcourir le nord de la Patagonie (Rio Negro et Rio Chubut).
- John Byron avec George Anson puis lors d'un second voyage de 1764 à 1766
- Louis Antoine de Bougainville accompagné de Philibert Commerson en 1768
- Lieutenant de vaisseau sur le navire HMB Endeavour, James Cook, lors de sa première expédition double le cap Horn entre le 16 et le 20 janvier 1769 dans d'excellentes conditions et atteint le Pacifique. Sa seconde expédition franchit de nouveau le Cap Horn en passant par la Terre de Feu du 11 novembre au 24 décembre 1774.
- Jean-François de La Pérouse en 1786

### La Patagonie duXIXeauXXIesiècle

#### Colonisation

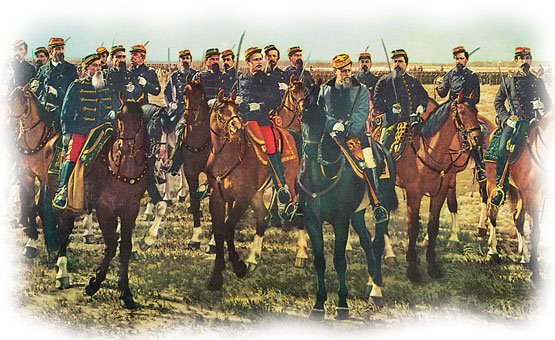
Cavalerie lors de la conquête du Désert

##### Argentine

###### La Conquête du Désert
La conquête du Désert ou campagne du Désert (en espagnol : conquista del Desierto) fut une série de campagnes organisées par le pouvoir argentin et exécutées par l'armée sous les ordres du général futur président Julio Argentino Roca. L'objectif est de coloniser toutes les régions du sud de la région de la Pampa et de la Patagonie orientale, jusqu'alors appartenant au peuple Mapuche. Cette conquête s'effectua en trois phases (ou campagnes) :
- Campagne d'Adolfo Alsina de 1875 à 1877 :

En 1875, Adolfo Alsina, alors ministre de la guerre construit la Tranchée d'Alsina, une véritable frontière longue de 374 kilomètres, qui servit de limite pour les territoires non conquis. Cette ligne de démarcation imposée aux Mapuches a considérablement réduit leur terrain de chasse. Il y eut de nombreuses confrontations.
- Campagne de Julio Argentino Roca de 1877 à 1880 :

Cette campagne fut beaucoup plus violente car J. A. Roca, nouveau ministre de la guerre après la mort d'A. Alsina, préconisait la lutte et la guerre. À la fin de 1878, il lança sa première offensive dans la région située entre la tranchée d'Alsina et le Río Negro par des attaques systématiques et soutenues contre les établissements amérindiens.
En 1879, avec 6 000 soldats armés de fusils, la deuxième offensive commença et avança jusqu'au río Negro et río Neuquén.
- Campagne finale de 1880 à 1884 :

J. A. Roca devient président de l'Argentine en 1880. Il décide de conquérir les territoires situés au sud du Río Negro, et ordonne la campagne de 1881 sous le commandement du colonel Conrado Villegas.
En un an, ce dernier conquit la province de Neuquén soit 94 078 km2 pour atteindre río Limay. La dernière bataille fut livrée en l'actuelle province de Chubut le 18 octobre 1884 contre un groupe d'Amérindiens de plus de 3 000 membres commandés par Modesto Inacayal, cacique de ces résistants Tehuelches. Ce furent 224 686 km2 de terres conquises supplémentaires.
Aujourd'hui la Conquête du Désert est très controversée et suscite des polémiques. En effet des historiens argentins ont démontré qu'il s'agissait d'un génocide.
Poursuivis et chassés par des mercenaires au service des propriétaires terriens anglais, les indigènes Yamanas et Onas sont abattus par ces chasseurs qui étaient rémunérés en fonction du nombre de testicules, de seins (une livre) ou de paires d'oreilles (une demi-livre) qu'ils rapportaient. Des familles entières furent également exhibées publiquement, montrées en spectacle, notamment lors de l'exposition universelle de Paris en 1889.

###### Autres colonisations

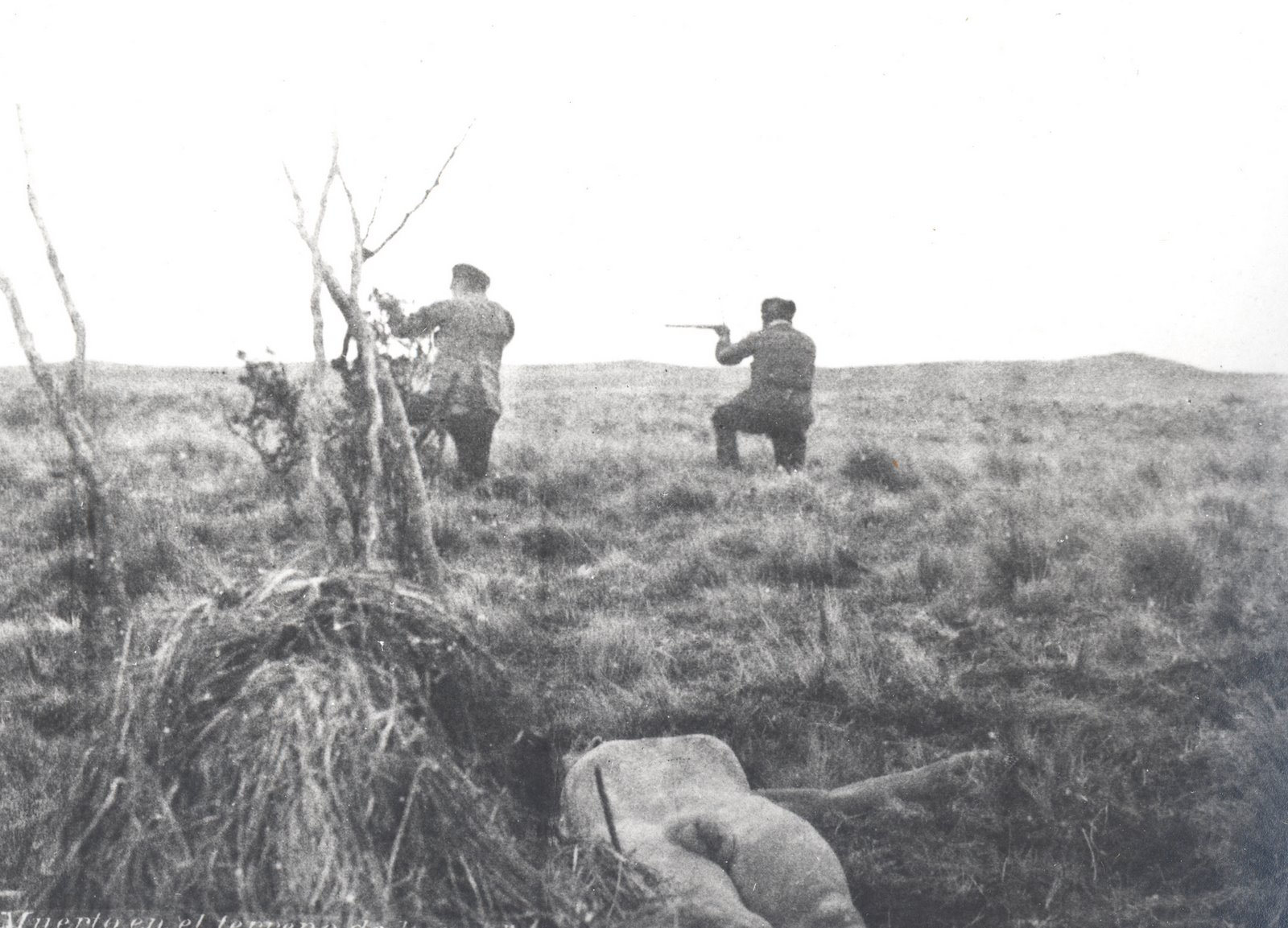
Photographie d'une scène de massacre par les mercenaires de Julius Popper

- Une colonisation galloise du Chubut s'installe à partir de 1865 dans la vallée inférieure du Río Chubut dans l'actuelle province de Chubut. Elle fut menée par des immigrants gallois qui arrivèrent sur le voilier Mimosa, échappant à la nouvelle religion que les souverains anglais cherchaient à imposer sur leurs terres natales.
- Une ruée vers l'or se développe à la fin du XIXe siècle (entre 1883 à 1909) et notamment au sud de la Patagonie sur la côte et les îles du canal de Beagle.
- Julius Popper, explorateur, aventurier et ingénieur roumain établit sa dictature dans la province argentine de la Terre de Feu en organisant un génocide des Amérindiens Selknams à la fin du XIXe siècle.

###### Évangélisation
Des missions salésiennes sont développées jusqu'en Terre de Feu et sur l'île Dawson notamment avec le père Alberto Maria De Agostini. Une mission de pasteurs anglicans dirigée par Thomas Bridges s’installa dans les environs du canal Beagle en 1870, formant un premier établissement tout proche de l’emplacement de la future ville, Ushuaïa. De cette époque date la plus ancienne construction en Terre de Feu, la Casa Stirling édifiée par le missionnaire anglican Waite Stirling, futur premier évêque des Îles Falkland situées au large de l'Argentine. Martin Gusinde, jésuite vécut de 1918 à 1924 en Terre de Feu et étudia les Amérindiens qui y vivaient encore.

##### Chili

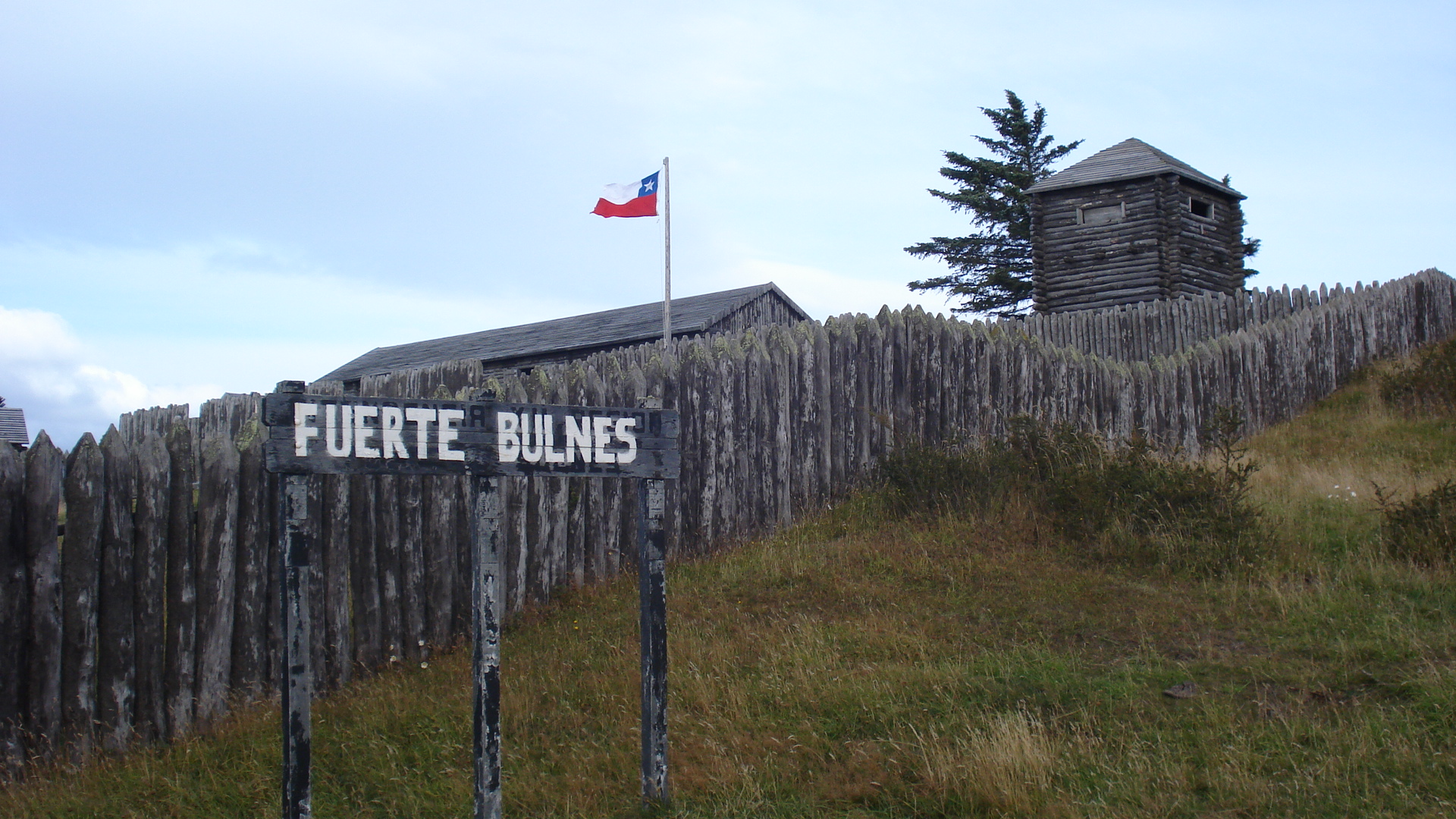
Fort Bulnes, au sud de Puntas Arenas

Les affrontements avec les Amérindiens ont lieu jusque vers le milieu du XIXe siècle pour la possession des terres les plus australes. Durant une longue période, le fleuve Biobío marque la frontière entre l'empire espagnol "territoire conquis" et le wallmapu "territoire Mapuche". Le 18 septembre 1810, un groupe de Créoles profite des invasions napoléoniennes en Espagne pour initier un processus d’autodétermination et constituer une junte. Commence ainsi une période connue sous le nom de Patrie ancienne, qui va durer jusqu’au désastre de Rancagua en 1814. L’armée des Andes libère le Chili le 12 février 1817. L’année suivante, l’indépendance du Chili est déclarée et le pays est placé sous l’autorité de Bernardo O'Higgins. Le pays s'organise et commence à étendre son influence sur le continent tant au nord qu’au sud. En 1839, le Chili tente de prendre le contrôle des régions australes. Il étend son territoire en Araucanie et colonise Llanquihue, Osorno et Valdivia en faisant venir des colons allemands. La région de Magellan est incorporée avec la prise de possession du détroit de Magellan le 21 septembre 1843 et poursuit sa colonisation au sud de la Patagonie avec la création de la première colonie en ces lieux, Fort Bulnes puis Punta Arenas et l'investiture de l'île Navarino. Enfin, la colonisation du territoire austral se termine avec la « pacification » de l’Araucanie en 1881, qui n'était en rien une pacification, elle avait pour but de prendre le territoire du peuple Mapuche, par la suite les Mapuches perdirent leur autonomie, leur souveraineté.

#### Le «Royaume d'Araucanie et de Patagonie»
En 1860, Antoine de Tounens (1825-1878), un avoué français originaire du Périgord, débarque en « Araucanie » (dans le centre du Chili actuel), avec le projet de créer un royaume. Promettant des armes aux  Mapuches et profitant d'une légende d'un sauveur blanc qui les mènera à la victoire, il gagne à ses projets l'enthousiasme de quelques lonco Mapuches qui voient en lui le sauveur qui les libérera des autorités chiliennes, et l'élisent toqui (chef de guerre) suprême des Mapuches,,,,. Par deux ordonnances du 17 novembre 1860 et du 20 novembre 1860, il fonde le Royaume d'Araucanie et de Patagonie avec lui-même comme roi. Il écrit dans ses mémoires : « Je conçus le projet de me faire nommer chef des Araucaniens. Je m'ouvris à ce sujet à plusieurs caciques des environs de l'Impérial, et, après avoir reçu d'eux le meilleur accueil, je pris le titre de roi, par une ordonnance du 17 novembre 1860, qui établissait les bases du gouvernement constitutionnel héréditaire fondé par moi » « Le 17 novembre, je rentrai en Araucanie pour me faire reconnaître publiquement roi, ce qui eut lieu les 25, 26, 27 et 30 décembre dernier. N'étions-nous pas libres, les Araucaniens de me conférer le pouvoir, et moi de l'accepter? ». Trois jours plus tard, le 20 novembre 1860, par une ordonnance il déclare « La Patagonie est réunie dès aujourd'hui à notre royaume d'Araucanie » ,.
Arrêté par les troupes chiliennes le 5 janvier 1862, il est déclaré fou le 2 septembre 1862, par la cour de justice de Santiago qui ordonne son internement dans un asile d'aliénés. Grâce à l'intervention du consul général de France, il est renvoyé en France le 28 octobre 1862. Là, il lance une souscription en faveur de son royaume qui ne rencontre que les moqueries de la presse. Ayant néanmoins tenté à plusieurs reprises de regagner l'Araucanie, il sera expulsé à chaque fois par les autorités chiliennes ou argentines, et mourra à Tourtoirac (Dordogne) en 1878.
Jean Raspail a écrit un récit qui reprend cet épisode historique, publié en 1981 : Moi, Antoine de Tounens, roi de Patagonie.

#### Explorations et expéditions

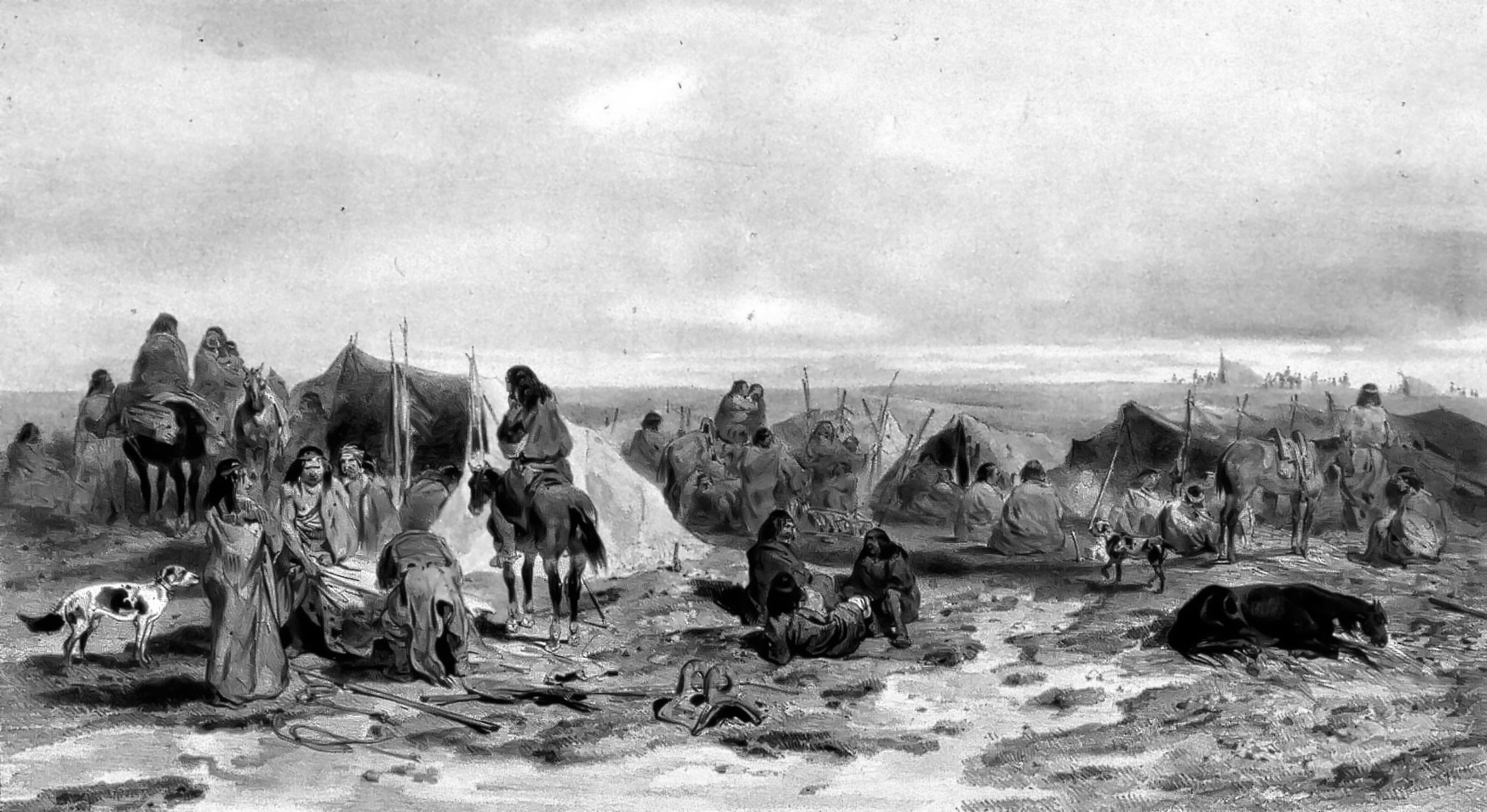
Campement de Patagons au Havre Peckett, détroit de Magellan. Expédition par les bateaux français Astrolabe et Zélée sous le commandement de Jules Dumont d'Urville

- Entre 1826 et 1827, une expédition d'étude de l'Amérique du Sud et de la Patagonie avait impliqué l'HMS Adventure et l'HMS Beagle sous le commandement général de l'australien Philip Parker King. Durant l'expédition, le capitaine du Beagle, Pringle Stokes, se suicida et il fut remplacé par un jeune aristocrate Robert FitzRoy. À leur retour le 14 octobre 1830, le capitaine P. P. King se retira et le 25 juin 1831, FitzRoy âgé de 26 ans fut nommé commandant de la seconde expédition du Beagle.
- Le second voyage de l'HMS Beagle avec à son bord le jeune étudiant en théologie Charles Darwin qui profite de ce voyage pour établir sa réputation de naturaliste en décrivant avec détails les plantes, animaux, fossiles et régions rencontrés, publie le récit de son voyage en 1838 avec Le Voyage du Beagle et devient célèbre avec sa théorie de l'évolution par la sélection naturelle et son livre de 1859, L'Origine des espèces, directement inspirés de son expérience à bord du Beagle.
- La Romanche fut un bâtiment de la marine française qui emmena l'expédition pluridisciplinaire française de la Mission scientifique du Cap Horn entre 1882 et 1883, avec les botanistes Paul Hariot, Adrien Franchet, l'ornithologue Émile Oustalet entre autres.
- Le français Alcide Dessalines d'Orbigny, explorateur, malacologiste et paléontologue embarque le 30 juin 1826, à bord de la corvette La Meuse et commence son voyage de sept années et sept mois tout autour de l'Amérique du Sud.
- Allen Francis Gardiner (1794–1851), commandant à la Royal Navy
- Thomas Bridges (1842 – 1898), missionnaire anglican en Terre de Feu
- C'est en septembre 1865 que Georges Claraz naturaliste et explorateur suisse, ouvre la porte de la Patagonie septentrionale à la recherche scientifique, en explorant et en décrivant en premier les zones comprises entre la rivière Rio Negro et la rivière Rio Chubut.

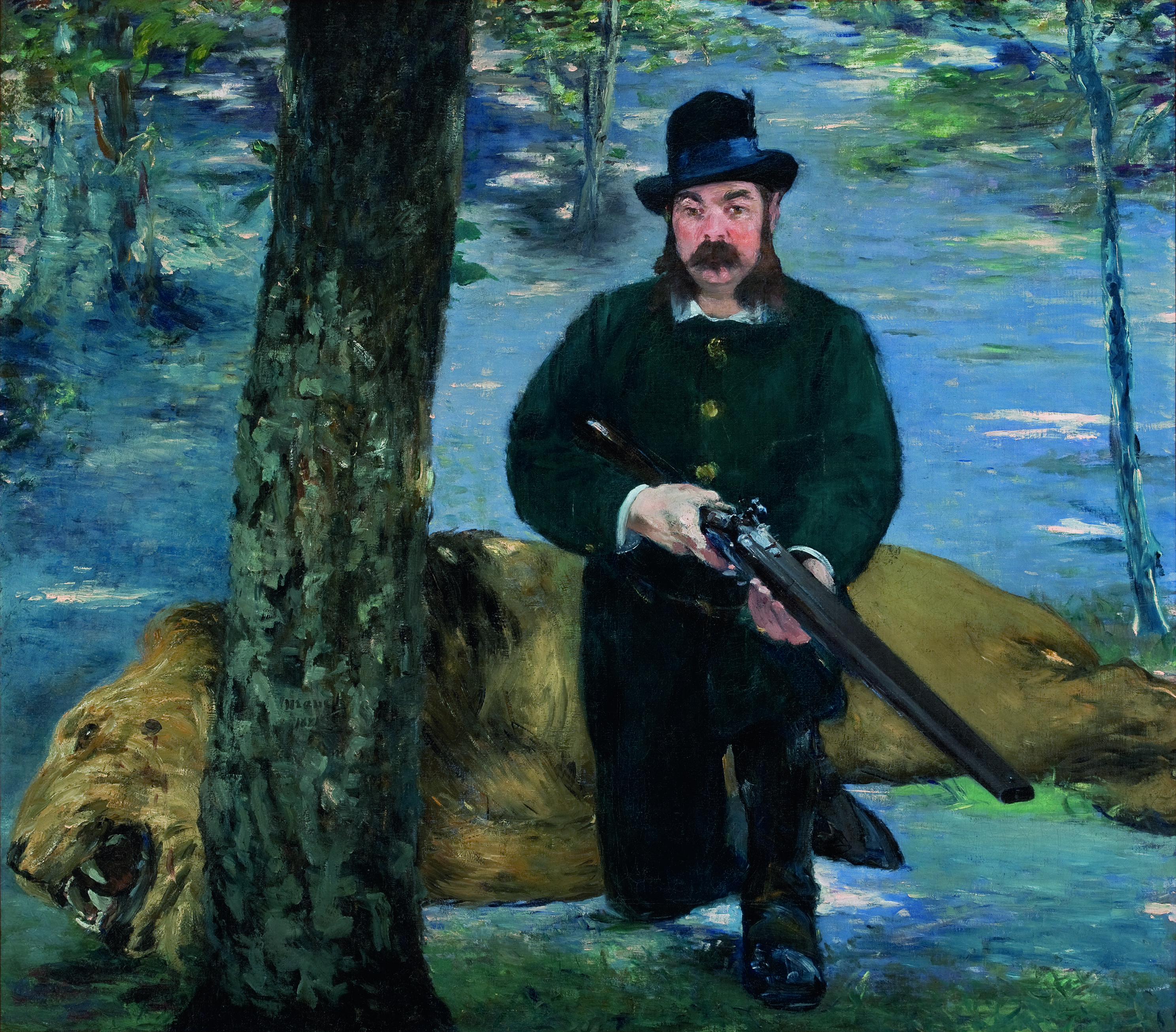
Le portrait de Eugène Pertuiset par Édouard Manet en 1881

- En 1873, Eugène Pertuiset, aventurier et explorateur français, célèbre pour son portrait M. Pertuiset, le chasseur de lions réalisé par Édouard Manet, explore la partie Nord de la Terre de Feu à la recherche d'une ancienne civilisation Inca. Il se détournera de cet objectif pour l'intérêt aurifère. Il sollicita des autorités l'achat de terres en Terre de Feu et sur l'île Dawson sans résultat[28],[29].
- Francisco Moreno, naturaliste et explorateur argentin.

et aussi, José Quiroga Méndez (1707-1784), missionnaire et explorateur espagnol.

#### Circumnavigation et navigateurs célèbres
- Jules Dumont d'Urville entreprit en 1837 une expédition dans les régions de l’Océan Antarctique. L’Astrolabe et la Zélée partirent de Toulon le 11 septembre 1837 et le 13 novembre mouillèrent dans la rade de Rio de Janeiro. Le 11 janvier 1838, elles quittèrent la Terre de Feu et s’avancèrent vers les glaces antarctiques.
- Otto Nordenskjöld qui avait mené des expéditions minéralogiques en Patagonie dans les années 1890 et Jean-Baptiste Charcot s'arrêtèrent aux Îles de l'An Nouveau au nord de l'île des États en 1903 afin de régler leur instruments de mesure avant leur expédition en Antarctique.
- De nos jours le cap Horn se voit « doubler » par de grandes courses autour du monde à la voile comme les Global Challenge, The Race, Around Alone, Whitbread, Volvo Ocean Race, Trophée Jules-Verne, Barcelona World Race, Vendée Globe. Le tour du monde peut être réalisé dans les deux sens, d'est en ouest ou d'ouest en est. Mais en raison des vents et des courants dominants favorables le parcours d'ouest en est, est le plus rapide et le plus apprécié de la majorité des skippers et des équipages qui se lancent dans une circumnavigation.

#### Transformation en deux pays et expansion économique
En 1881, la Patagonie sera officiellement partagée entre l'Argentine et le Chili, mais les frontières entre les deux pays ne seront définitivement fixées qu'en 1902, à la suite d'un arbitrage rendu par le roi d'Angleterre, Édouard VII. Au Chili, les années qui suivent sont marquées par une période de prospérité économique, par une instabilité politique et le début du mouvement prolétaire appelé Cuestión Social mais le XXe siècle est marqué par une instabilité économique et des coups d'État. Surnommé le « jaguar » de l’Amérique du Sud, le Chili est aujourd’hui un des pays les plus stables économiquement d'Amérique latine. Il a réussi, par exemple, à réduire la pauvreté de moitié durant les quinze dernières années. L’agriculture et l’élevage sont les principales activités des régions du centre et du sud du pays. L’exportation de fruits et légumes atteint des niveaux historiques car le marché s’ouvre aux marchés européen et asiatique depuis les années 1990. Le Chili connaît aussi une forte croissance dans le domaine de la pêche. Ainsi, le pays est devenu le premier exportateur de saumon en dépassant les niveaux de la Norvège en 2006. Il y a de nombreux élevages de saumon établis dans le lit des fleuves au sud du Chili.
En Argentine, entre 1880 et les années 1920, l'arrivée massive d'immigrants européens et de capitaux étrangers génère un essor économique remarquable.
En 1913, à son apogée économique, l'Argentine était l'un des pays les plus riches du monde. La laine et la viande de la pampa et de la Patagonie approvisionnent le monde entier. Mais par son instabilité politique et économique désastreuse au cours des années suivantes le pays accumule une lourde dette externe (en janvier 2005, 76 milliards d'euros) qui plombe son expansion. Cependant à partir de 2003, la croissance économique repart et en 2005 elle atteint 9,2 %. En 1920-1921, les travailleurs ruraux de la province de Santa Cruz firent grève pour protester contre les conditions d'exploitation des estancieros, généralement Anglais. Face à la répression des milices patronales et de la police, les ouvriers attaquèrent certaines estancias et prirent des armes. En janvier 1921, le lieutenant colonel Varela conduisit des troupes pour écraser le soulèvement. Le solde final de la répression s'éleva à 1 500 grévistes fusillés.

### Divisions territoriales et conflits

La Région de Magallanes y de la Antártica Chilena en 2007

Depuis la colonisation, les désignations des frontières entre les deux pays ont toujours été conflictuelles même si depuis 1984, l'intensité des litiges a fortement diminué voire disparu il reste des zones frontalières non définies comme le montre la partie blanche au nord sur la carte ci-contre : 
La Région d'Araucanie a connu un processus progressif d'incorporation à travers la construction de forts, l’installation de colons et de troupes militaires et la réalisation de parlements. Le Chili renonce au territoire de la Patagonie orientale et de la Puna d’Atacama et les cède à l’Argentine après le traité de 1881. Au niveau international, sous arbitrage britannique, on résout les problèmes de frontières avec l’Argentine dans la zone australe des Andes. Ce litige porte sur le tracé de la frontière, le Chili prétendant que celle-ci suit la ligne de partage des eaux, alors que l'Argentine défend le principe des plus hautes cimes. Ces deux lignes ne coïncident pas dans cette zone
La reine Élisabeth II du Royaume-Uni octroie les îles Lennox, Nueva et Picton au Chili, îles dont la souveraineté est disputée par l'Argentine. Les deux pays se sont engagés à accepter l'arbitrage britannique, en 1967. Cependant Jorge Rafael Videla déclare le jugement nul, et la possibilité d’une guerre avec l’Argentine est imminente. Il faut ajouter la possibilité d’un cuadrillazo (guerre avec l’Argentine, le Pérou et la Bolivie). Éclate le conflit du Beagle, dans lequel le Chili est opposé à l’Argentine. Le Chili tente de résoudre le différend par la médiation du pape Paul VI, mais sa mort et celle de son successeur, Jean-Paul Ier, aggravent la situation. Les troupes chiliennes sont mobilisées à Punta Arenas. La marine chilienne lève l'ancre pour aller affronter celle de l’Argentine, le 22 décembre 1978. Une tempête dans les eaux de Patagonie évite le premier affrontement, tandis que Jean-Paul II appelle, via les médias, à une médiation entre les deux pays, laquelle est acceptée par l’Argentine. Le conflit sera finalement réglé par le « traité de Paix et d’Armistice » (en espagnol : Tratado de Paz y Amistad), signé le 29 novembre 1984 au Vatican.
Aux îles Malouines, l'Argentine obtint son indépendance de l'Espagne en 1816 et occupa les îles en 1820 avec une colonie pénitentiaire qui fut rapidement abandonnée. En 1833, le Royaume-Uni y établit une colonie, mais l'Argentine maintint depuis sa revendication territoriale. En 1981, les militaires argentins alors au pouvoir, qui étaient confrontés à une grave crise économique, voulaient redorer leur blason par un coup d'éclat en s'emparant des îles Malouines en exaltant le nationalisme de leurs compatriotes. Éclate alors la guerre des Malouines en avril 1982. En 2009, l'Argentine a remis la délimitation de son plateau continental à l'ONU qui inclut les Malouines revendiquées depuis 1833 par les Britanniques.

### Externalisation des terres et controverses
La réalisation en 2004-2005 de la première enquête argentine sur les peuples Amérindiens, après que, dès 1895, les recensements nationaux eurent cessé de considérer la présence des Amérindiens dans le pays, redonne aux Amérindiens la légitimité de réclamer leurs terres ancestrales. Dans la province de Neuquén, 2 800 familles Mapuches ont entrepris la récupération de 120 000 hectares de Pulmari. Dans la province de Chubut des Mapuches revendiquent des droits de propriété de terres comprises dans les 900 000 hectares de l'estancia appartenant à l'entreprise Benetton. Ted Turner possède 5 000 hectares dans le parc national Nahuel Huapi et y interdit l'accès au río Traful ; le milliardaire Joe Lewis, qui possède 14 000 hectares près de El Bolsón refuse l'accès au lac Escondido.
Cependant en 2002, Douglas Tompkins, fondateur de la société The North Face, offre à l'Argentine 62 200 hectares pour la création du parc national Monte León

## Géopolitique
La Patagonie fut partagée entre l'Argentine et le Chili en 1881. Il y a donc deux Patagonie sur le plan politique.

### Argentine et la Patagonie

#### Divisions administratives et villes principales
La Patagonie argentine, soit 786 983 km2 de territoire, est administrée par cinq provinces (du nord au sud) :
- La province de Neuquén, dont la capitale est Neuquén, et aussi d'autres villes comme Junín de los Andes, San Martín de los Andes, Zapala, Villa La Angostura, Aluminé
- La province de Río Negro, dont la capitale est Viedma, et aussi d'autres villes comme San Carlos de Bariloche, El Bolsón
- La province de Chubut, dont la capitale est Rawson, et d'autres villes comme Trelew, Puerto Madryn, Comodoro Rivadavia, Esquel
- La province de Santa Cruz, dont la capitale est Río Gallegos, et d'autres villes comme Puerto Santa Cruz, Puerto Deseado, El Calafate, Perito Moreno, Puerto San Julián, Gobernador Gregores
- La province de Terre de Feu, Antarctique et Îles de l'Atlantique Sud, dont la capitale est Ushuaïa, et les villes de Rio Grande, Tolhuin

Chaque province est ensuite subdivisée en départements puis en municipes (municipalités). Le ou la responsable politique est un(e) élu(e) par les habitants et est appelé(e) gobernador(ra). Le vote est obligatoire en Argentine.

#### Démographie
Pour un article plus général, voir Démographie de l'Argentine.
D'après le dernier recensement de 2001 par l'organisme officiel argentin, l'Instituto Nacional de Estadística y Censos (INDEC), la population totale des cinq provinces patagoniennes s'élève à 1 738 251 habitants, soit une densité de 2,2 habitants au km2.

### Chili et la Patagonie

#### Divisions Administratives et villes principales
Le territoire de Patagonie chilienne est pris ici au sens large, c'est-à-dire incluant intégralement la région d'Araucanie. Traditionnellement la Patagonie du Chili intégrait seulement la province de Palena et excluait la région d'Auracanie et la région des Fleuves.
La Patagonie chilienne, soit 353 549 km2 de territoire, est administrée en régions (du nord au sud) :
- La région d'Araucanie ou la IXe région, dont la capitale est Temuco, et d'autres villes comme Angol
- La région des Fleuves ou la XIVe région, dont la capitale est Valdivia
- La région des Lacs ou la Xe région, dont la capitale est Puerto Montt, et d'autres villes comme Osorno, Castro, Chaitén
- La région Aisén del General Carlos Ibáñez del Campo ou la XIe région, dont la capitale est Coyhaique
- La région de Magallanes et de l’Antarctique chilien ou la XIIe région, dont la capitale est Punta Arenas, et d'autres villes comme Puerto Natales, Porvenir, Puerto Williams

Chaque région est ensuite subdivisée en provinces puis en municipes (municipalités).
En octobre 2005, le gouvernement du Chili a étudié le projet de loi pour la création de deux nouvelles régions : la XV Région d'Arica et Parinacota, avec Arica comme capitale, comme division de la Région actuelle de Tarapacá. La XIV Région des Fleuves, avec Valdivia comme capitale, comme division de la région actuelle de Los Lagos. Le même projet de loi propose la création de deux nouvelles provinces : « El Tamarugal », dans la (nouvelle) Région de Arica et Parinacota et « Ranco », dans la nouvelle « Région des Fleuves ». Un autre projet veut éliminer la numération des régions, ce qui régira depuis le 1er janvier 2008. Le 19 décembre 2006, le Congrès chilien a accepté cette loi. Le 2 octobre 2007, la Région de los Ríos a été créée. La Région d'Arica y Parinacota a été effective le 9 octobre 2007.

#### Démographie
Pour un article plus général, voir Démographie du Chili.
D'après le dernier recensement de 2002 par l'organisme officiel des statistiques du Chili, l'Instituto Nacional de Estadísticas (INE), la population dans les cinq régions de la Patagonie chilienne s'élève à 2 557 988 habitants, soit une densité de 7,2 habitants au km2.

## Économie
Pour des articles plus généraux, voir Économie de l'Argentine et Économie du Chili.

### Production de pétrole et de gaz naturel

Carte de la répartition du pétrole et du gaz naturel en Amérique du Sud

L'Argentine est un petit producteur de pétrole, qui a atteint son pic à 920 kbbl/j en 1997 pour tomber à 763 kbbl/j en 2005 (dont 660 de brut). Les deux principaux bassins pétroliers sont la Province de Neuquén, dans le centre-ouest du pays, et San Jorge, sur la côte atlantique. Ces deux bassins, caractérisés par un grand nombre de petits gisements, sont matures. Le pays a longtemps été un exportateur significatif de pétrole, mais les exportations sont tombées à environ 50 kbbl/j en 2006 et la balance devrait s'inverser prochainement. Avec la plus faible densité humaine du pays, la Patagonie fournit à l'Argentine 75 % de sa production pétrolière [réf. souhaitée].
Le bassin austral, à la pointe sud de la Patagonie, dont le Chili détient une partie, et la fraction argentine de celui de la Province de Santa Cruz possèdent des réserves de pétrole bien moindre, mais sont plus importants pour le gaz naturel.
L'Argentine est le premier producteur de gaz d'Amérique latine (640 kbep/j), mais ses réserves s'épuisent rapidement (elles ont diminué de 18,9 % entre 2005 et 2006). Le pic de production de gaz semble avoir été franchi en 2004, et le pays importe de plus en plus de gaz bolivien.
Le principal espoir d'accroître les réserves de pétrole et de gaz se situe dans l'exploration offshore. La production future est évaluée à 5 Gbbl, un chiffre peut-être généreux (plus du double des réserves prouvées rapportées).
Dans les environs de Punta Arenas, l’exploitation des gisements de pétrole constitue une part importante pour le transport domestique (30 % du pétrole au Chili est national).
En décembre 2018, Greenpeace révèle un « scandale de pollution massive » dont s'est rendu coupable la multinationale Total au nord de la Patagonie. Une « gigantesque piscine de déchets toxiques » s'est crée, l'entreprise pétrolière étant accusée de jeter des « résidus toxiques à l'air libre, dans de gigantesques piscines creusées sans aucune protection entre les déchets et le sol ». Et ce, alors que des villages Mapuche sont installés.à moins de 5 kilomètres.

### Élevage d'ovidés

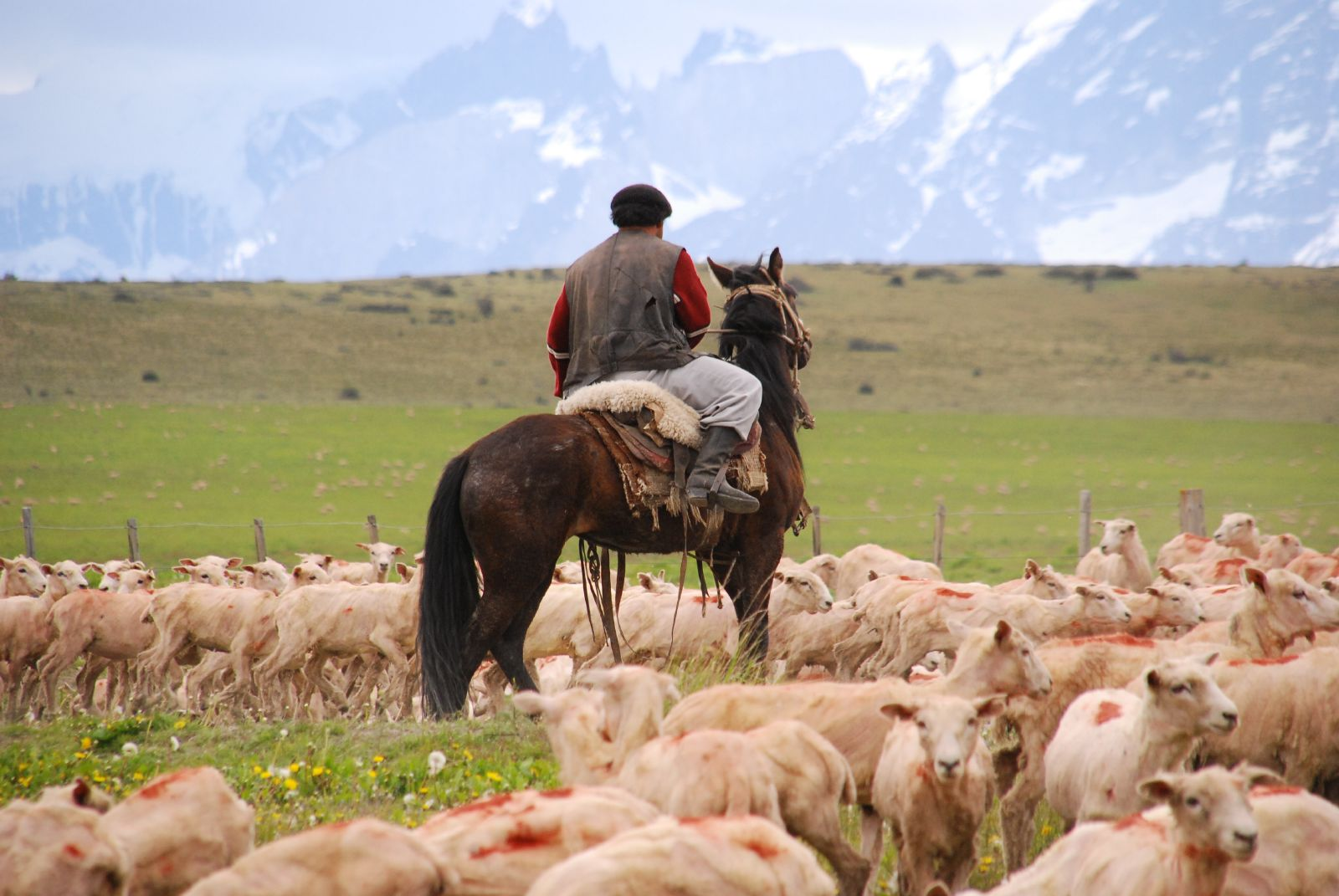
Un gaúcho en Patagonie du Chili

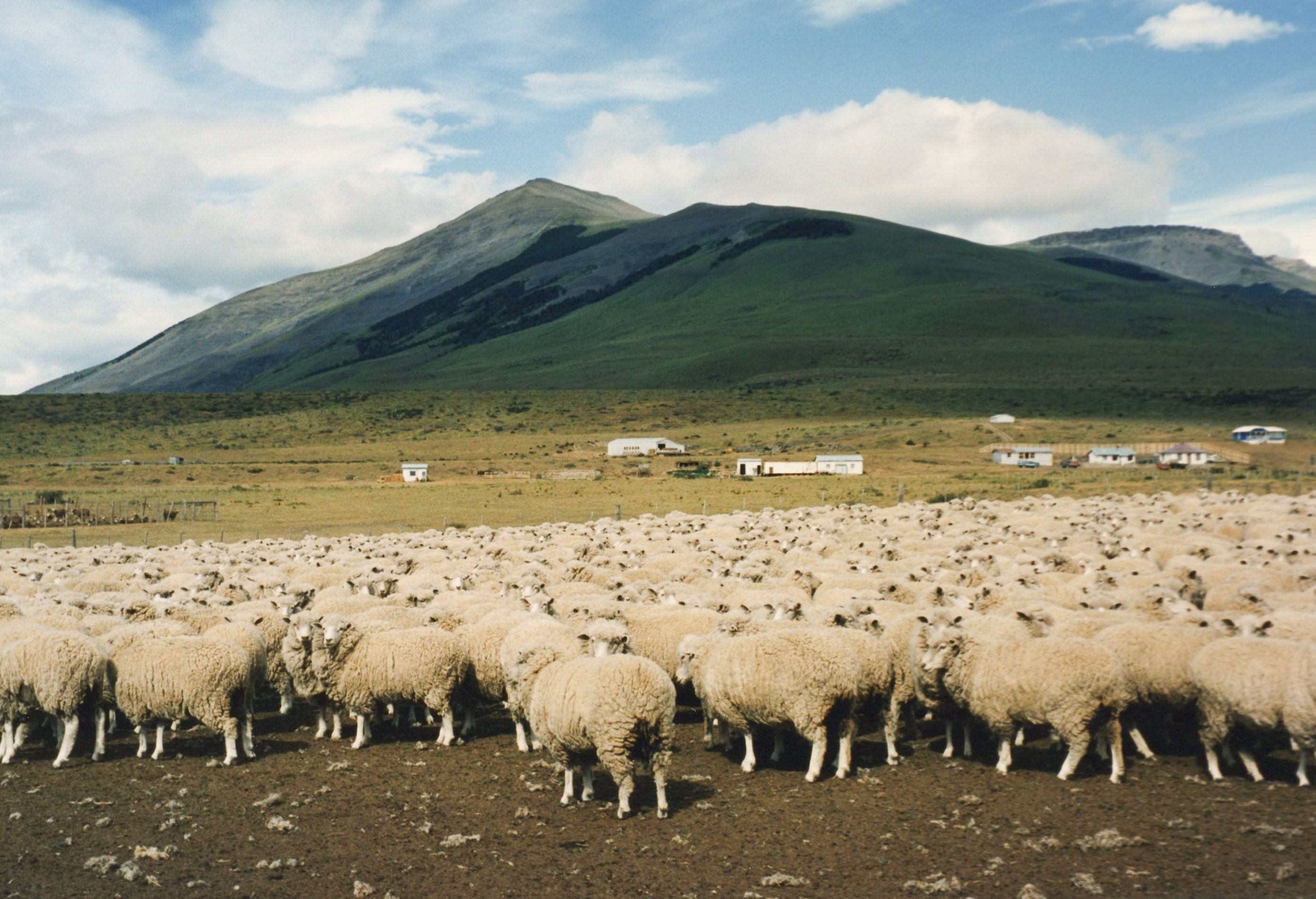
Élevage d'ovidés (moutons) à Torres del Paine

En Amérique du Sud et en particulier en Patagonie, l'élevage du mouton est une industrie encore active. L'élevage du mouton a été largement favorisé sur cette partie du continent américain par l'immigration espagnole et britannique, populations dont les pays d'origine avaient une importante industrie de l'élevage du mouton à cette époque. L'Amérique du Sud possède un assez grand nombre de moutons, mais la nation ayant le plus important cheptel ovin en 2004 (le Brésil) avait à peine plus de 15 millions de têtes, ce qui est beaucoup moins que la plupart des grands pays d'élevage. Les principaux défis que doivent relever les éleveurs de moutons d'Amérique du Sud sont la baisse phénoménale du prix de la laine à la fin du XXe siècle et la destruction de l'habitat par l'exploitation forestière et le surpâturage. La région sud-américaine la plus importante internationalement pour l'élevage du mouton est la Patagonie, qui a été la première à rebondir après la chute des prix de la laine. Avec simplement quelques rares prédateurs et pratiquement aucune concurrence pour les pâturages (le seul mammifère rival est le guanaco), la région est la mieux adaptée au monde pour élever des moutons, surtout la région du rio de la Plata dans la Pampa. La production ovine en Patagonie a culminé en 1952 à plus de 21 millions de têtes, mais est revenue à moins de dix millions aujourd'hui. La plupart des éleveurs se concentrent sur la production de laine de moutons Mérinos et Corriedale pour l'exportation mais la rentabilité a diminué avec la baisse du prix de la laine, tandis que l'industrie du gros bétail continue de croître

### Pêche et aquaculture en Patagonie d'Argentine

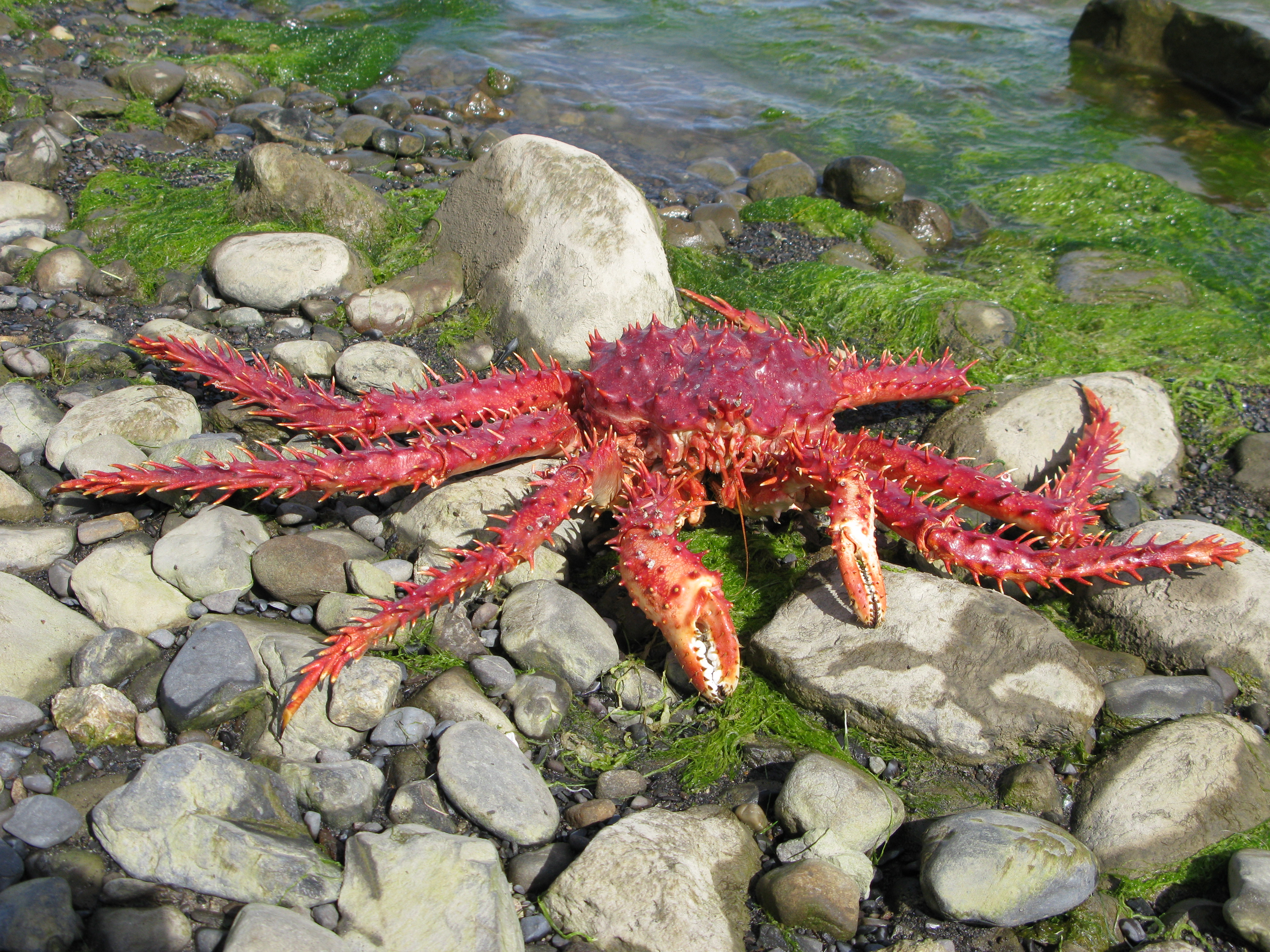
Centolla (Lithodes santolla)

La production actuelle de l'aquaculture en Argentine ne s'élève qu'à 1 647 tonnes et n'est pas significative en Patagonie.
Les chiffres suivants concernent uniquement la pêche en haute mer (poissons et fruits de mer) et exclut donc l'importante pêche en eau douce (notamment dans le Paraná et ses affluents, dans les cours d'eau et lacs poissonneux de Patagonie, etc.) :
|                          | Quantités annuelles des principaux ports de pêche de Patagonie d'Argentine (en tonnes) | Quantités annuelles des principaux ports de pêche de Patagonie d'Argentine (en tonnes) | Quantités annuelles des principaux ports de pêche de Patagonie d'Argentine (en tonnes) | Quantités annuelles des principaux ports de pêche de Patagonie d'Argentine (en tonnes) | Quantités annuelles des principaux ports de pêche de Patagonie d'Argentine (en tonnes) |
| 2001                     | 2002                                                                                   | 2003                                                                                   | 2004                                                                                   | 2005                                                                                   |                                                                                        |
| ------------------------ | -------------------------------------------------------------------------------------- | -------------------------------------------------------------------------------------- | -------------------------------------------------------------------------------------- | -------------------------------------------------------------------------------------- | -------------------------------------------------------------------------------------- |
|                          |                                                                                        |                                                                                        |                                                                                        |                                                                                        |                                                                                        |
| Puerto Madryn            | 184.306,13                                                                             | 177.643,70                                                                             | 133.081,19                                                                             | 145.189,70                                                                             | 154.770,0                                                                              |
| Ushuaïa                  | 89.259,81                                                                              | 97.423,65                                                                              | 97.683,10                                                                              | 128.205,20                                                                             | 90.393,0                                                                               |
| Puerto Deseado           | 102.456,70                                                                             | 79.554,92                                                                              | 98.252,64                                                                              | 43.634,10                                                                              | 61.859,2                                                                               |
| Comodoro Rivadavia       | 24.306,36                                                                              | 36.856,36                                                                              | 57.024,97                                                                              | 57.588,30                                                                              | 26.680,2                                                                               |
| Rawson                   | 12.537,13                                                                              | 14.509,76                                                                              | 11.518,61                                                                              | 14.913,40                                                                              | 20.369,0                                                                               |
| Necochea-Quequén         | 7.256,66                                                                               | 5.467,24                                                                               | 4.671,16                                                                               | 4.937,20                                                                               | 3.662,3                                                                                |
| Total Patagonie          | 420.122,7                                                                              | 411.455,6                                                                              | 402.231,7                                                                              | 394.467,9                                                                              | 357.733,7                                                                              |
| Total Argentine          | 877.946,5                                                                              | 882.913,4                                                                              | 839.506,3                                                                              | 873.100,2                                                                              | 856.817,1                                                                              |
| Part de la Patagonie (%) | 47,8                                                                                   | 46,6                                                                                   | 47,9                                                                                   | 45,2                                                                                   | 23,7                                                                                   |
|                          |                                                                                        |                                                                                        |                                                                                        |                                                                                        |                                                                                        |
| Source : INDEC           |                                                                                        |                                                                                        |                                                                                        |                                                                                        |                                                                                        |

### Pêche et aquaculture en Patagonie du Chili

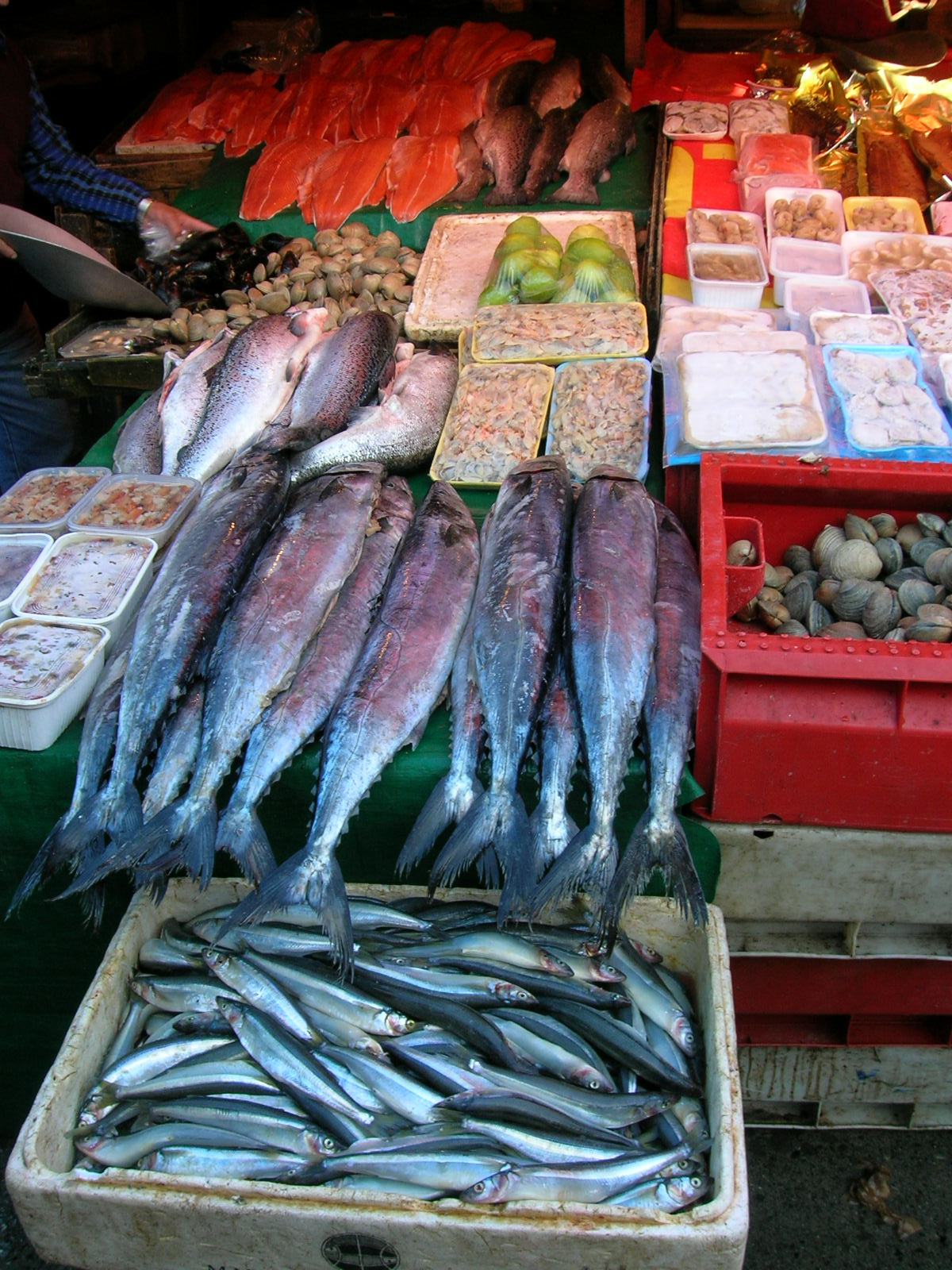
Étalage de poissons à Caleta Angelmó, Puerto Montt au Chili

Le Chili connaît aussi une forte croissance dans le domaine de la pêche. Elle arrive à la sixième place mondiale avec 4 à 5 millions de tonnes annuelles. Ainsi, le pays est devenu le premier exportateur de saumon en dépassant les niveaux de la Norvège en 2006. Il y a de nombreux élevages de saumon établis dans le lit des fleuves au sud du Chili.
87 pour cent des centres d'aquaculture et qui produisent 91 pour cent de la production nationale se trouvent en Patagonie (dans la région X, dans la région XI), pour un total de 2 400 centres d'aquaculture du pays qui fournissent un emploi direct à 24 800 personnes et un emploi indirect à 9 800. La principale production est l'élevage intensif de saumons dans des parcs marins mais l'ostréiculture, la mytiliculture ou la conchyliculture, principalement l’huître plate chilienne, des gracilaires, de la moule chilienne, de la moule choro, de la moule cholga et de l’huître plate chilienne, et enfin la culture d'algues (les gracilires (Gracilaria sp.)) sont de plus en plus développées.

### Agriculture et arboriculture fruitière
Compte tenu des conditions climatiques difficiles (vents violents et soudains, courtes périodes d'ensoleillement, zones sèches... ), l'agriculture n'y est pas tellement développée. Toutefois, dans la province de Chubut en Argentine, les habitants de trois vallées, Chubut, Colorado et Negro (appelées le Triangle de Chubut) ont développé depuis 1865 des terres agricoles (90 km de long et entre 5 et 8 km de large) grâce à des conditions climatiques favorables. Mais avec l'ouverture à la concurrence mondiale, la production notamment de céréales y reste insignifiante. Un peu plus au nord, dans la province de Río Negro, 100 000 ha de plantations fruitières produisent chaque année 700 000 tonnes de poires et de pommes.

### Exploitation de tourbières
Certaines tourbières de Patagonie font l'objet d'une exploitation industrielle pour être utilisée en horticulture et en agriculture pour sa forte rétention en eau, ce qui convient particulièrement bien aux semis des pousses de soja des immenses exploitations agricoles au nord de l'Argentine.

### Tourisme

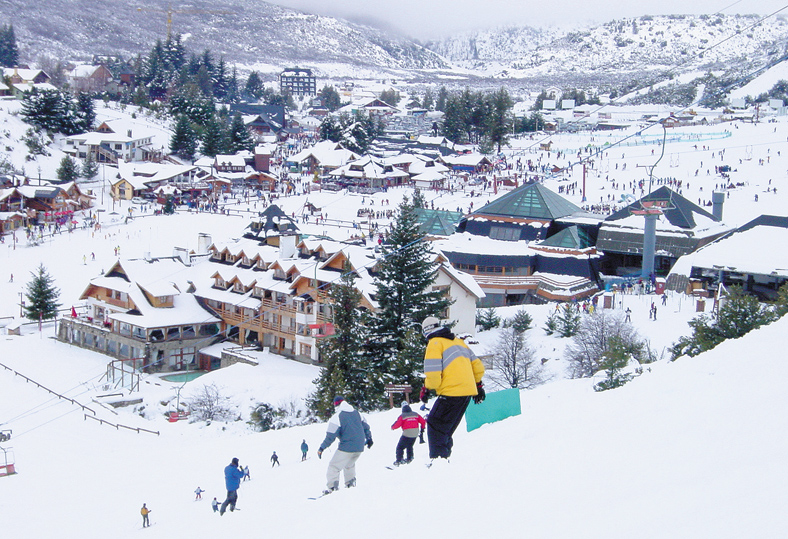
La station de ski Cerro Catedral à San Carlos de Bariloche

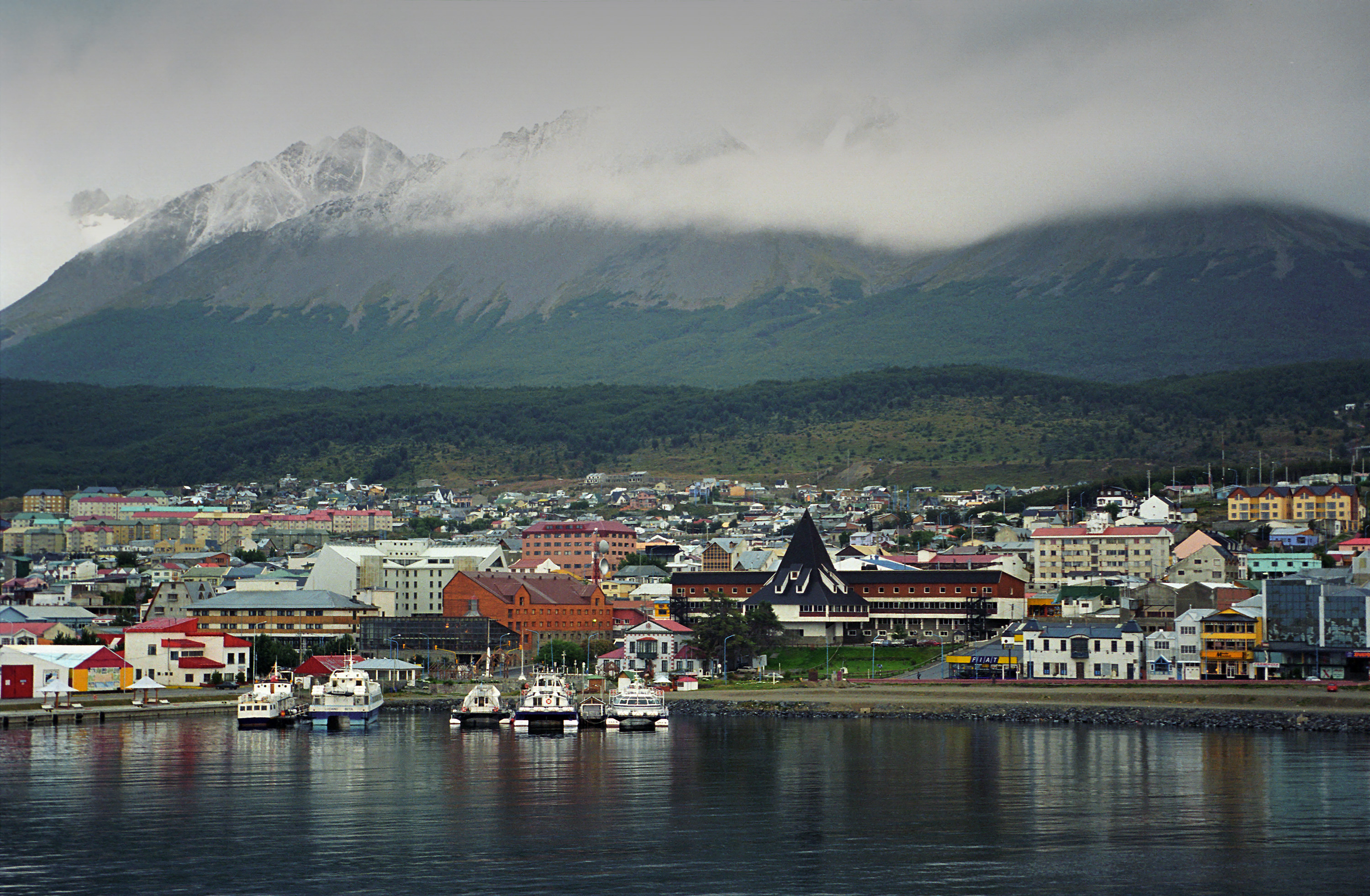
Ushuaïa

Depuis les années 1990, le tourisme au Chili est devenu une des principales ressources économiques, spécialement dans les zones extrêmes du pays (désert d'Atacama au nord, Patagonie et Terre de Feu au sud). Pendant l’année 2005, il a augmenté de 13,6 %, générant ainsi plus 1 360 millions de dollars américains (soit 1,33 % du PIB national).
Dans la région de Patagonie, les principaux lieux touristiques sont l’archipel de Chiloé, la lagune de San Rafael et ses glaciers ainsi que le parc National Torres del Paine.
Avec en 2004, 132 758 touristes de nationalités étrangères et 60 957 touristes de nationalité argentine, Ushuaïa, la ville la plus proche du cap Horn, fait partie des destinations privilégiées avec El Calafate pour son glacier Perito Moreno et Puerto Madryn. Durant la saison de l'été austral 2003-2004, 22 817 touristes embarquaient sur des navires de croisière pour l'Antarctique à partir du port de Ushuaïa. San Martín de los Andes dans la province de Neuquén avec San Carlos de Bariloche sont des destinations de sports d'hiver. Les touristes y viennent aussi parcourir la route des Sept Lacs (ou Camino de los Siete Lagos) ou le parc national Lanín. La Patagonie accueille un tourisme de masse organisé en voyage à forfait mais aussi des voyageurs très divers (aventure, tour du monde, expédition, rallye, périple...).
Les principales activités sont :
- le trekking dans les parcs nationaux ;
- la pêche sportive dans les nombreux et poissonneux lacs et rivières alimentés par la Cordillère des Andes. Junín de los Andes est considérée comme la capitale de la truite, Capital Nacional de la Trucha ;
- les sports d'hiver dans les stations de ski de Caviahue-Copahue, de San Carlos de Bariloche, de La Hoya ;
- les croisières, le long des côtes atlantique et pacifique, à l'intérieur des canaux de Patagonie, comme le détroit de Magellan et le canal Beagle et ses fjords de la cordillère Darwin, le cap Horn, mais aussi vers les Malouines, la Géorgie du Sud et l'Antarctique ;
- et aussi, les activités équestres, le canoë-kayak, l'escalade et l'alpinisme entre autres.

### Voies de communication et transports

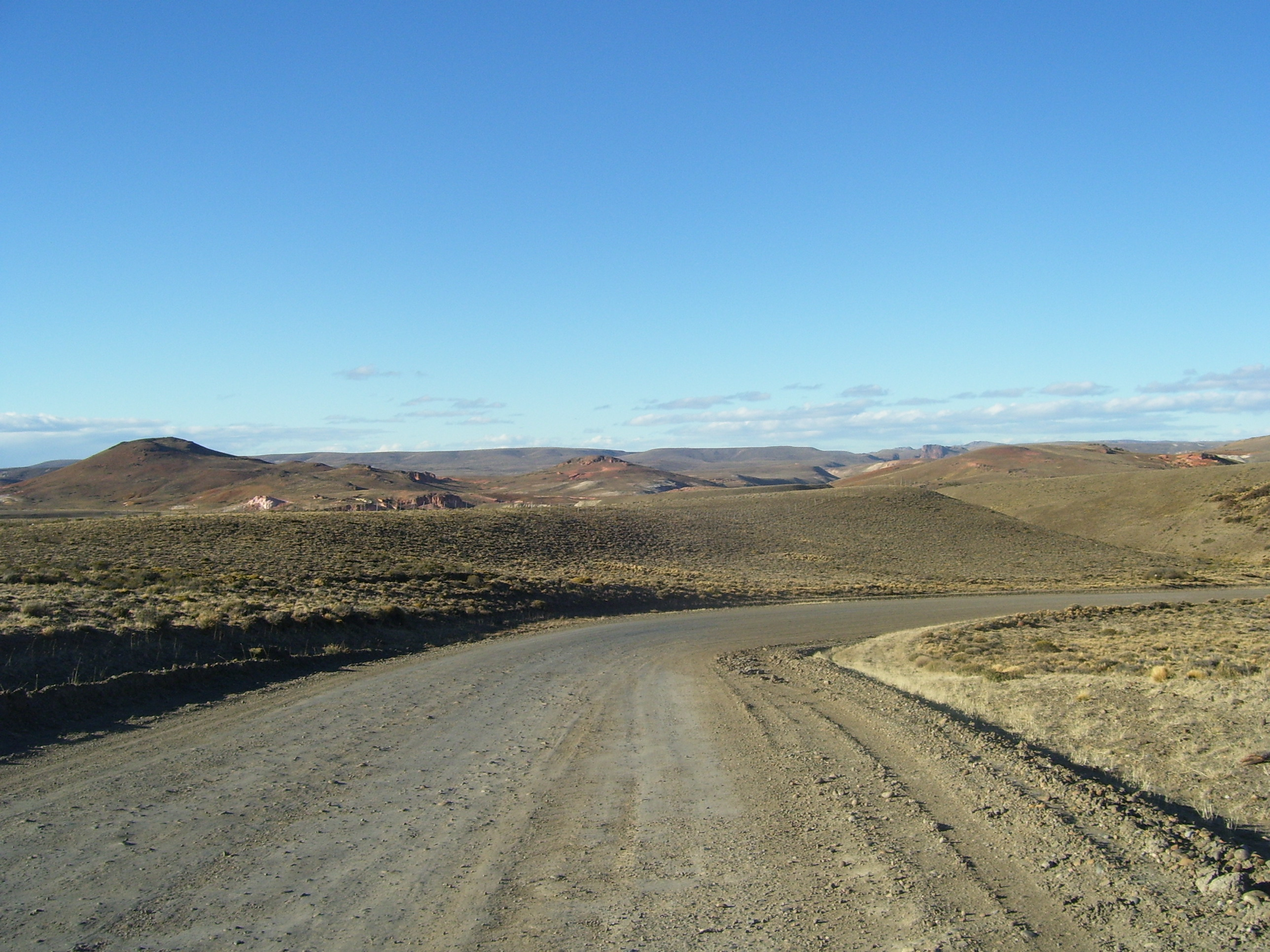
La Route nationale 40 (Province de Santa Cruz)

#### Réseau routier
Le réseau routier se présente en quadrillage et relie toutes les zones urbaines de Patagonie. Il franchit la cordillère des Andes, en plusieurs secteurs (Puyehue, Lanín, Los Alerces, Coyhaique... ) reliant ainsi le Chili et l'Argentine. Toutefois le réseau routier se raréfie aux extrémités et au centre de la Région, aux zones au climat très rude, en zones très montagneuses ou en l'absence de sites touristiques. La Patagonie est traversée par les mythiques route panaméricaine et route nationale 40. Celles-ci rejoignent à hauteur de Rio Gallegos la route nationale 3 qui est l'unique route pour rejoindre Ushuaïa. Le réseau routier est composé principalement de pistes en terre et en macadam sur certaines portions et autour des zones urbaines. Le réseau routier est emprunté par de nombreux bus collectifs qui constituent, à défaut de réseaux ferroviaires, et par ses prix compétitifs par rapport au transport aérien, le principal moyen de transport en Patagonie.

#### Transport aérien

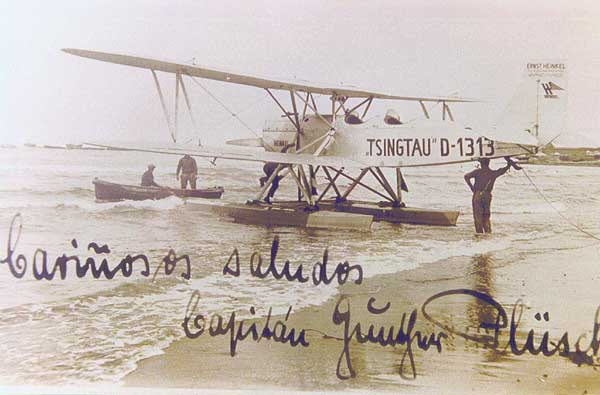
L'avion de Gunther Plüschow

Gunther Plüschow, aviateur allemand a été le premier à survoler la Patagonie d'Argentine et du Chili. Il sera également le premier à amerrir à Ushuaïa en Terre de Feu le 3 décembre 1928. Il s'est tué lors d'une deuxième expédition aérienne en Patagonie en 1931 près du glacier Perito Moreno.
La Compagnie générale aéropostale par sa filiale argentine Aeroposta argentina, décide d'ouvrir la ligne de la Patagonie, la plus australe au monde. Elle fait appel à l'aviateur et écrivain Antoine de Saint-Exupéry qui réalise le vol inaugurale le 1er novembre 1929 à partir de Buenos Aires. Ses étapes seront, Bahia Blanca, San Antonio Oeste, Trelew, Comodoro Rivadavia, Puerto Deseado, San Julian, Rio Gallegos et Punta Arenas.
Aujourd'hui, le réseau entre les villes principales de Patagonie sont exploitées par chacun des deux pays séparément. Les tensions politiques n'ont jamais permis un développement de liaisons aériennes extra-frontalières à part entre les deux capitales. La création des infrastructures comme les aéroports dépendent principalement des retombées économiques des sites liées au tourisme. C'est pourquoi une ville aussi australe qu'Ushuaïa s'est pourvue d'un aéroport moderne avec une piste pouvant accueillir de gros porteurs. Les deux principales compagnies aériennes de Patagonie sont LAN Airlines et Aerolíneas Argentinas.

#### Transport et voies maritimes

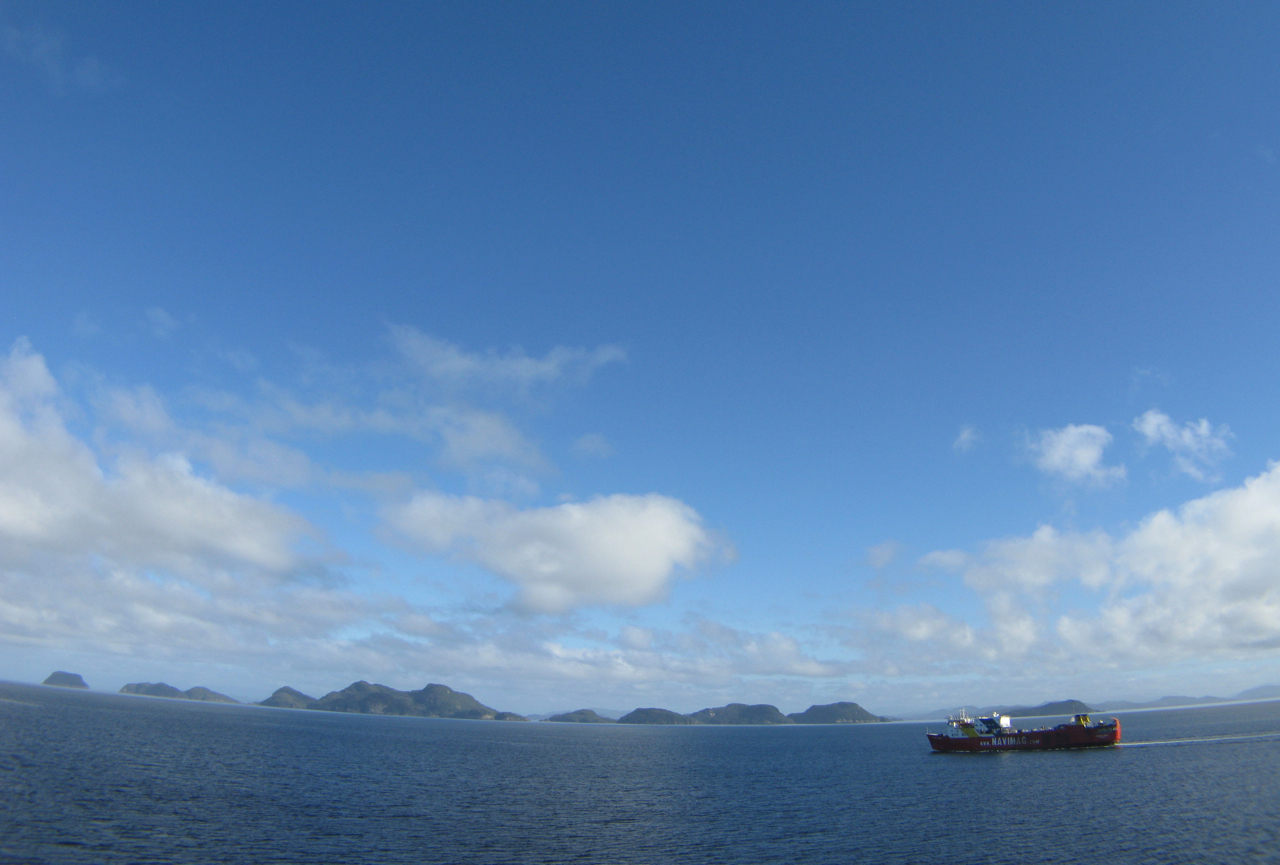
Le ferry Puerto Edén dans le canal Moraleda

Le réseau de transport maritime (ferry) est principalement développé par le Chili avec la liaison Puerto Montt - Puerto Edén - Puerto Natales - Punta Arenas - Puerto Williams. Il existe deux liaisons en transbordeur pour la traversée du détroit de Magellan et une liaison pour l'accès à l'île de Chiloé.
Les principales voies maritimes sont le long de la côte de l'Atlantique (El mar Argentino), le détroit de Magellan, le détroit de Le Maire, le canal de Beagle, le passage par le cap Horn, le canal Messier, le golfe de Penas le canal Moraleda, le golfe de Corcovado, le golfe d'Ancud, le long de la côte du Pacifique jusqu'à Valdivia.

#### Réseau ferroviaire
Le réseau du chemin de fer General Roca a été formé lors de la nationalisation des chemins de fer du pays entre 1946 et 1948 sous la présidence de Juan Perón. Puis fut complètement démantelé par la politique de concessions instaurée par le gouvernement du président Carlos Menem au début des années 1990. Il existait deux lignes vers la Patagonie de Buenos Aires via Bahía Blanca vers Zapala et vers San Carlos de Bariloche. Aujourd'hui, seul le « Viejo Expreso Patagónico » appelé « La Trochita » fonctionne entre les localités de Ingeniero Jacobacci, dans la province de Río Negro, et d'Esquel, dans la province de Chubut, cette ligne étant en fait destinée au tourisme.
Enfin, il existe une ligne à usage industriel de 260 km, le chemin de fer industriel Rio Gallegos - Rio Turbio, créée en 1954 pour le transport de charbon principalement.

### Autres
- Hydroélectricité

La province de Neuquén produit 52 % de la production hydroélectrique de l'Argentine avec les centrales de Piedra del Águila, Pichi Picún Leufú, El Chocón, Planicie Banderita, Alicurá et Cerros Colorados.
- Aluminium

L'usine Aluar à Puerto Madryn commença à importer de la bauxite puis à produire de l'aluminium en 1974. L'usine demeure l'unique producteur d'aluminium d'Argentine. La capacité a atteint 275 000 t/an et doit être portée à 400 000 t/an. Les trois quarts de la production sont exportés.
- Viticulture

Il y a 212 000 hectares plantés en vigne en Argentine principalement à Mendoza. Cependant la Patagonie de l'Argentine possède quelques régions de vignobles : Río Negro (1,24 % ha), Neuquén et Chubut (0,30 % ha). Cette dernière est donc le vignoble le plus austral au monde.

## Populations

### Amérindiens de Patagonie

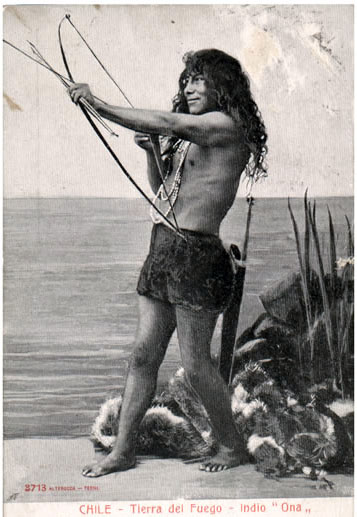
Selknam en Terre de Feu (1904)

En région pampéenne et patagonique, on distingue les Hets (« anciens pampas » ou « querandís »), les Tehuelches (ou Tsonek) et les Mapuches. Les études anthropologiques des groupes de chasseurs et de cueilleurs considérés traditionnellement comme plus simples que les peuples agriculteurs, ont mis en évidence la complexité atteinte par ces cultures d'un haut degré de symbolisme, comme les Selknams, les Mánekenks ou Haush, considérés comme l'ethnie la plus ancienne de la Terre de Feu, les Yagans, les Alakalufs ou Kaweskars, de la Terre de Feu et du détroit de Magellan.
En 2017, les Mapuches représentaient 9 % de la population chilienne, soit un peu plus 1 700 000 personnes. Ils vivent principalement dans les zones rurales de la région de l'Araucanía ainsi que dans la région des Lacs et la région métropolitaine (la capitale, Santiago du Chili). On estime à environ 200 000 leur nombre en Argentine, répartis principalement dans la province du Neuquén, mais aussi celles de Río Negro et de Chubut. C'est le peuple amérindien le plus représenté en Patagonie.
Le terme de « Mapuche », littéralement « Peuple de la Terre » en mapudungun, désigne les communautés autochtone de la zone centre-sud du Chili et de l'Argentine, connues également sous le terme tombé en désuétude d'« Araucans ». Ni les Incas ni les Conquistadors ne réussirent à les soumettre. Cette formidable résistance a inspiré le fameux poème épique La Araucana (1569, 1578 et 1589) d'Alonso de Ercilla. Au Chili, ce n'est qu'en 1882, après une longue série de campagnes militaires, que Cornelio Saavedra réussit à les soumettre. Des groupes ont poursuivi la lutte armée jusqu'à la fin du XXe siècle. Aujourd'hui encore ils résistent pour récupérer leur territoire. 

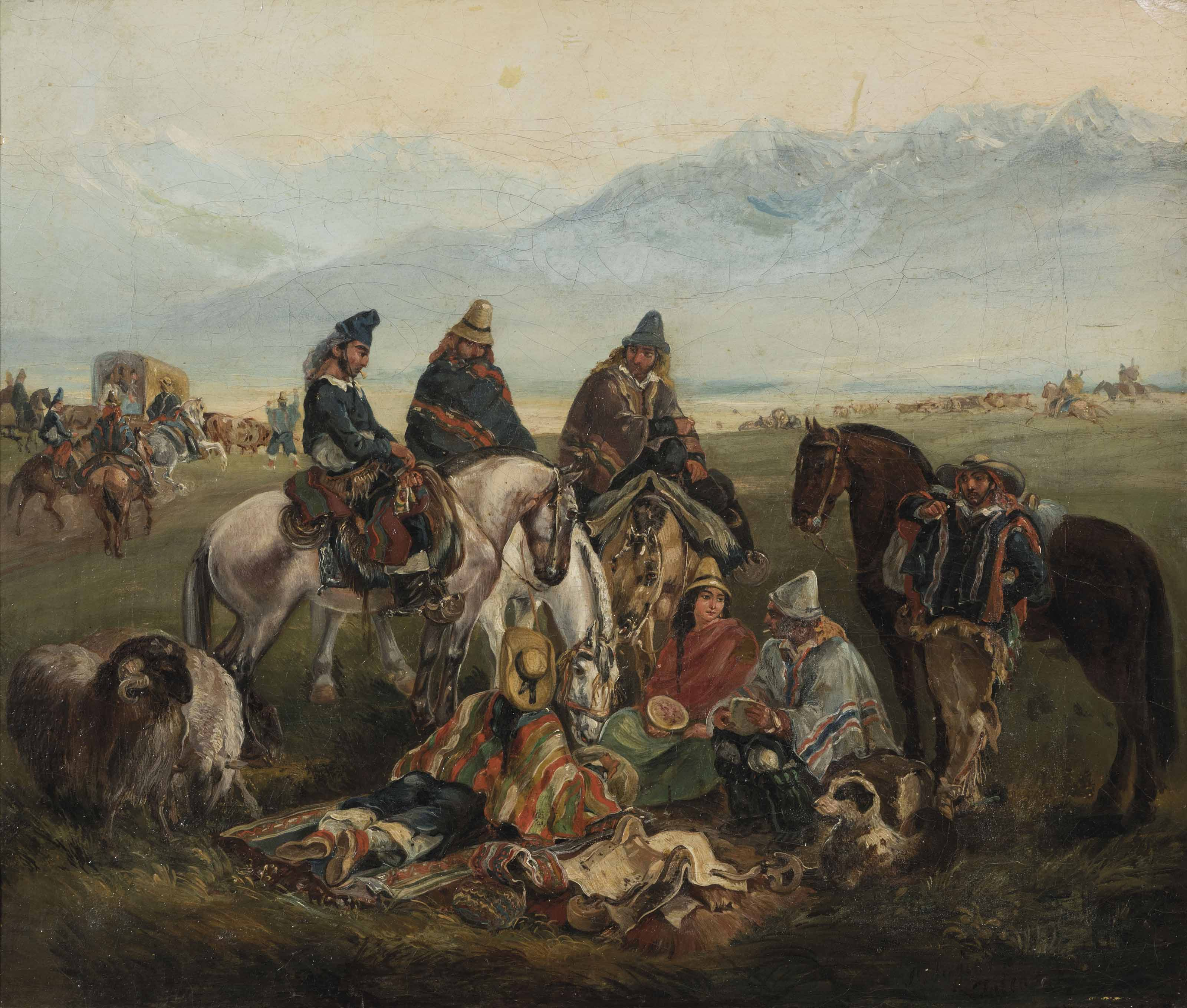
Huasos Maulinos de Rugendas, Johann Moritz (1802–1858)

La langue Mapuche, le mapudungun, est uniquement orale. Elle a servi à transmettre des techniques agricoles, une religion animiste (sans panthéon comme c'est le cas dans les autres civilisations d'origine andine), une fête rituelle nommé guillatún, un sport assez proche du hockey connu sous le nom de palín (ou chueca en espagnol) ainsi qu'un système d'autodéfense appelé kollellaullin. La société Mapuche s'organisait autour d'un lonko, chef de communauté qui soumettait son autorité en cas de guerre importante à un commandant appelé toqui.
Leur mode de vie a notamment intéressé le peintre Johann Moritz Rugendas.
Les langues chon (prononcé [tʃɔn]), famille de langues amérindiennes, se parlaient dans la partie méridionale de la Patagonie et en Terre de Feu. Les langues chon se composent de six langues distinctes : le querandí ; le tehuelche ; le gününa yajich ; le teushen, parlé en Patagonie ; le selknam, ou ona, parlé en Terre de feu ; le haush, également en Terre de Feu. Seul le tehuelche est encore parlé.

### Gauchos

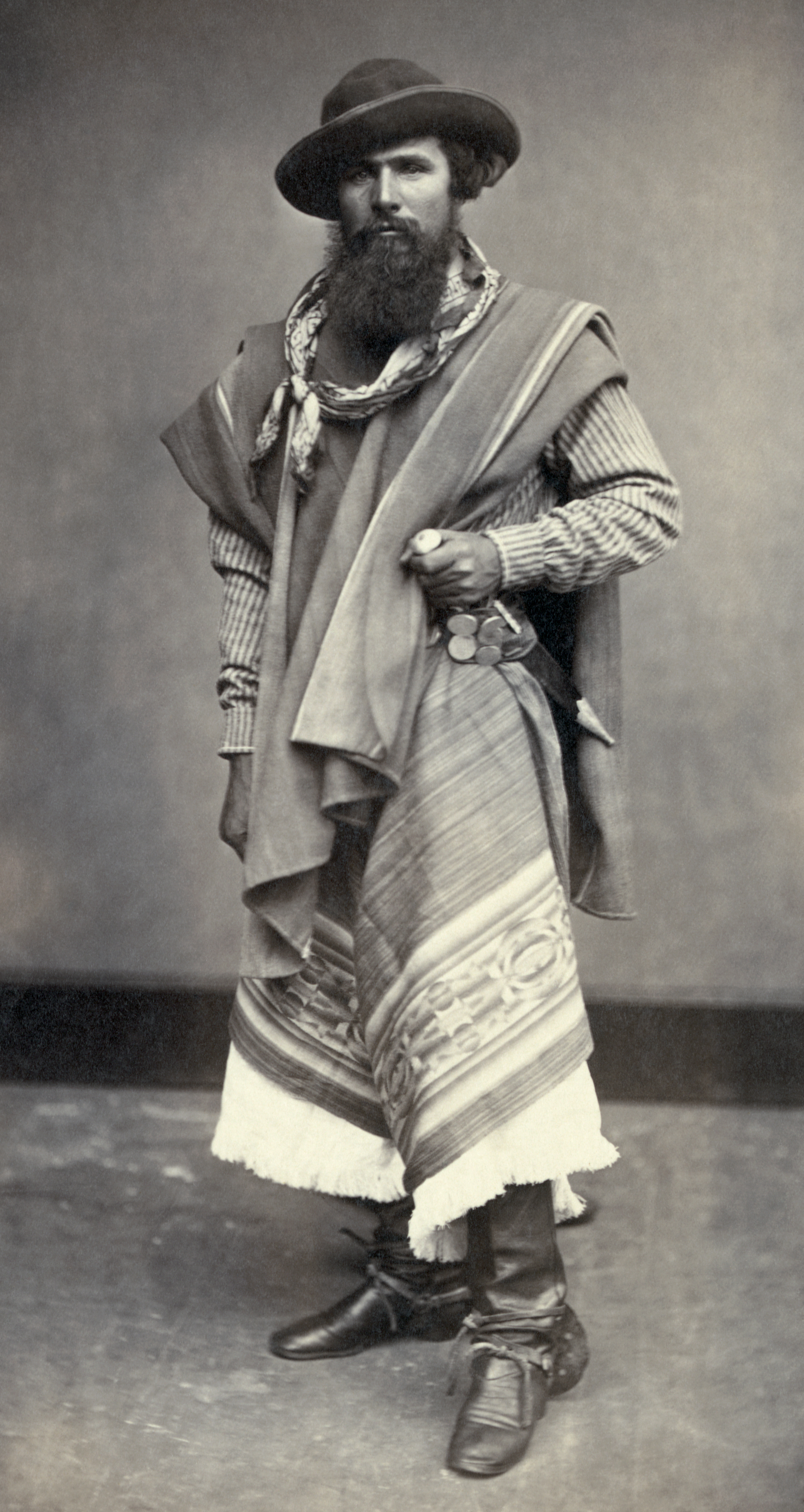
Gaucho argentin en 1868

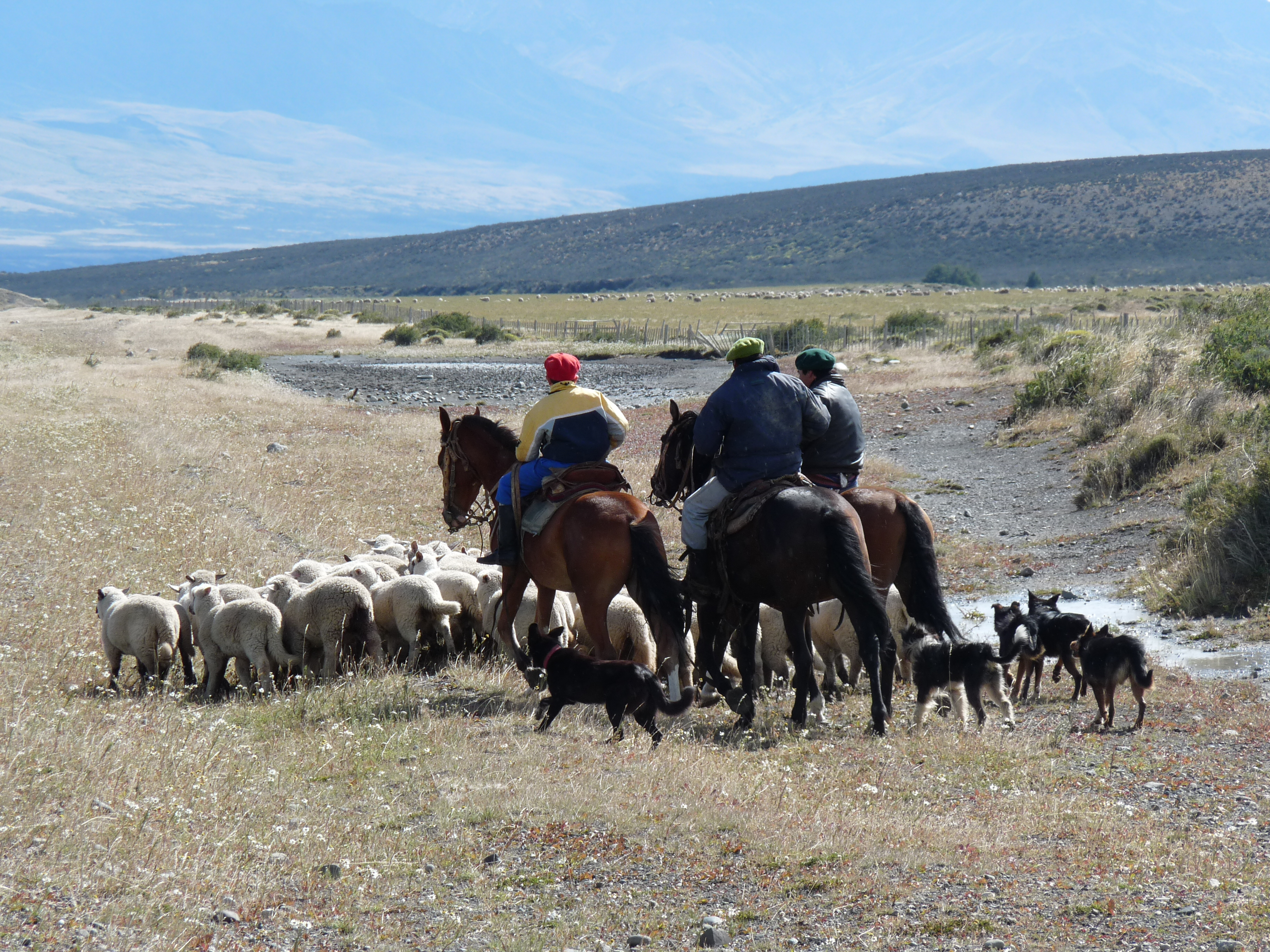
Huaco chilien moderne au travail en Patagonie, près du parc national Torres del Paine, sans leurs habits traditionnels

Les Gauchos, considérés comme une ethnie à part entière, liée à un métissage entre des Amérindiens et des Européens, sont des populations rurales de gardiens de troupeaux qui peuplaient non seulement les vastes plaines de Patagonie mais aussi tout le Nord jusqu'au Brésil à partir du XVIIIe siècle en même temps que la création des grandes fermes d'élevage, les estancias (haciendas). Ce sont des cavaliers, des fermiers, des conteurs, des artistes, des gardiens de troupeaux... qui ont développé une culture, des traditions et des coutumes bien particulières ainsi que le mouvement traditionaliste gaucho en 1948. Ils sont une des figures emblématiques de la Patagonie. Plusieurs artistes ont revendiqué leur culture gaucho comme les écrivains et poètes Domingo Faustino Sarmiento, José Hernández, Ricardo Güiraldes ou le peintre Florencio Molina Campos. L'épopée de Martín Fierro écrit 1872 par José Hernández connaît un énorme succès et sera suivie de La Vuelta de Martín Fierro en 1879. Le gaucho acquiert un statut mythique : il devient une sorte de chevalier qui défend les plus démunis et s'érige en symbole d'une civilisation revendiquant son originalité, alors que le véritable gaucho disparaît peu à peu de la réalité.
Le huaso est l'équivalent chilien du gaucho argentin.

## Culture
Pour des articles plus généraux, voir Culture de l'Argentine et Culture du Chili.

### Littérature
- Le lieutenant Antonio Pigafetta l'un des 18 survivants du premier tour du monde, publiera son carnet de voyage en 1524 et rédigera « Vocable des Géants de Patagonie ». qui constitue le premier relevé du vocabulaire des Amérindiens Tehuelches connu.
- Saint-Loup  " La nuit commence au Cap Horn "  Plon 1952, Presses de la Cité 1965, Transboréal 2015
- À la suite de ses voyages le célèbre navigateur anglais John Byron écrit Naufrage en Patagonie, (édition française en 1994).
- Jules Verne qui s'inspire des explorations de la fin du XIXe siècle au sud de la Patagonie, en la Terra Austral Incognita, écrit le roman le Phare du bout du monde qui sera publié après sa mort en 1905, le roman En Magellanie, en 1897, et le roman Les Naufragés du « Jonathan », (écrit avec son fils Michel Verne) vers 1891, où l'histoire se déroule sur l'île Hoste non loin du cap Horn.
- Inspiré par son voyage en Patagonie, Bruce Chatwin publie En Patagonie en 1977 et devient reconnu pour ses récits de voyages.
- L'écrivain chilien, Francisco Coloane, né sur l'île de Chiloé, rendra souvent hommage à la Patagonie dans ses œuvres. Notamment dans El Guanaco, dans lequel il décrit le destin d’une amérindienne de Patagonie face à l’invasion des hommes blancs venus chasser sur ses terres ancestrales.
- L'écrivain, poète et aviateur français, Antoine de Saint-Exupéry publie Vol de nuit à la suite de son voyage en Patagonie afin d'ouvrir la voie aéropostale de l'Amérique du Sud en 1929.
- Jean Raspail, inspiré par Antoine de Tounens, écrit le roman Moi, Antoine de Tounens, roi de Patagonie en 1981. Il publie, en 1986, Qui se souvient des hommes..., une version romancée et très documentée de l'histoire des Alakalufs, des Amérindiens nomades de la mer en Terre de Feu. Toujours inspiré par la Patagonie, Jean Raspail avait écrit Terre de feu - Alaska en 1952 et, plus récemment, en 2001 : Adiós, Tierra del Fuego.
- Saint-Loup également inspiré par Antoine de Tounens, écrit Le Roi blanc des Patagons, Ed André Bonne 1955 et publie un livre sur la montagne de Patagonie, Monts pacifiques, de l'Aconcagua au Cap Horn, Arthaud 1953.
- Paul Edward Theroux, écrivain et romancier américain spécialisé dans le voyage, écrit en 1979, Patagonie Express récit romancé d'un voyage des États-Unis à la Patagonie en train.
- Esteban Lucas Bridges publie en 1948 Aux confins de la Terre. Dans ce récit il reprend le journal de son père Thomas missionnaire anglican et le complète de ses propres expériences au contact des amérindiens Yaghans et Onas.
- L'auteur Lewis Trondheim a écrit et dessiné une BD intitulée Lapinot et les carottes de Patagonie (1992).
- L'écrivain-voyageur Christian Garcin publie en 2014 Selon Vincent (éditions Stock), dont l'action se déroule en Patagonie.
- L’écrivain chilien Luis Sepúlveda a publié en 1989 « Le monde du bout du monde » qui entraîne le lecteur dans un monde de réalité et de fiction concernant la pêche industrielle dans le sud de la Patagonie.

### Patrimoine, monuments et lieux touristiques

#### Argentine

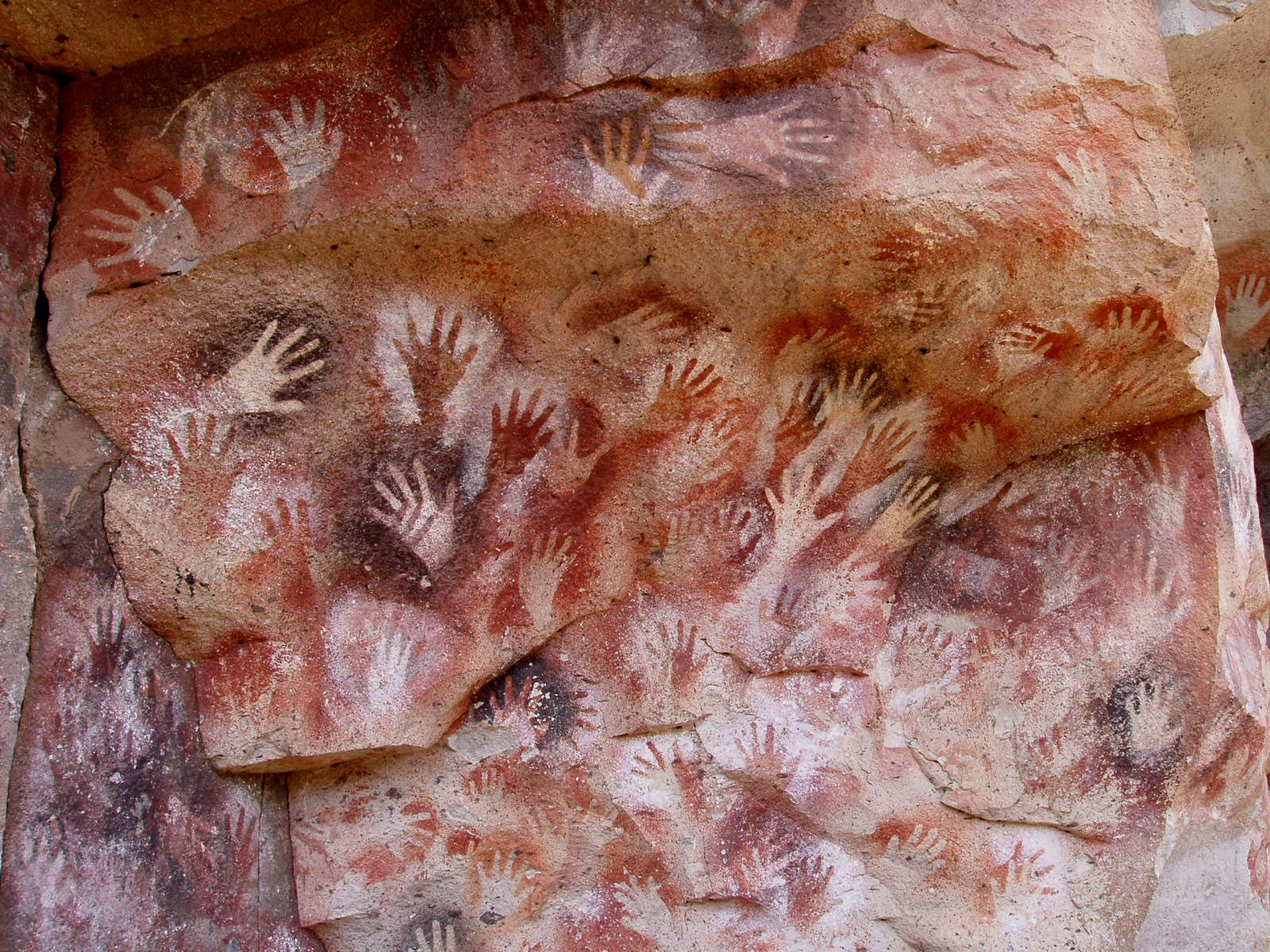
Cueva de las Manos, Río Pinturas, dans la province de Santa Cruz

- Le parc national Los Glaciares inscrit sur la liste du patrimoine mondial de l’UNESCO en 1981[44]
- La cathédrale de San Carlos de Bariloche de style néogothique est inscrite comme monument historique national
- La Trochita ou el Viejo Expreso Patagónico (en français : le Vieil Express de Patagonie) est une ligne de chemin de fer historique à vocation touristique de nos jours. Le train, avec son écartement étroit (75 cm de séparation entre les rails), est mondialement renommé pour être le seul en fonctionnement sur la planète avec un si petit écartement des rails. Il a été déclaré monument national en 1999.
- Cueva de las Manos inscrite sur la liste du patrimoine mondial de l’UNESCO en 1999[45]. L'art le plus ancien d'Amérique du Sud (7 300 av. J.-C.)
- Villa Pehuenia
- Phare du bout du monde, classé monument national, qui est en fait le phare de San Juan del Salvamento. Il situé sur l'île des États et est devenu un phare mythique à la suite du roman éponyme de Jules Verne. Ce lieu n'est pas autorisé aux touristes.

#### Chili

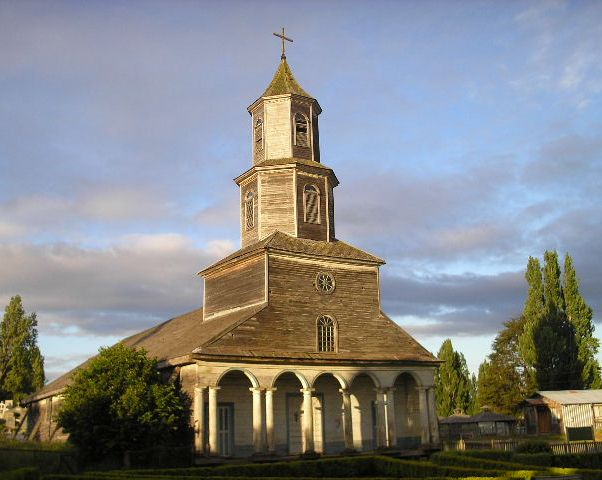
L'église de Nercón sur l'île de Chiloé.

Dans son histoire, le Chili subit régulièrement des tremblements de terre. Par exemple à Valdivia en 1960, un tremblement de terre ravagea la ville et ses alentours. De nombreux anciens édifices religieux et historiques ont malheureusement disparu. Cependant son patrimoine naturel y est très important.
- Les églises de Chiloé. Seize églises en bois coloré sont inscrites sur la liste du patrimoine mondial de l’UNESCO en 2000[46].
- Le site du parc national Pali Aike est remarquable pour sa géologie volcanique et son archéologie.
- La caverne du mylodon à Puerto Natales où des chercheurs ont trouvé des traces du mylodon, mammifère terrestre cousin du Megatherium, disparu de nos jours.

### Culture culinaire et gastronomie
Avec une consommation annuelle de plus de 60 kilos de bœuf par habitant, l'Argentine reste dans le peloton de tête des pays grands consommateurs de viande bovine. À titre de comparaison, en 2000, la consommation française de viande bovine se montait à 26 kilos par habitant.
La culture culinaire dépend en grande partie des ressources locales. La Patagonie, en tant que Terre d'élevage, l'asado (grillade ou rôtissage) de viandes de moutons, de bovins, de charcuterie prend une place importante dans la culture locale. La technique de cuisson utilisée est celle dite « à la croix » ou « au bâton » (respectivement en espagnol : a la cruz ou al palo) autour d'un feu de bois. L' « asado » ne se réfère pas seulement à la technique de grillade en tant que telle mais correspond aussi à l’acte social de se réunir pour manger de la viande.
Les empanadas seront servis comme entrées. Les convives participent au rituel du maté accompagné de tortas fritas (beignets) au dulce de leche. La cazuela préparée selon les produits locaux est un plat typique et traditionnel du Chili.
Dans les zones ouvertes aux produits de la mer, la cuisine se tourne vers les plats à base de crustacés comme le centollón (Pralomis granulosa), de mollusques (palourdes, moules, Buccinidaes...) et de poissons (Légine australe, Dorade australe (Spondyliosoma emarginatum)) mais aussi d'algues comme la Cochayuyo (Durvillaea) ou la Chondracanthus chamissoi. Le King crab ou Centolla (Lithodes santolla) est un mets très apprécié à Ushuaïa, à Punta Arenas et à Puerto Natales. Dans les zones rurales, la viande s'utilise également en potée ou en ragoût. Les truites et les saumons, espèces introduites, sont pêchées dans les nombreux cours d'eau et lacs. Les produits de la terre (fruits et légumes) quasi inexistants sont importés des régions plus riches du nord du pays. Les Amérindiens et les colons mangèrent de la viande de Guanaco, de Nandu et de Manchot, cette coutume est aujourd'hui disparue comme également la consommation de champignons parasites du genre Cyttaria. Comme le Chili et l'Argentine ne manquent pas de vins, ceux-ci sont préférés aux vins étrangers.